# Enrico Dandolo

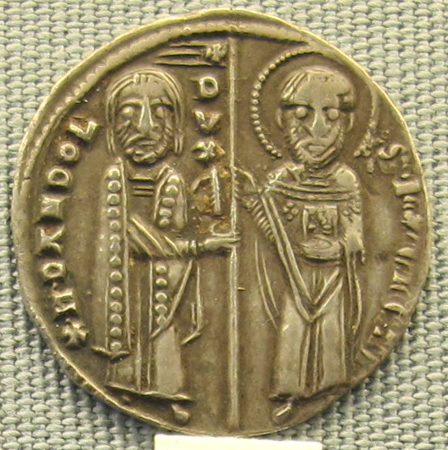
Avers eines „Dandolo-Grossos“, einer Silbermünze Venedigs aus der Regierungszeit Enrico Dandolos, die auch als Matapan bekannt ist. Der links dargestellte Doge, mit Bart und langen Haaren, stehend in Frontalansicht, trägt einen fußlangen Mantel. Er hält in seiner linken Hand eine Schriftrolle, die Prommissio ducale, deren Machtbeschränkungen und Aufgaben er zu beschwören hatte. Der Doge ist mit „H. DANDOL“ und dem Wort „DUX“ bezeichnet. Der rechts dargestellte Evangelist Markus, der Schutzpatron Venedigs, präsentiert Dandolo mit dem gonfalone, dem Banner, in seiner rechten Hand; dessen Wimpel mit dem Kreuz weht über dem Kopf des Dogen, der gleichfalls seine rechte Hand am gonfalone hat. Die drei Buchstaben des Wortes „DUX“, das unmittelbar unterhalb des Wimpels mit dem Kreuz beginnt, folgen von oben nach unten geschrieben dem Banner und verbinden so das Kreuz mit der Schriftrolle. Markus, als Venedigs Schutzpatron, mit „S. M. VENETI“ bezeichnet, ist als Heiliger am Nimbus zu erkennen, bekleidet mit einem faltenreichen Gewand. Er hält in der linken Hand sein Evangelium, wie der Doge seine Promissio.

Enrico Dandolo (* um 1107 in Venedig; † 1. Juni 1205 in Konstantinopel) ist wohl der bekannteste und umstrittenste Doge Venedigs. Er war vom 1. Juni 1192 bis zu seinem Tod im Amt. Folgt man der „venezianischen Tradition“, wie meist die staatlich gesteuerte Geschichtsschreibung Venedigs umschrieben wird, war er der 41. der insgesamt 120 Dogen. Umstritten ist er wegen seiner Rolle bei der Umlenkung des Vierten Kreuzzugs (1202–1204) gegen die christlichen Städte Zara und Konstantinopel.
Dabei kam es zur Plünderung der Metropole und zur Errichtung des Lateinischen Kaiserreichs, von dem den Venezianern unter Führung Dandolos „drei Achtel“ zugesprochen wurden. Diese Eroberung gilt als Ausgangspunkt der Großmachtstellung Venedigs, aber auch als Anfang vom Ende des Byzantinerreiches. Die Ablenkung des Kreuzzugs, dessen Schiffe Venedig vorfinanziert hatte, erfolgte in drei Stufen: Um ihre Schulden zu reduzieren, eroberten die Kreuzfahrer zunächst für Venedig das christliche Zara. Gegen päpstlichen Widerstand und nach Tumulten innerhalb des Heeres fuhren die verbliebenen Kreuzfahrer von dort nach Konstantinopel, um einem zu ihnen geflohenen byzantinischen Thronprätendenten zur Herrschaft zu verhelfen. Als dieser seine großzügigen Zusagen nicht einhielt, eroberten die Kreuzfahrer schließlich die bei weitem größte christliche Stadt, ein Teil der Stadt ging in Flammen auf. Geraubte Schätze und Reliquien schmücken heute zahlreiche Kirchen Europas.
Enrico Dandolo entstammte einer der einflussreichsten Familien der Republik Venedig. Doch ist über sein Leben vor etwa 1170 fast nichts bekannt, selbst seine unmittelbaren Verwandtschaftsverhältnisse sind nur partiell geklärt. Er war mit einer Contessa verheiratet, mit der er mindestens einen Sohn hatte. Er war als Fernhändler, nach der Vertreibung der Venezianer aus der byzantinischen Hauptstadt im Jahr 1171 zudem in diplomatischen Diensten tätig.

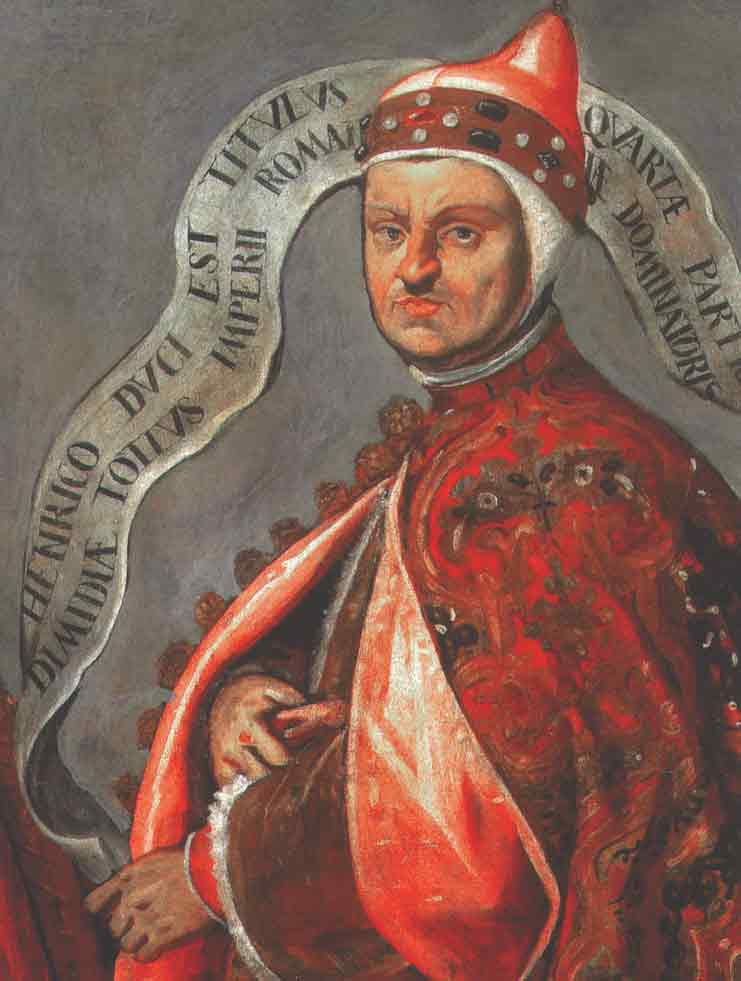
Gemälde von Domenico Tintoretto (um 1600), das Enrico Dandolo darstellt, obwohl es vom Aussehen des Dogen keinerlei Vorstellung mehr gab. Selbst der Vollbart auf dem vier Jahrhunderte zuvor geprägten Grosso fehlt. Das Textband bezeichnet seine in dieser Darstellung allein im Vordergrund stehende Rolle, nämlich die eines Beherrschers eines Viertels und der Hälfte „Imperii Romaniæ“, des „Römerreichs“, von späteren Historikern als Byzantinisches Reich bezeichnet, sowie eines genauso großen Teiles seiner Hauptstadt Konstantinopel. Saal des Großen Rates im Dogenpalast.

Die Geschichtsschreibung überhöhte Dandolos Rolle als allgegenwärtiger Gesetzgeber, Organisator, Flotten- und Heerführer. Sie vereinnahmte ihn als Idealbild für Patriotismus, kriegerischen Expansionsgeist und zugleich der Selbstbescheidung durch Verzicht auf die Kaiserkrone. Oder sie verdammte ihn als rachsüchtigen oder zynischen, in jedem Falle berechnenden und heuchlerischen Verräter an der christlichen Sache, der die Umlenkung gegen Konstantinopel von Anfang an als Racheakt ersonnen hatte, obwohl der Papst die Kreuzfahrer exkommunizierte. Die Interpretationen reichen dabei von der Gelegenheit, sich für seine in Konstantinopel erlittene Blendung oder für die schlechte Behandlung der Venezianer durch die „Griechen“ zu rächen, bis zu einer Verkettung von Einzelentscheidungen, bei denen der Doge sich nur im Rahmen der venezianischen Verfassungswirklichkeit verhielt, die ihm wenig Spielraum ließ. Nach Giorgio Cracco vertrat Dandolo erst im Verlauf des Kreuzzugs immer stärker die Interessen seiner zahlreichen im Osten tätigen Landsleute und der zunehmend autonomen Eroberer eines neuen Reiches – wenn opportun, auch gegen die Mutterstadt Venedig. Jahre später erst konnte Venedig gegenüber den Eroberern seine Autorität durchsetzen.
Während Dandolo für koloniale Ambitionen gleichsam als Vorläufer vereinnahmt und die Eroberung Konstantinopels durch kulturelle und moralische Überlegenheit über die Byzantiner gerechtfertigt wurde, gelang es der Historiographie erst in der nachkolonialen und nachfaschistischen Zeit, auf Rückprojektionen soweit möglich zu verzichten. Dandolo wurde demnach erst in jüngster Zeit stärker in den Rahmen der sich verengenden Handlungsmöglichkeiten der Dogen innerhalb ihrer Gesellschaft gestellt.
Aber auch die Erzählweisen der drei Hauptquellen, die stark von französischen und byzantinischen Traditionen beherrscht sind, wurden kritisch einbezogen. Diese sind die französischsprachigen Chroniken des Geoffroi de Villehardouin – wiederentdeckt im Jahr 1541 – und des Robert de Clari sowie die griechischsprachige Chronik des Niketas Choniates. Eine Reihe von Einzeldokumenten gestattet es zudem, die ansonsten kaum belegten Taten Dandolos vor dem Kreuzzug besser einzuordnen. Dennoch ist die Integration bedeutender und zeitlich näher an den Kämpfen entstandener Dokumente bisher nur partiell gelungen. Dies gilt vor allem für Briefe, die auf scharfe Konflikte innerhalb des Kreuzfahrerheeres, aber auch auf solche zwischen den Führern des Kreuzzugs und den einfachen „Pilgern“ hinweisen. Diese Konflikte wurden durch die vier Hauptstränge der Überlieferung, die sich aus der politischen Konfliktsituation ergaben – also des byzantinischen, des venezianischen, des päpstlichen und desjenigen der Kreuzfahrer aus dem mittleren und gehobenen Adel vor allem Frankreichs –, weitgehend überdeckt. Dazu trug aber vor allem die staatlich gesteuerte, das Vorgehen Dandolos legitimierende Geschichtsschreibung Venedigs bei, die seit der Chronik des Dogen Andrea Dandolo (1343–1354) fast ein halbes Jahrtausend lang kaum noch davon abweichende Deutungen zuließ.

## Schriftkultureller Hintergrund, geringe pragmatische Schriftlichkeit
Erst die enorme gesellschaftliche und politische Reichweite des Vierten Kreuzzugs mit seiner chronikalischen Überlieferung wirft, neben den wenigen älteren Urkunden verschiedener Provenienz, ein wenig Licht auf diesen zentralen Protagonisten des Kriegszugs, über dessen Motive und Haltungen äußerst wenig als gesichert gelten kann. Dieser frappierende Quellenmangel bei einer derartig zentralen Person hängt damit zusammen, dass Dandolo in einer Epoche lebte, in der die Schrift in Italien, wo die römische Tradition nie ganz abriss, zwar bereits in wachsendem Umfang in Gebrauch war, doch die pragmatische Schriftlichkeit war noch in einem frühen Stadium ihrer Entwicklung. Dies gilt erst recht für die Techniken der Aufbewahrung und Erschließung, wie generell des Verfügbarmachens von schriftlicher Erinnerung in den Bereichen von Verwaltung, Recht und Wirtschaft. Zwar bewahrten zahlreiche kirchliche Einrichtungen, insbesondere Klöster, ihre Bestände auf, doch andere Einrichtungen von geringerer Kontinuität waren hierin weniger erfahren, und ihre Bestände, vor allem Urkunden, wurden vielfach verstreut und vernichtet, gingen verloren oder wurden vergessen.
Die italienische Kommune befand sich erst am Beginn einer geregelten Schriftlichkeit der kleinen und äußerst rudimentären, diskontinuierlichen staatlichen Organe und Gremien, die ganz überwiegend nur deshalb ad hoc zusammengestellt wurden, um bestimmte Aufgaben zu lösen. Eine wenige Jahrzehnte später etablierte Schriftlichkeit aus Protokollen und Abstimmungsergebnissen, Berichten und Korrespondenzen, war zwischen und innerhalb der noch geringen Zahl an Instanzen und Gremien zur Zeit Dandolos noch kaum vonnöten. Dennoch ballten die beiden wichtigsten Gremien, der Kleine und der Große Rat, die Macht der einflussreichsten Familien der Stadt, und sie dienten dem Ausgleich von Konflikten und Interessen in einer noch weitgehend mündlich organisierten Gesellschaft. Ihre Entwicklung setzte mit der ersten Einsetzung einer rudimentären Magistratur, dem consilium sapientium zur Zeit des Dogen Pietro Polani ein, als Dandolo vielleicht in den Dreißigern war.
Vor diesem schriftkulturellen Hintergrund sind auch die Unsicherheiten einzuordnen, die bis heute hinsichtlich der Persönlichkeit, der Herkunft und selbst bei der Rekonstruktion der verwandtschaftlichen Einbindung in die von wenigen Dutzend Familien beherrschten Strukturen Venedigs bestehen.

## Herkunft, Familienzusammenhang
Über die ersten sechs Lebensjahrzehnte Enrico Dandolos, der als bekanntester Doge gilt, ist kaum etwas überliefert. Sein errechnetes Geburtsjahr – die zeitlich näheren Quellen bezeichnen ihn nur als „senex“ (‚alt‘) – geht darauf zurück, dass Marin Sanudo der Jüngere (1466–1536), ein Chronist, der rund drei Jahrhunderte nach Dandolo schrieb, anmerkt, dieser sei zum Zeitpunkt seiner Wahl zum Dogen, also im Jahr 1192, bereits 85 Jahre alt gewesen.

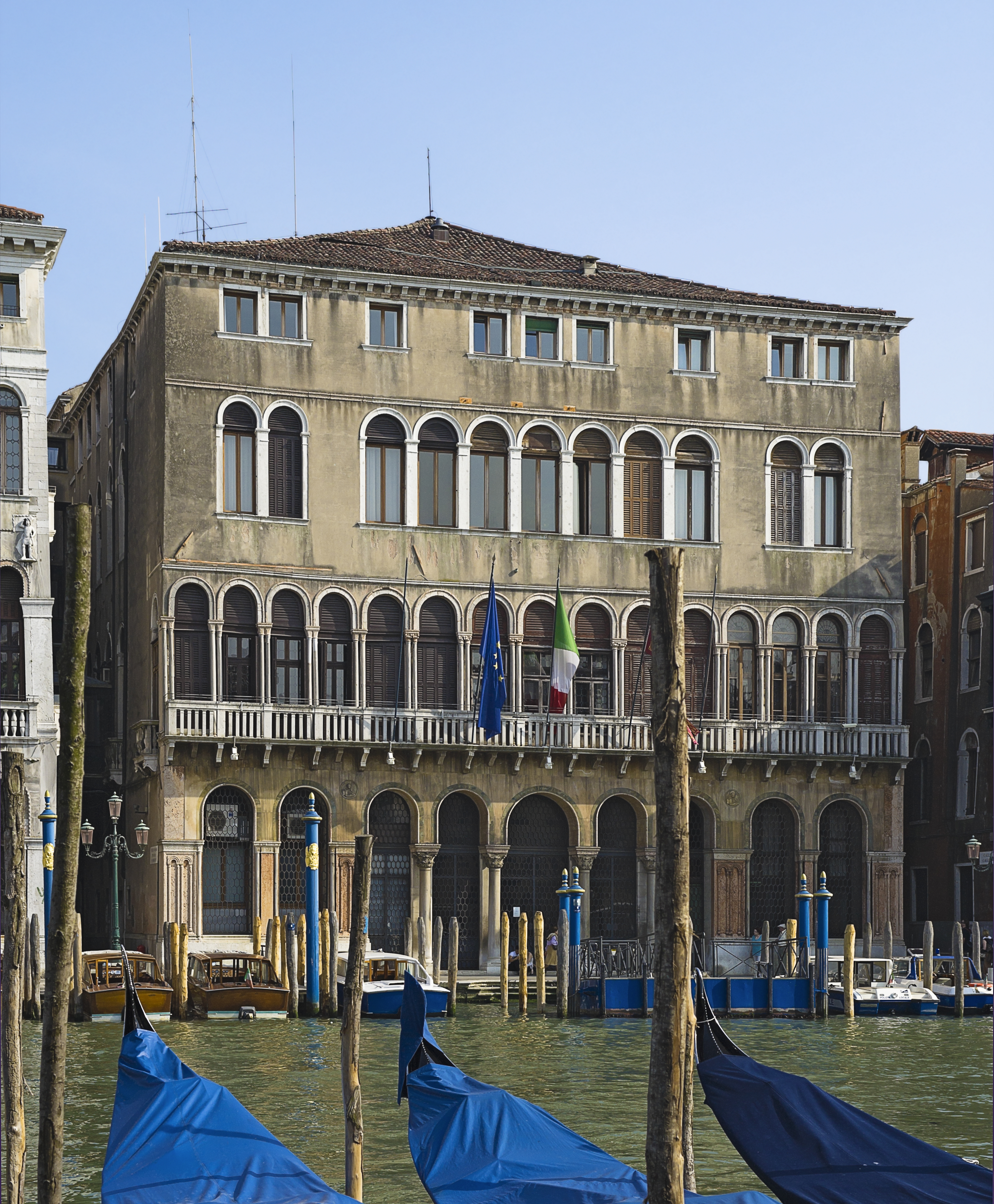
Von der Ca’ Farsetti, seit 1826 das Rathaus Venedigs, auch Palazzo Dandolo Farsetti genannt, wurde lange angenommen, sie sei die „Domus magna“ Enrico Dandolos gewesen, doch wurde mit ihrer Errichtung erst kurz nach seinem Tod begonnen. Die „kurz vor 1208/09“ entstandene Casa Renier Dandolo wurde nach einem Brand im Jahr 1524 wieder aufgebaut. 1664 erwarb sie die toskanische, gerade in den Großen Rat aufgenommene Familie Farsetti.

Enrico entstammte der Familie der Dandolo von San Luca, einer Insel und Pfarrgemeinde, die nach 1172 zu einem der sechs neu gegründeten Sestieri, nämlich dem von San Marco gehörte. Damit war er ein Angehöriger der zwölf angesehensten, einflussreichsten und ältesten Familien Venedigs, der sogenannten „apostolischen“ Familien. Zu diesen vielköpfigen, durch bloße Verwandtschaft definierten Großgruppen zählten neben den Dandolo die Badoer, Barozzi, Contarini, Falier, Gradenigo, Memmo, Michiel, Morosini, Polani, Sanudo und Tiepolo. Vor allem mit den Tiepolo standen die Dandolo in Konkurrenz um die Führung. Die Dandolo erschienen der Legende nach bereits um 727 bei der Wahl des (wohl ersten) Dogen Orso oder Ursus, auf dessen Familie sich mehrere der ältesten Familien Venedigs zurückführten.
Enrico Dandolos politischer Aufstieg hing neben seinen persönlichen Fähigkeiten vor allem mit der Bedeutung der Dandolo als einer der herausragenden Familien Venedigs zusammen. Dabei dürfte sein eigenes Wirken für die Familie höchst förderlich gewesen sein, denn sie stellte nach ihm allein drei weitere Dogen. Diese waren Giovanni (1280–1289), Francesco (1329–1339) und vor allem Andrea Dandolo (1343–1354). Doch in diesen höchsten Staatsämtern spiegelte sich nur die Spitze des Aufstiegs, der durch Enricos Dogenamt unmittelbar gefördert wurde. Schon sein eigener Sohn Ranieri vertrat seinen Vater von 1202 bis 1205 als Vizedoge in Venedig († 1209), seine Enkelin Anna Dandolo war mit dem serbischen König Stefan Nemanjić verheiratet. Ihr Sohn Stefan Uroš I. wiederum war von 1243 bis 1276 König von Ungarn.
Unterhalb dieser Ebene war die Familie bereits vor Enricos Zeiten von weit reichendem Einfluss. Sein Onkel, der ebenfalls Enrico († 1182) hieß, war Patriarch von Grado. Andere Angehörige der weitverzweigten Familie gehörten zum engsten Kreis der Ratgeber des Dogen, den consiliarii. Dabei ist es in einigen Fällen nicht möglich zu entscheiden, ob es sich um ein und dieselbe Person handelte, da viele der Dandolo den gleichen Namen trugen, was selbst Historiker gelegentlich zu falschen Schlussfolgerungen verleitet hat.
Weder der Name von Enricos Vater kann als gesichert gelten, noch sind Name und Herkunftsfamilie seiner Mutter bekannt. Vielfach wird als Vater Vitale Dandolo genannt. Dieser Vitale galt als „weltlicher Patriarch“ der Dandolo di San Luca (neben dem älteren Enrico als „kirchlichem Patriarchen“), der gleichfalls als Gesandter in Konstantinopel tätig war. Doch verschwindet er 1175 aus den Quellen, ohne dass klar ist, wer seinen Großklan nun weiterführte. Möglicherweise übernahm diese Rolle Enricos Bruder Andrea Dandolo, der ab 1173 mehrfach als iudex erscheint. Dies mag ein Grund sein, warum es zur nicht näher belegbaren Annahme kam, Vitale sei Enricos Vater gewesen. Ein Giovanni, der sich als „filius quondam Vitalis“ bezeichnete, erscheint wiederum nie als iudex. Enricos Bruder Andrea hingegen war unter Sebastiano Ziani vielleicht ab 1173 iudex am Dogenhof. Thomas Madden nimmt an, dass Andrea diesen Posten für seinen Bruder Enrico räumte, als dieser 1174 oder 1175 aus Ägypten zurückkehrte. Enrico und sein Bruder Andrea erscheinen mehrfach gemeinsam. Enrico nennt seinen Bruder, dem er 1183 für sämtliche schriftlichen und mündlichen Abmachungen Vollmacht verlieh, sogar „dilectus frater meus“ (‚mein geliebter Bruder‘). Andrea blieb in seiner engsten Umgebung, auch nachdem Enrico 1192 Doge geworden war.
Weitgehend unklar bleibt also, wer der Vater der beiden Brüder war. Der ältere Enrico, dann Vitale, Pietro, sehr wahrscheinlich auch ein Bono, waren Brüder, vielleicht Söhne von Domenico Dandolo; Marco und Giovanni waren Neffen des besagten Patriarchen Enrico Dandolo. Nur so viel kann als gesichert gelten, dass die Brüder Andrea und Enrico Dandolo vielleicht ihrerseits Söhne von Pietro, Bono oder Vitale waren.
Selbst in Standardwerken häufen sich angesichts dieser schwierigen Quellenlage die Widersprüche. So schrieb Antonio Carile im 1986 erschienenen 3. Band des Lexikons des Mittelalters lapidar, Dandolo sei in erster Ehe mit „Felicita“, einer Tochter des Prokuratoren von San Marco Pietro Bembo verheiratet gewesen, in zweiter mit Contessa, die möglicherweise zur Familie der Minotto gehörte. Aus diesen Ehen seien vier Söhne hervorgegangen, nämlich Marino, Ranieri, Vitale und Fantino. Alvise Loredan war fünf Jahre vor Carile in seinem Werk I Dandolo gleichfalls von diesen vier Söhnen und den besagten zwei Ehen ausgegangen.
Eine Reihe von Annahmen über diese Verwandtschaftsverhältnisse, wie etwa die, Enrico Dandolo habe zwei Mal geheiratet, gilt jedoch schon länger als dubios. So ließ Antonino Lombardo 1982 Zweifel an einer ersten Ehe mit besagter „Felicita“ anklingen. Als gesichert kann nur gelten, wie der Leiter des Staatsarchivs Venedig Andrea Da Mosto schrieb, dass Enrico Dandolo spätestens 1183 mit Contessa verheiratet war, wie ein Dokument aus dem Konvent San Zaccaria belegt. „Felicita Bembo“ – darauf dürfte der Irrtum nach Thomas Madden zurückgehen – erscheint in einer Genealogie von 1743; Madden hält sie für eine spätere Erfindung. Bei der besagten Genealogie von 1743 handelt es sich um die Fortsetzung der Famiglie nobile venete des Marco Barbaro durch Antonio Maria Tasca, die als Arbori dei patritii veneti ricoppiati con aggiunte di Antonio Maria Fosca, 7 Bde., im Staatsarchiv Venedig liegt (Miscellanea codici, serie 1, regg. 17–23, 1:319; 3:177).
Doch nicht nur mit Blick auf die Ehe Dandolos bestand lange Unsicherheit. Die Ansicht, die zuerst Karl Hopf vertreten hat, Marino sei als Sohn Enricos zu betrachten, geht, wie Raymond-Joseph Loenertz 1959 konstatierte, auf eine Verwechslung mit einem Träger des gleichen Namens zurück. Vitale, der die venezianische Flotte vor Konstantinopel kommandierte, war „womöglich ein Sohn seines Bruders Andrea“, also nicht Enricos, sondern sein Neffe, wie Karl-Hartmann Necker 1999 annahm. Vitale war zudem einer der zwölf Wähler, die im Jahr 1204 den Kaiser des Lateinerreiches bestimmen sollten. Sicher als Enrico Dandolos Sohn gilt demnach nur Ranieri, vielleicht auch Fantino. Ranieri vertrat seinen Vater Enrico während des Kreuzzuges in Venedig als Vizedoge; er starb 1209. Fantino soll lateinischer Patriarch im von den Kreuzfahrern 1204 neu geschaffenen Lateinischen Kaiserreich geworden sein, was allerdings schon Heinrich Kretschmayr vor mehr als einem Jahrhundert bestritten hat. Thomas Madden bestreitet die Existenz eines Patriarchen namens Fantino, wie überhaupt eines Fantino Dandolo im Venedig dieser Zeit. Dieser tauche erst bei Marino Sanudo auf.
Es bleiben also letztlich nur ein gesicherter Sohn, nämlich Ranieri, ein Sohn oder Neffe, nämlich Vitale, und nur eine Ehe, nämlich die mit Contessa. Doch diese Erkenntnisse setzen sich nur langsam durch. Noch 2006 führte Marcello Brusegan die besagten beiden Ehen und die vier Söhne auf, darüber hinaus eine Tochter, deren Namen er nicht nennt, die aber Bonifaz von Montferrat geheiratet haben soll, einen der Führer des Vierten Kreuzzuges. Diesen Irrtum, der gleichfalls auf Sanudo zurückgeht, hatte Heinrich Kretschmayr bereits 1905 mit den Worten abgetan, dass die Ansicht, es habe „eine Tochter […], deren Gemahl Bonifacio von Montferrat gewesen sei“ gegeben „gewiß auch nicht richtig“ sei.

## Gesandter, Rechtszeuge, Dogenwähler, Händler (1172–1183/84)

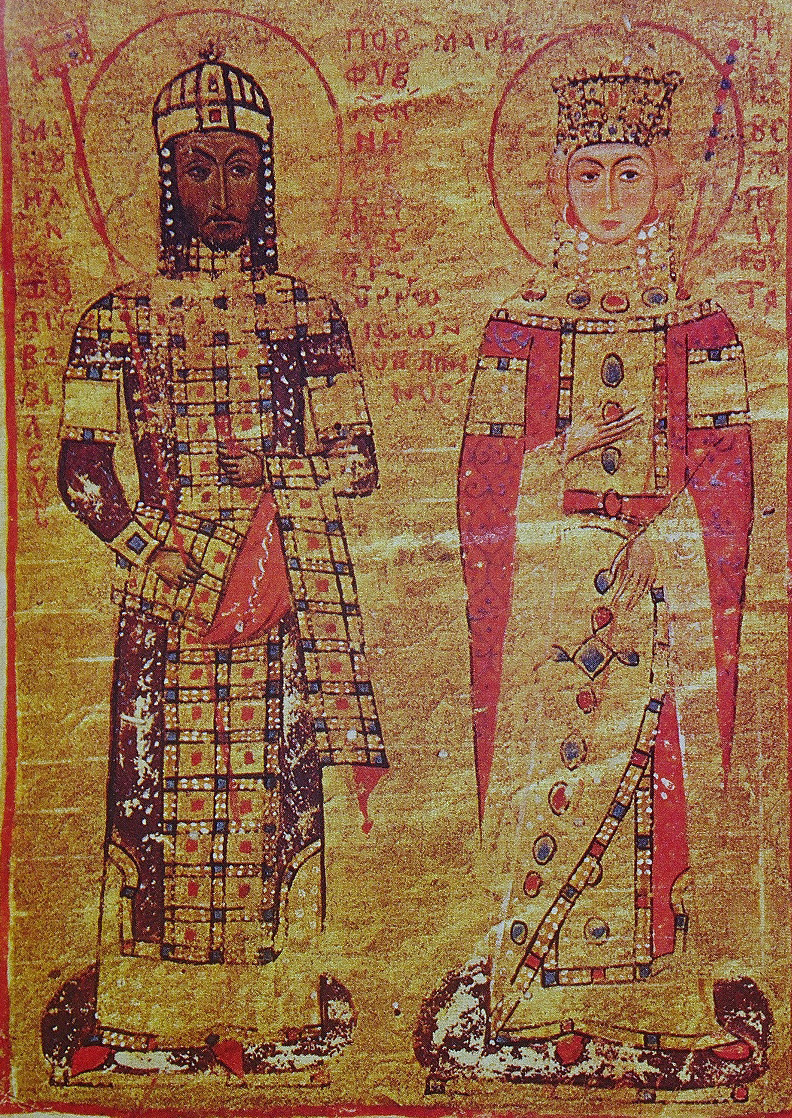
Kaiser Manuel Komnenos mit seiner zweiten Frau Maria von Antiochia, Illumination des 12. Jahrhunderts, Vatikanische Bibliothek, Rom

In Konstantinopel, der bei weitem größten Stadt des Mittelmeerraums, hielt sich Enrico Dandolo vielleicht über Jahrzehnte auf, was erklären könnte, warum er in Venedig erst sehr spät in den Quellen erscheint. Zwar nennen ihn auch lokale Quellen nicht, doch befassten sich die byzantinischen Chronisten sowieso nur wenig mit den Verhältnissen in den italienischen Händlerkolonien Venedigs, Genuas, Pisas und Amalfis in ihrer Hauptstadt, die sich allesamt am Goldenen Horn ballten.
Erstmals erscheint Enrico Dandolo 1172 in den Quellen. In diesem Jahr ging er zusammen mit einem Filippo Greco († 1175) als Gesandter nach Konstantinopel. Die beiden Männer sollten mit Kaiser Manuel Komnenos (1143–1180) verhandeln, der am 12. März 1171 alle Venezianer Konstantinopels hatte verhaften lassen. Die Venezianer waren darüber hinaus aus dem gesamten Reich verwiesen, ihr Besitz war konfisziert, das Händlerquartier am Goldenen Horn aufgelöst worden. Venedig war damit aller Handelsprivilegien beraubt, die sich die Stadt über Jahrhunderte erworben hatte. Die Lagunenstadt hatte daraufhin eine Flotte in die Ägäis entsandt, der es jedoch nicht gelungen war, Manuel zum Einlenken zu zwingen. Dies war für Venedig, das vor allem seit dem Chrysobull von 1082 eine privilegierte Stellung in Byzanz eingenommen hatte, die so weit ging, dass sie die wirtschaftliche und politische Selbstständigkeit des Kaiserreichs zu unterhöhlen drohte, eine ökonomische Katastrophe. Bei schweren Unruhen in Venedig kam schließlich sogar der Doge Vitale II. Michiel ums Leben.
Kurz nach seiner erfolglosen diplomatischen Mission in Konstantinopel, zu der Dandolo sicherlich aufgrund seiner hervorragenden politischen und sprachlichen Kenntnisse ausgewählt worden war, erschien er bei dem jungen Wilhelm II. von Sizilien. Dieser herrschte seit 1171 als König allein über eines der mächtigsten Reiche, das seit einem Jahrhundert versuchte, Konstantinopel zu erobern. Doch im Sommer 1173 standen Byzanz und die Normannen in Verhandlungen wegen der Verehelichung der kaiserlichen Tochter Maria mit Wilhelm, die aber letztlich scheiterten. Es kam aber immerhin während dieser langwierigen Verhandlungen im September 1175 durch andere Unterhändler zu einem zwanzigjährigen Bündnis zwischen Venedig und den Normannen.
Dandolo war in den folgenden Jahren nicht nur als Gesandter tätig – am 1. Dezember 1172 befand er sich in Verona, wo er als Zeuge in einer Urkunde für Leonardo (Lunardo) Michiel, den Sohn des im Mai 1172 vor San Zaccaria ermordeten Dogen erschien –, sondern er verfolgte weiterhin die Geschäfte seiner Familie. So hielt er sich im September 1174 im ägyptischen Alexandria auf, wo er für seinen Bruder Andrea die Rückzahlung eines sogenannten prestito marittimo betrieb, eines Handelskredits für Seehandelsunternehmen, den dieser vier Jahre zuvor an den Fernhändler Romano Mairano vergeben hatte. Im April 1178 befand er sich wieder in Venedig. Dort erscheint er unter den vierzig Wählern des neuen Dogen Orio Mastropiero, der dieses Amt bis zu seiner Abdankung im Juni 1192 innehatte. 1184 hielt sich Dandolo erneut in Konstantinopel als Gesandter auf, zusammen mit einem Domenico Sanuto.
Doch irgendwann zwischen 1178 und 1183 muss er sich aus allen Handelsgeschäften zurückgezogen haben. So gab er im September 1183 seinem Bruder Andrea zusammen mit seiner Frau Contessa (deren Herkunft nicht bekannt ist) sowie Filippo Falier von San Tomà Generalvollmacht, sich um alle seine Geschäfte zu kümmern, „sicut egomet facere deberem“. Warum er dies ‚tun musste‘, wie es heißt, entzieht sich unserer Kenntnis, aber vielleicht konnte er zu diesem Zeitpunkt bereits keine der im Handelsbereich immer weniger zu umgehenden Dokumente mehr verfassen oder lesen.

## Erblindung (wohl zwischen 1178 und 1183), angeblicher Hass auf Byzanz

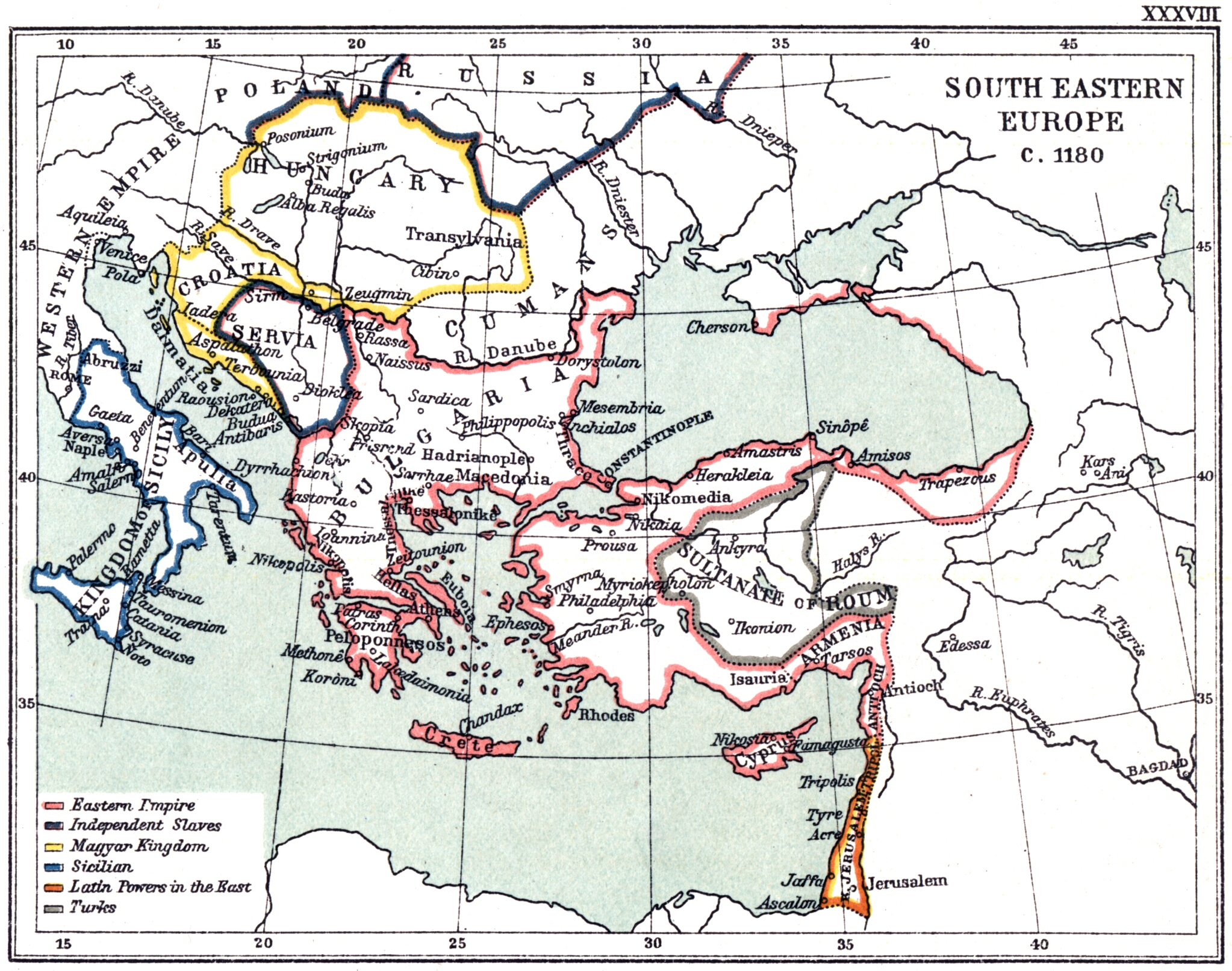
Venedig und die drei Reiche, die um 1180 seinen Herrschaftsanspruch über die Adria bedrohten

Neben der Tatsache, dass Enrico Dandolo bei der Wahl zum Dogen bereits sehr betagt war, kreiste die historische Phantasie vor allem um die Frage der Erblindung. Der Legende zufolge soll Kaiser Manuel 1172 befohlen haben, den als Unterhändler fungierenden Enrico Dandolo zu blenden, eine Methode, mit der man seit langem kaiserliche Thronprätendenten amtsunfähig machte. Zu den Opfern zählten in dieser Zeit etwa Kaiser Alexios V. und Isaak II. im Jahr 1204. Bereits nach der Eroberung Konstantinopels waren derartige Gerüchte umgelaufen. Die älteste Quelle, die eine Blendung behauptet, ist die Chronik von Novgorod aus dem frühen 14. Jahrhundert: „Imperator … ocoulos eius vitro (Blendspiegel) caecari iussit; itaque dux, quamvis oculi eius non fuerint effossi, non amplius cernebat quicquam“. Wegen dieser Gewalttat, bei der eben nicht die Augen entfernt, sondern, wie die Novgoroder Chronik behauptet, durch einen Blendspiegel zerstört wurden, habe Dandolo Rache geschworen, wie spätere Chronisten annahmen. Und die Gelegenheit, diese zu verwirklichen, kam nach dieser bis heute erscheinenden Darstellung, nach vier Jahrzehnten geduldigen Wartens, mit dem Vierten Kreuzzug.
Gegen die Blendungsthese spricht, dass Enrico Dandolo noch im Jahr 1176 sehen konnte, wie Donald E. Queller und Thomas F. Madden 1999 konstatierten, so dass diese Legende eher als willkommener Anlass zu deuten sei, den finsteren Charakter des Dogen und damit Venedigs zu untermauern, und so eine Art persönliche Vendetta zu imaginieren. Heinrich Kretschmayr, Verfasser einer dreibändigen Geschichte von Venedig, hatte die Auffassung von einer Blendung auf Befehl Kaiser Manuels bereits 1905 abgelehnt: „Daſs in dieser Gesandtschaft Enrico Dandolo durch heimtückische Vorkehrungen Kaiser Manuels ganz oder nahezu des Augenlichts beraubt worden sei, ist doch recht zweifelhaft; ebensogut mag er die Sehkraft durch Krankheit oder Verwundung eingebüßt haben.“ Henry Simonsfeld hatte in diesem Zusammenhang bereits drei Jahrzehnte zuvor von einem „bekannten, vielfach angezweifelten Vorgang“ berichtet, und schon Friedrich Wilken distanzierte sich 1829 insofern, als er vermerkte, Andrea Dandolo und Sabellico behaupteten „ausdrücklich, daſs diese Blendung auf Befehl des Kaisers Manuel geschehen sey“.
Das Nuovo Dizionario istorico von 1796, entstanden im Jahr vor dem Ende der Republik Venedig, weiß hingegen, dass der Unterhändler ‚50 Jahre zuvor‘ (demnach im Jahr 1154) mit einer erhitzten Bronzeklinge oder -platte, die der ‚perfide‘ Kaiser Manuel vor seinen Augen habe entlangziehen lassen, geblendet worden sei, was keinerlei äußere Spuren einer Verletzung hinterlassen habe. Auch Friedrich von Hurter schrieb 1833, Dandolo sei 1172 oder 1173 nach Konstantinopel entsandt worden, wo der Kaiser „ihn nemlich, seiner unbeugsamen Beharrlichkeit wegen, durch eine glühende Platte, die er ihm vor die Augen zu halten befahl, blenden“ ließ.
Dandolos Blindheit bezeugt Niketas Choniates, ein zeitgenössischer byzantinischer Chronist, ebenso, wie besagter Gottfried von Villehardouin, der ihn in Venedig traf. Bei dieser Gelegenheit zählte Dandolo (in den Worten Gottfrieds) bei einer Ansprache vor dem Markusdom zwar seine Schwächen auf: „Et je sui vialz hom et febles, et avroie mestier de repos“ (‚Und ich bin ein alter Mann und schwach, und ich bräuchte Ruhe‘). Doch von Blindheit ist dort nicht die Rede.

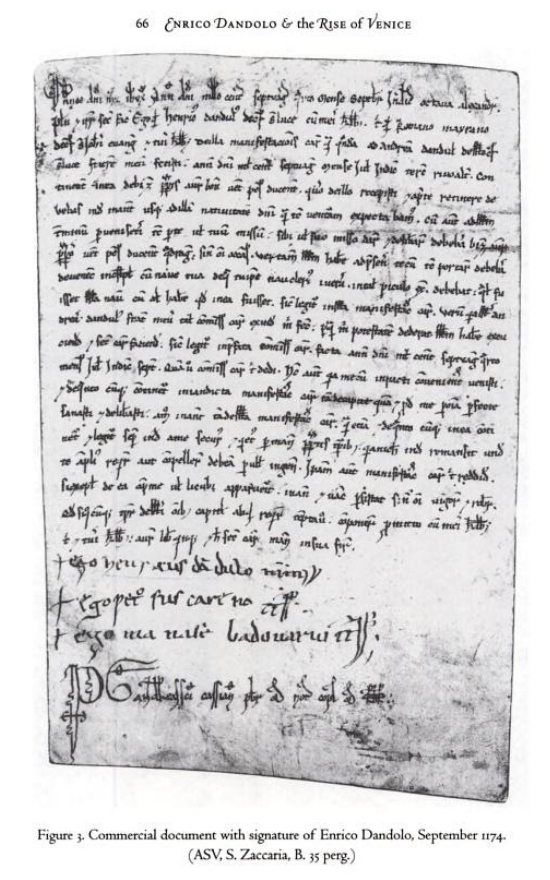
Vertrag, den Dandolo 1174 in Alexandria unterzeichnete (Thomas F. Madden: Enrico Dandolo and the Rise of Venice, Johns Hopkins University Press, Baltimore 2003, S. 66); es befindet sich heute im Staatsarchiv Venedig, S. Zaccaria, busta 35 perg.

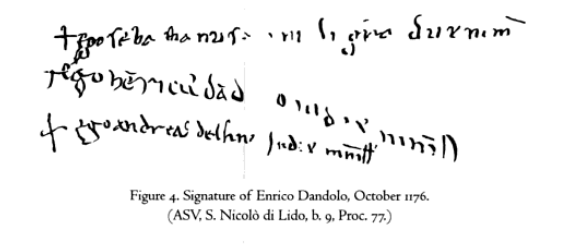
Signatur Dandolos vom Oktober 1176; gleichfalls im Staatsarchiv Venedig, S. Nicolò di Lido, busta 9, Proc. 7

Die Dandolo selbst pflegten später die Legende von der Blendung durch den feindseligen Kaiser. Sie ließen sie im Rahmen der Staatsgeschichtsschreibung immer wieder erzählen. Der Chronist und Doge Andrea Dandolo meint, er sei „aliqualiter obtenebratus“ während der Gesandtschaft nach Konstantinopel von 1172, da er es gewagt habe „pro salute patriae“, den Kaiser zu erzürnen. Während seine Vorlage, die in den 1320er Jahren entstandene, in Tabellenform gestaltete Chronologia Magna des Paulinus Minorita, auch Paolino Veneto genannt († 1344), festhält, Enrico Dandolo sei „corpore debilis“, änderte Andrea Dandolo, der ansonsten Paulinus wortwörtlich übernimmt, dies in „visu debilis“. Daran hängten sich spätere Anekdoten, etwa diejenige von Sanudo, er habe bei einer Gesandtschaft des Jahres 1191 in Ferrara vorgetäuscht, sehr wohl noch sehen zu können.
Dem Erblindungsdatum 1172, und damit der Blendung auf Befehl Kaiser Manuels, widerspricht zudem, dass Dandolo noch zwei Jahre später in Geschäften in Alexandria war, wo er eine Unterschrift leistete, die überhaupt das älteste erhaltene Autograph Dandolos darstellt. Dabei betonte er, eigenhändig geschrieben zu haben: „ego Henricus Dandolo manu mea subscripsi“. Seine Signatur ist dabei klar und leserlich. Hingegen weist seine Schrift in einem Dokument vom Oktober 1176, in dem sein „Ego Henricus Dand[ul]o iudex manu mea subscripsi“ unmittelbar der des Dogen folgt, bereits starke Unsicherheit auf, wie sie für Blinde typisch ist. So konnte er wohl beim Anfügen der Buchstabenreihe die Zeile immer weniger halten, so dass die Hand Buchstabe für Buchstabe bogenförmig abwärts fiel. Thomas Madden glaubt darin die Bestätigung zu finden, dass Dandolo durch einen Schlag gegen den Kopf eine Form der Rindenblindheit erlitten habe. Wahrscheinlich war er auch bei der Dogenwahl von 1178 noch nicht gänzlich erblindet. Doch im September 1183 leistete er keine eigenhändige „firma“ mehr, sondern es heißt dort nur noch „Signum suprascripti Henrici Dandolo qui hoc rogavit fieri“ – er hatte also schon jemanden bitten müssen, an seiner Stelle zu signieren. Später ließ er auch als Doge in dieser Art und Weise abzeichnen, so am 16. August 1192 mit „Signum suprascripti Domini Henrici Danduli, Dei gratia ducis, qui hoc fieri rogavit“ oder im September 1198 mit „Signum manus suprascripti domini ducis, qui hoc fieri rogavit“. Wahrscheinlich verlor er sein Augenlicht, entweder durch Krankheit oder Gewalt, zwischen 1178 und 1183.
Die Frage, ob Dandolo vollständig erblindet war, beschäftigte schon 1841 Friedrich von Hurter, wenn auch nur in einer Anmerkung: „Daß er ganz erblindet gewesen seye, sagen zwar Villehardouin und Günther; hingegen die venetianischen Chronisten […], er habe ein sehr schwaches Gesicht gehabt. Visu debilis und wieder visu aliqualiter obtenebratus, sagt Dandulo; Sanutus III, IX f.: a Graecis abacinatus, quasi visum amisit“. Zu dem Schluss, Dandolo sei womöglich gar nicht vollständig blind gewesen, kam bereits Friedrich Buchholz in der von Karl Ludwig von Woltmann herausgegebenen Zeitschrift Geschichte und Politik von 1805; allerdings meint er, dass die Blendung durch eine „Eisenplatte“ geschehen sei.
Der Frage der Erblindung wäre nicht so viel Aufmerksamkeit gewidmet worden, wenn sie nicht immer wieder zum Ausgangspunkt für Dandolos Haltung zu den Byzantinern gemacht worden wäre, ja, zum eigentlichen Antrieb für seine so späte politische Betätigung im höchsten Amt Venedigs. Vielfach wurde nämlich behauptet, Dandolo habe die Byzantiner gehasst, doch lässt sich dies in den zeitgenössischen Quellen gleichfalls nicht belegen.

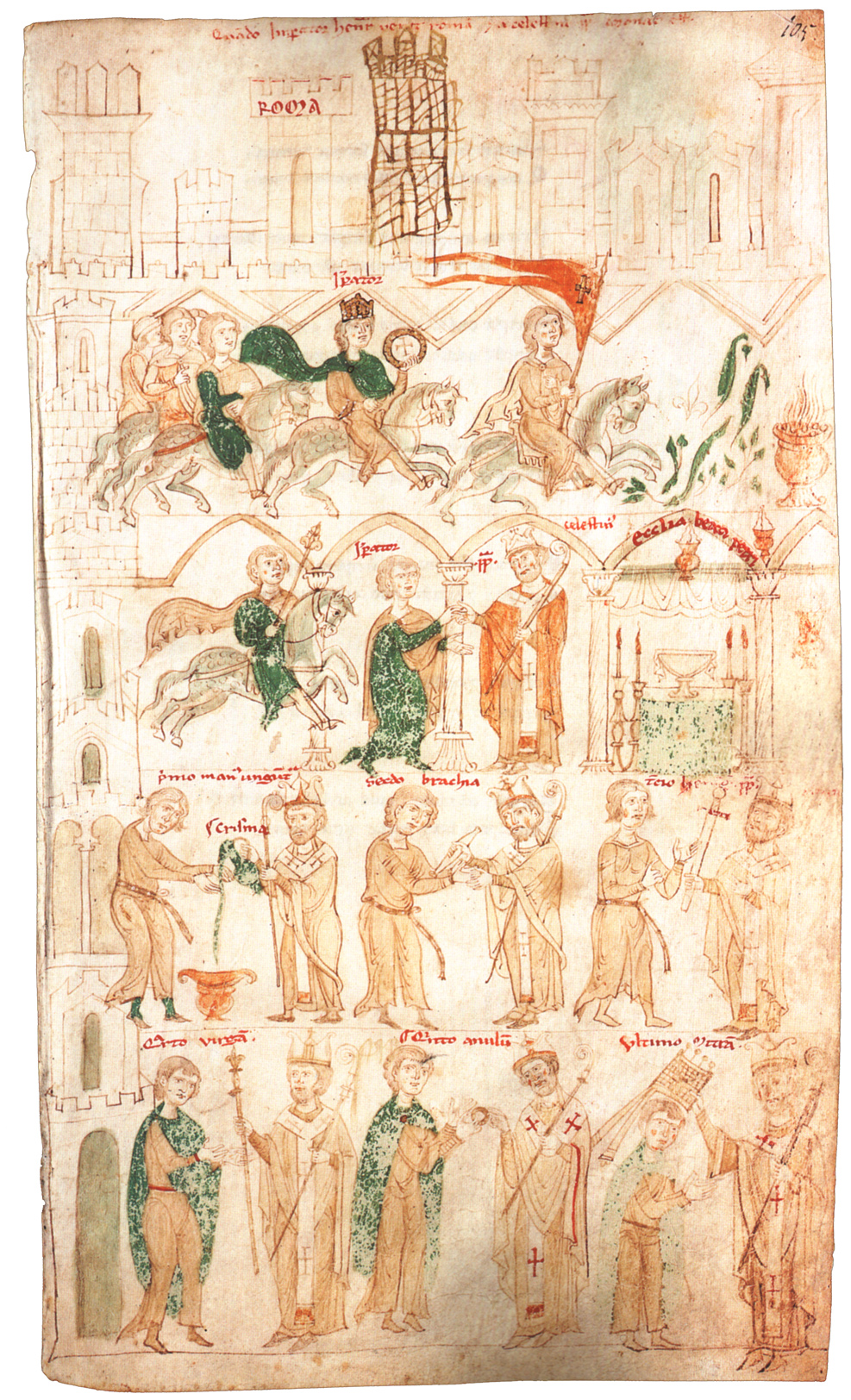
Kaiserkrönung Heinrichs VI. durch Papst Coelestin III. in der von Petrus de Ebulo 1196 in Palermo geschaffenen Bilderchronik Liber ad honorem Augusti sive de rebus Siculis.

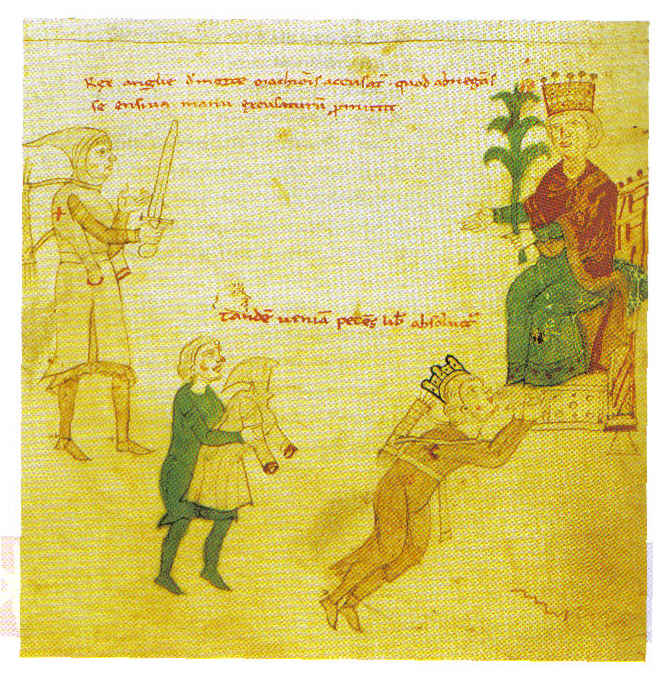
König Richard Löwenherz küsst die Füße Heinrichs, ebenda

Unter handelspolitischer Perspektive, dies dürfte einer der Gründe für die Suche nach einer persönlichen Motivation gewesen sein, gab es längst keinen Grund mehr, Byzanz zu attackieren, denn die Folgen der Katastrophe von 1171 schienen sich nach und nach zu relativieren. So gab Kaiser Manuel im Jahr 1179 Gefangene und Güter frei, er selbst starb im folgenden Jahr. Nach dem Massaker von 1182 in Konstantinopel, bei dem Tausende von Lateinern ums Leben kamen, unter denen sich diesmal aber kaum Venezianer befanden, weil diese gar nicht in der Stadt waren, entließ Kaiser Andronikos drei Jahre später alle verbliebenen Gefangenen, stellte das venezianische Quartier wieder her und versprach Wiedergutmachung. Doch wurde er noch im selben Jahr gestürzt. Venedig, das mit größtem Misstrauen den Versuch der Normannen Süditaliens verfolgte, Byzanz zu erobern, was seine Handelsfreiheit über die Adria bedroht hätte, versuchte abermals eine Wiederannäherung an Konstantinopel. Im Februar 1187 kam es zu einem regulären Vertragsabschluss zwischen dem Kaiserreich und Venedig. Es war der erste Vertrag zwischen den beiden Mächten, der jeder Fiktion eines Privilegs entbehrte und als erstes Abkommen zwischen Konstantinopel und Venedig gilt, das unter Gleichen abgeschlossen wurde. Sowohl Venedig als auch Byzanz hatten bis dahin die Fiktion aufrechterhalten, Venedig sei immer noch ein Teil des Kaiserreiches. Isaak II., der Dandolo 1188 den hohen Hoftitel eines protosebastos verlieh, weitete 1192 sogar die Vorrechte der Venezianer auf das gesamte Reich aus. Als dieser Kaiser 1195 ebenfalls gestürzt wurde, war dies für Venedig eine erneute Hiobsbotschaft, denn der neue Kaiser Alexios III. entzog der Lagunenstadt wieder ihre Privilegien und spielte nun Pisa gegen Venedig aus. Diese toskanische Stadt war neben der Republik Genua eine der bedeutendsten Konkurrentinnen Venedigs.
Der von Enrico Dandolo ausgehandelte Kompromiss, mit dem man in Venedig unzufrieden war, wurde schließlich doch akzeptiert, da sich durch die Ehe Heinrichs VI. mit Konstanze von Sizilien, der Erbin des Normannenreiches, eine völlig veränderte, für die Adriapolitik Venedigs äußerst bedrohliche Situation abzeichnete. Heinrich beherrschte nun neben dem Reich jenseits der Alpen fast ganz Italien. Darüber hinaus bereitete er einen Kreuzzug nach Osten vor, an dem die Normannen Süditaliens im Rahmen des staufisch-normannischen Reiches teilnehmen sollten, dieselben Normannen, die 1185 vergeblich versucht hatten, Byzanz zu erobern. Dieses für Venedig bedrohliche Bündnissystem, das den westlichen Kaiser an der Spitze einer Lehnshierarchie sah, griff bis nach Zypern, ins Heilige Land und nach Armenien aus.
Durch die neue Machtkonstellation schien es den Venezianern dringend angeraten, mit Byzanz zu einer Friedensvereinbarung zu kommen. Enrico Dandolo erhielt, obwohl Heinrich im Vorjahr gestorben war und damit der bereits vorbereitete Kreuzzug nie stattfand, 1198 ein neues Chrysobullon, in dem der Ostkaiser Venedigs Vorrechte abermals zusicherte. Als das Kreuzfahrerheer sich 1203 entschloss, den byzantinischen Thronprätendenten zu unterstützen, der sich in ihr Lager geflüchtet hatte, dachte vermutlich immer noch niemand an eine gewaltsame Eroberung der Metropole, am wenigsten die Venezianer, für die zu viel auf dem Spiel stand. Der angebliche Hass Dandolos auf die Byzantiner, der immer wieder hinter dem ebenso imaginierten frühen Eroberungsplan steckt, glauben Donald Queller und Thomas Madden, passt darüber hinaus in keiner Weise zu seinem Lebenslauf. Dass er einzelne Griechen verachtete, geht jedoch aus einem Brief an den Papst von 1204 hervor. Darin bezeichnet er Murtzuphlos, also Kaiser Alexios V., und Nicolas Kannavos (Canabus), der noch am 27. Januar 1204 für wenige Tage zum Kaiser gewählt worden war, als „graeculi“ (‚Griechlein‘). Doch spricht dies keineswegs für eine Verachtung aller „Griechen“.

## Ansiedlung in Venedig (ab 1185), Führung des Dandoloklans
Die Tatsache, dass Enrico Dandolo als etwa 85 Jahre alter Mann und schon seit geraumer Zeit (fast) erblindet, zur Dogenwahl antrat und diese gewann, obwohl er zwar als iudex am Hof des Dogen Sebastiano Ziani, jedoch nie als consiliarius oder sapiens genannt wird, und, sieht man von privaten Dokumenten ab, außerhalb seiner drei Gesandtschaften auf dem öffentlichen Parkett nur kurze Zeit existierte, erregt seit jeher größtes Erstaunen. Er war aber physisch und intellektuell immer noch außergewöhnlich leistungsfähig. Er war äußerst gut vernetzt und besaß überaus gute Kenntnisse in Bezug auf den östlichen Mittelmeerraum und wohl auch Süditalien. Dies war zur Zeit seiner Wahl von erheblicher Bedeutung, denn auf beiden Seiten der Adria befanden sich Staaten, die den Handelsinteressen Venedigs durch Sperrung dieser Haupthandelsstraße gefährlich werden konnten.
Nach Venedig zurückgekehrt, übernahm Dandolo 1185 im Kloster San Cipriano di Murano die zuvor von Vitale ausgefüllte Rechtsvertretung, was dafür sprechen könnte, dass Enrico begann, die Führung des Dandoloklans zu übernehmen. Als die Kommune 1187 freiwillige Anleihen (Imprestiti) auflegte, um sich bei den Vermögenden Geld gegen Rückzahlung und Verzinsung zu beschaffen, war Enrico Dandolo der einzige aus dem Dandolo-Klan, der darauf reagierte. Er legte im November die beachtliche Summe von 150 libra (grossorum) ein, was 36.000 denari grossi entsprach, „dicken Denaren“. Diese Silbermünzen standen zu den tatsächlich umlaufenden denari piccoli, den „kleinen Denaren“ des alltäglichen Warenverkehrs, in einem Wertverhältnis von etwa 1:26. Die Anleihe war aufgelegt worden, um den Krieg gegen Zara zu finanzieren. Trotz dieses Engagements – im nächsten Jahr erwarb Dandolo eine Saline in Chioggia – hielt ihn die (fortschreitende?) Erblindung davon ab, einen regulären cursus honorum nachzuholen. So erschien er nie im Kleinen oder Großen Rat. Er betätigte sich aber weiterhin als Unterhändler und ging in dieser Funktion 1191 nach Ferrara, eine Stadt, mit der es am 26. Oktober 1191 zu einem Vertrag kam. Venedig errang die Rechtsprechung über die dort lebenden Venezianer, und das Recht, Kriminelle und Sklaven dort zu inhaftieren und nach Venedig zu verbringen. Es war dies die Gelegenheit, bei der Dandolo vorgetäuscht haben soll, noch sehen zu können. Dazu legte er ein sehr kurzes Haar in die Suppe und beschwerte sich lautstark über das kaum zu sehende, sprichwörtliche Objekt.
Ob diese von Sanudo stammende Anekdote zutrifft, womöglich um anzudeuten, dass Dandolo sich auf diese Art für das Dogenamt zu empfehlen gedachte, lässt sich nicht entscheiden. In jedem Falle war das Jahr 1188 für den Dandolo-Clan von epochaler Bedeutung, und damit auch für den angehenden Dogen. Denn in diesem Jahr endete ein halbes Jahrhundert der venezianischen Kirchenreformen, deren treibende Kraft der etwa in diesem Jahr verstorbene Patriarch Enrico Dandolo gewesen war. Er hatte nach innen nicht nur dafür gesorgt, dass neue Orden in die Stadt kamen und neue Klöster entstanden, die Kirche im Sinne Papst Gregors reformiert wurde, sondern er hatte auch das Verhältnis zum Staat verändert. Dieser mischte sich nicht mehr in innerkirchliche Angelegenheiten ein, sondern sah sich zunehmend als Protektor der Kirche. Dieses halbe Jahrhundert, das 1188 endete, wurde sogar als die „Epoche Enrico Dandolos“ bezeichnet.

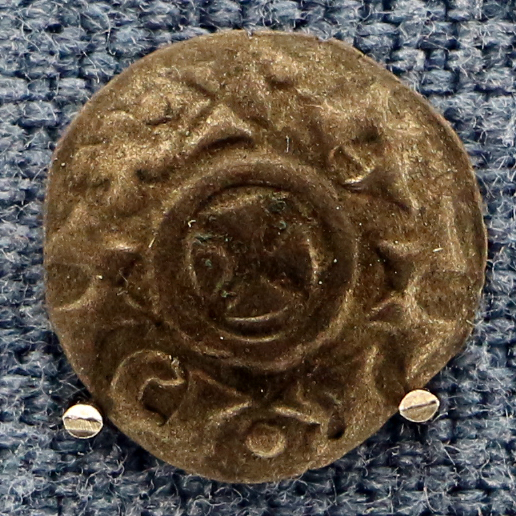
Silbermünze aus der Zeit des Dogen Orio Mastropiero (1178–1192), Dandolos Vorgänger

Als am 14. Juni 1192 der Doge Orio Mastropiero abdankte, wurde Enrico Dandolo zu seinem Nachfolger gewählt. Über die Gründe seiner Wahl ist seit jeher spekuliert worden. Venedig war keineswegs von einer homogenen Gruppe von Fernhändlerfamilien dominiert, sondern es bestanden seit Jahrhunderten Rivalitäten zwischen den großen Klans und ihrer Klientel, bestehend aus Männern, die in den verschiedenen Ratsgremien einen Sitz hatten, und deren Verhalten bei Abstimmungen ausschlaggebend sein konnte. So gab es die pro-byzantinischen Familien und diejenigen, die sich stärker auf das fränkische, später das römisch-deutsche Reich stützten. Es bekämpften sich Interessengruppen, die über die noch wenigen Ämter, vor allem aber über die wachsenden Ratsgremien versuchten, Einfluss auszuüben, deren Bühne aber auch die Volksversammlung sein konnte. Dabei war das Dogenamt mit seinem enormen Prestige und seiner außenpolitischen Wirkmacht von zentraler Bedeutung, aber auch dadurch, dass der Doge im Kleinen wie im Großen Rat einige Vorrechte besaß und darüber hinaus stets gut informiert war.

## Wahl zum Dogen (1192), beeidete Machtbeschränkungen
Mit Blick auf das Ansehen und das Vermögen wäre 1192 Pietro Ziani, Sohn des ehemaligen Dogen Sebastiano (1172–1178), der machtvollste Kandidat gewesen, doch war er durch Anleihen und deren Verzinsung, durch Vorfinanzierung und Beteiligung an Fernhandelsunternehmungen – mithin durch anderer Leute Arbeit und Risiken – zu seinem exorbitanten Reichtum gelangt, was ihm, so Cracco, zahlreiche Feinde schuf, und was Misstrauen und Furcht weckte. Andererseits waren die Händlerfamilien, die in Byzanz von Schikanen und Misshandlungen, von Enteignungen und Verbannung aus dem Handel insgesamt schwer getroffen worden waren, an einem starken Regiment interessiert.
So konnte der inzwischen überaus alte Enrico Dandolo, der angesehenste Vertreter des Dandolo-Klans, als geeigneter Kandidat auftreten, denn er kannte sich im Osten aus, sprach sicherlich Griechisch, war selbst zwar Finanzier, aber auch aktiver Fernhändler. Zudem war er nicht so übermächtig wie Pietro Ziani, bei dem man durchaus eine Dynastiebildung fürchten konnte. So wurde Dandolo nach Ansicht Giorgio Craccos zum Kandidaten der Händler. Für die mächtigsten Familien war er gleichfalls ein geeigneter Kandidat, denn ein alter und blinder Doge würde sich wohl kaum königsgleiche Rechte anmaßen können – zudem schien er angesichts seines hohen Alters sowieso nur eine kurzfristige Lösung zu sein. Doch auch dies sind Spekulationen über die Mentalität der Dogenwähler, die sich in den Quellen nicht wiederfinden, wie Madden widerspricht. In jedem Falle dürften die Wähler angesichts des hohen Alters des neuen Dogen ihre Stimme in der Erwartung abgegeben habe, dass nach kurzer Zeit eine neue Wahl stattfinden würde.
Wie nach jeder Wahl versuchten die einflussreichen Familien, die den Staat in einem System wechselseitiger Rivalitäten kontrollierten, dem Dogen möglichst wenig inneren Einfluss zu belassen und jede Art von Autokratie fernzuhalten, denn Venedig hatte bereits mehrere Versuche durchlebt, eine Dogen-Dynastie zu bilden. Dabei war es nicht nur zu schweren Kämpfen, zu Hinrichtungen, Blendungen, Morden und außenpolitischen Verwicklungen bis zur Handelsblockade und militärischen Eingriffen der Großmächte gekommen, sondern sogar zu einem gewaltigen Stadtbrand. Ein Mittel, um derlei Exzesse durch Machtbeschränkungen dauerhaft zu unterbinden, war ein Eidestext, die sogenannte Promissio ducale, auch Promissio domini ducis genannt. Diese Promissio, auf die jeder Doge öffentlich schwören musste, wurde mit jeder neuen Wahl umfangreicher. Nach Enrico Dandolo wurde gar ein eigenes Gremium eingesetzt, das die neue Eidesformel zu erarbeiten hatte. Schon einige der Vorgänger Dandolos hatten einen öffentlichen Eid auf eine solche Promissio ablegen müssen, doch sind diese nicht in Schriftform erhalten, sieht man von einem Fragment der Promissio von Dandolos Vorgänger ab.
In seiner Promissio, die zugleich die älteste vollständig überlieferte ist, musste Enrico Dandolo schwören, die Gesetze und Beschlüsse der obersten Ratsgremien zu befolgen, ohne sie eigenwillig zu interpretieren, und zwar nur mit dem Einverständnis des Kleinen Rates und der Mehrheit des Großen Rates. Er sollte nur für die Ehre (honor) und im Interesse der Vaterstadt handeln und sich weder in die Angelegenheiten des Patriarchen von Grado noch der Bischöfe in der Lagune von Venedig einmischen. Auch durfte er keinen direkten Kontakt mit fremden Herren aufnehmen. Schließlich musste er auf eigene Kosten zehn ‚bewaffnete‘ Schiffe ausstatten (der Begriff „navis armata“ bezog sich dabei auf eine Mindestbesatzung, die später bei 60 Mann lag). Diese wenig autokratische Stellung in der Verfassungswirklichkeit des späten 12. Jahrhunderts steht in krassem Gegensatz zur späteren Historiographie, in der bis heute vielfach der Anschein erweckt wird, der Doge habe unumschränkt, beinahe absolutistisch geherrscht.

## Vierter Kreuzzug, Separatismus und Tod (1202–1205)

### Dandolos Rolle beim Kreuzzug, innervenezianische Machtverhältnisse

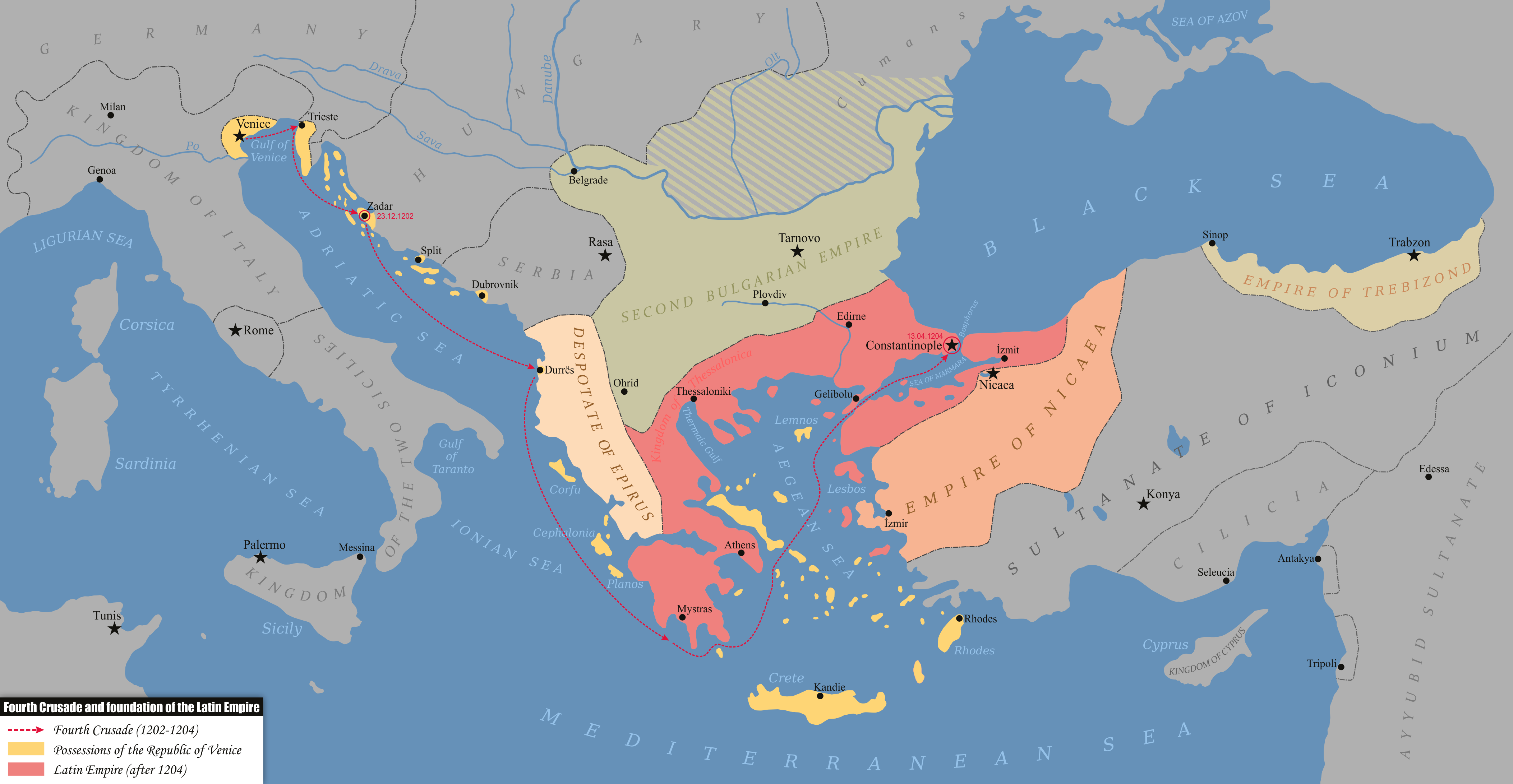
Karte mit der Route, die der IV. Kreuzzug nahm, und den Reichen, die aus der Zerschlagung des Byzantinischen Reiches hervorgingen. Steven Runciman (A History of the Crusades) glaubte: „There was never a greater crime against humanity than the Fourth Crusade“, es habe also niemals ein größeres Verbrechen gegen die Menschlichkeit gegeben.

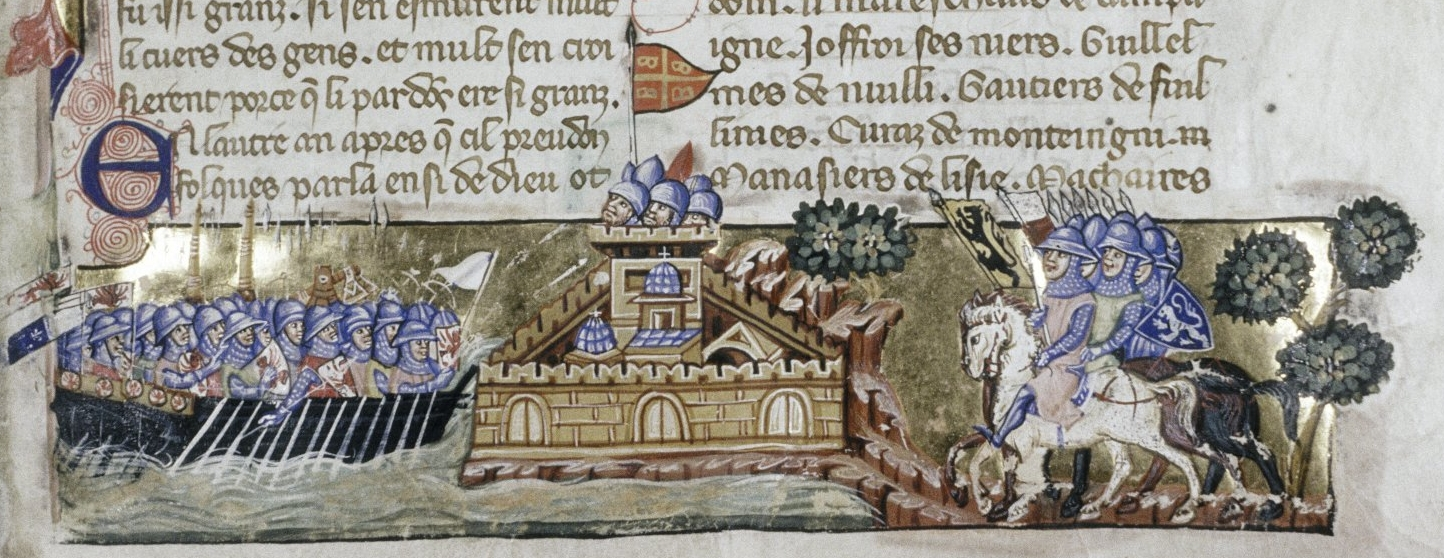
Angriff der Kreuzfahrer auf Konstantinopel, dargestellt in einer Handschrift der Chronik Villehardouins, Anonymus, um 1330, Bodleian MS. Laud Misc. 587 fol. 1r. In Kleidern und mit Waffen des 14. Jahrhunderts greifen links Soldaten in Schiffen, rechts Berittene die als Dreieck stark vereinfacht dargestellte Stadt an.

Aus den ersten zehn Jahren von Dandolos Regentschaft ist kaum etwas bekannt, was später dazu beitrug, dass praktisch jede Staatsaktion zwischen 1192 und 1202 dem Dogen zugeschrieben wurde. Diese Quellenlage änderte sich, als die Führer eines Kreuzzuges beschlossen, nicht die schwierige Landroute durch den Balkan und Anatolien ins heilige Land zu nehmen, sondern per Schiff dorthin zu fahren. Für das Jahr 1202 planten Kreuzfahrer vor allem aus Frankreich, eine Streitmacht aufzustellen, die aus 4.500 Reitern mit ihren Pferden, 9.000 Schildträgern und 20.000 Infanteristen bestehen sollte. Venedigs Arsenal sollte eine Flotte auflegen, um die über 33.000 Mann starke Armee nach Ägypten zu bringen, wo Sultan al-Adil I. (1200–1218) sein Kerngebiet hatte. Dieser war zugleich Herrscher über das Heilige Land und einer der Nachfolger des gefürchteten Salah ad-Din, der im Westen als Saladin (1171–1193) bekannt war. Gegen dessen Armee hatten die Kreuzfahrer im Heiligen Land 1187 die entscheidende Niederlage hinnehmen müssen.
Die Schiffspassage sollte von den Kreuzfahrern finanziert werden. Für jeden Reiter und jedes Pferd verlangte Venedig vier Silbermark, dazu pro Schildträger und Infanteristen zwei Mark. Insgesamt handelte es sich um die Summe von 94.000 Mark Silber. Gegen eine Zusage über 85.000 Silbermark verpflichtete sich Venedig, etwa 200 Transportschiffe zur Verfügung zu stellen, dazu Lebensmittel für ein Jahr, darüber hinaus eine Flotte von 50 bewaffneten Begleitschiffen mit einer Besatzung von 6.000 Mann für die Dauer eines Jahres. Dafür sollte Venedig die Hälfte aller zukünftigen Eroberungen zustehen. Am Ende einigte man sich auf 84.000 Kölner Mark, was zwar etwas über dem ansonsten bei ähnlichen Unternehmen um 1200 üblichen Preis lag, aber die venezianische Flotte von 50 Schiffen einschloss. Außergewöhnlich war nur der Anspruch auf die Hälfte der Beute, nicht der Landeroberungen. Die Summe sollte bis April 1202 in vier Raten aufgebracht werden, die Flotte am 29. Juni zum Auslaufen bereitstehen.
Doch 1202 strandeten die Kreuzfahrer, die die Attraktivität des Unternehmens deutlich überschätzt und nur 10.000 Mann zusammengebracht hatten, in Venedig. Sie waren nicht in der Lage, die von der Kommune angemieteten und dort gebauten, technisch neuartigen Schiffe zu bezahlen. Sie erwarteten nun vom Dogen, dass er für den nächsten Tag den Kleinen Rat einberufe, doch musste er sie auf drei Tage vertrösten, denn er konnte das mächtige Gremium nicht einfach herbeizitieren. Offenbar schätzten die Kreuzfahrer die Machtstellung Dandolos in Venedig falsch ein.
Als das Gremium sich endlich versammelte, forderten die Boten Schiffe und Männer für einen neuen Kreuzzug. Nachdem weitere acht Tage verstrichen waren, diktierte Dandolo die Bedingungen, die im Kleinen Rat ausgehandelt worden waren. Nur dann, wenn ein entsprechender Vertrag zustande komme, könne er dem Großen Rat und dem Concio vorgelegt werden, den die Venezianer Arengo nannten, eine Art Versammlung des Volkes. Nach einer weiteren Beratungsfrist konnte Dandolo dem zu dieser Zeit nur vierzigköpfigen Großen Rat einen Entwurf vorlegen und dessen Zustimmung erlangen. Daraufhin erst kamen im Markusdom 10.000 Männer, der besagte Arengo, zusammen, die gleichfalls ihre Zustimmung kundtaten. Enrico Dandolo war bis dahin keineswegs die treibende Kraft, wie vielfach behauptet wurde, sondern er waltete nur seines Amtes als Überbringer und als Bearbeiter einer Abstimmungsvorlage, so Giorgio Cracco. Das entscheidende Machtgremium war zunächst der Kleine, dann der Große Rat, schließlich der Arengo.
In der Frage, ob Enrico Dandolo seine theatralische Kreuznahme inszeniert habe, um den Arengo zur Zustimmung zu bewegen, oder ob dies ein vergleichsweise gewöhnlicher Akt individueller religiöser Inbrunst in einer zutiefst religiösen Epoche war, kam es zu widersprüchlichen Deutungen. Während die meisten Historiker annahmen, Dandolos Macht sei zu dieser Zeit so unumschränkt gewesen, dass er einen solch manipulativen Akt nicht nötig gehabt haben könne, glaubt Giorgio Cracco, es sei gerade die zunehmende Dominanz der Ratsgremien und vor allem das noch immer bestehende Gewicht der Volksversammlung in fundamentalen Fragen gewesen, die Dandolo dazu gezwungen hätten, die Venezianer insgesamt zu überzeugen. Donald Queller und Thomas Madden glauben hingegen, dass der Arengo längst seine Bedeutung verloren habe und daher dessen Zustimmung eher von symbolischer Bedeutung gewesen sei. Dandolo brauchte demnach keine Zustimmung des „Volkes“.
Eine ausführliche Beschreibung des Vorgangs bieten die Geschichtsschreiber des Kreuzzuges, wie de Villehardouins De la Conquête de Constantinople. Diese Art der Geschichtsschreibung folgte bestimmten Grundsätzen der Komposition und Dramaturgie, wie etwa der direkten Rede der Protagonisten. Wie die Untersuchungen von Peter M. Schon sowie Jeanette M. A. Beer oder Gérard Jacquin herausarbeiteten, ist bei der Art der oratio recta, die Villehardouin bietet, vor allem aber bei ihrer Deutung unter dem Aspekt historischer Rekonstruktion, Vorsicht geboten. Zu stark ist der Einfluss der Chansons de gestes mit ihrer Personalisierung aller historischen Vorgänge, der Konzentration von Motiven in Redeform, der pathetischen Konzentration in Form von die Phantasie beflügelnden Inszenierungen. Auch liefert der häufig präzise Villehardouin lakonische Verkürzungen und vorrangig die essentiellen Botschaften, die er mit Vorliebe einzelne Personen sagen lässt. Dabei verzichtet er allerdings im fortschreitenden Werk rapide auf die besagte oratio, womit Dandolo, der ja in seinem Werk für die Anfangsphase des Kreuzzugs eine zentrale Rolle einnimmt, ein Gewicht im Drama erhält, das überaus hoch ist. Seine Bedeutung wird dadurch gerade im Anfang des Werkes besonders aufgeladen und er wirkt infolgedessen geradezu allzuständig.

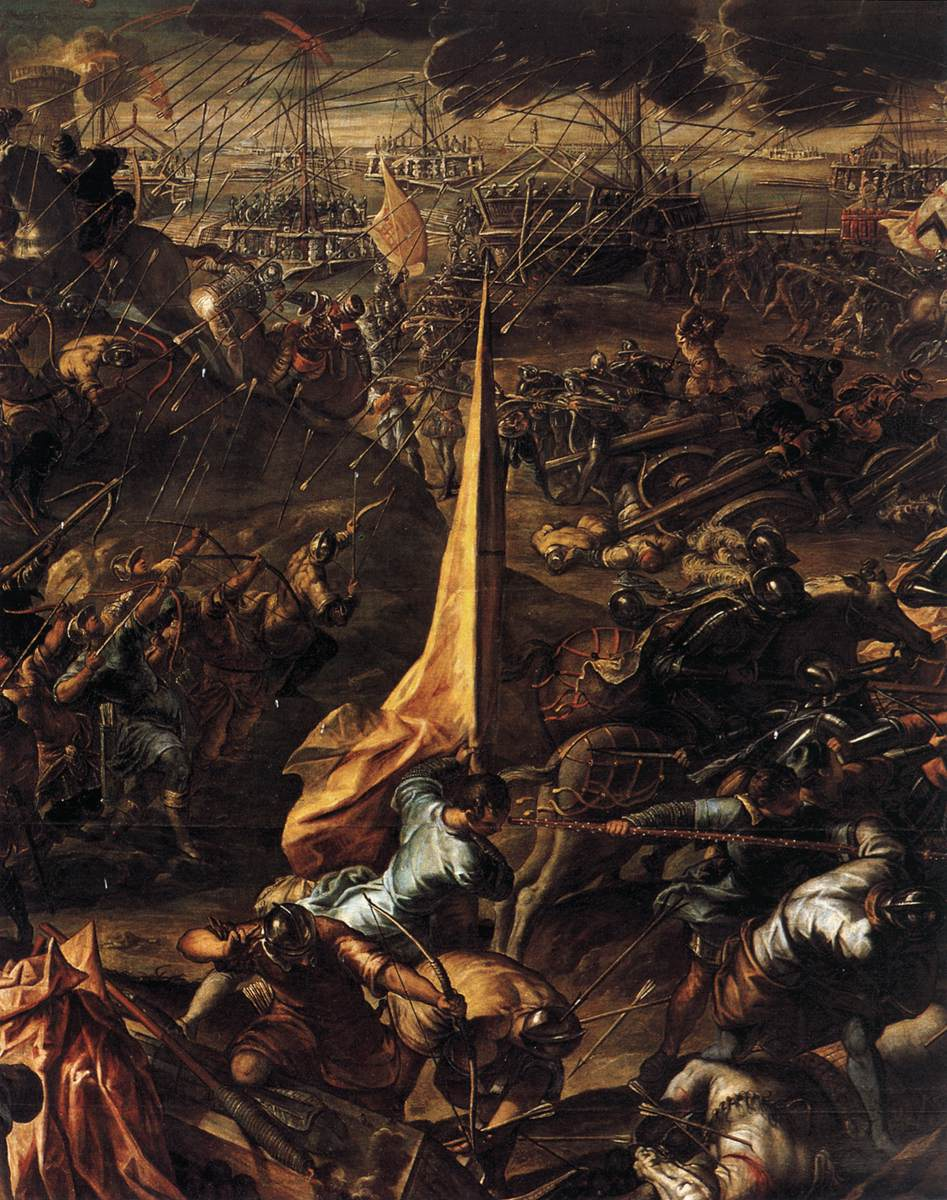
Zu Zeiten Tintorettos zählte die Eroberung Zaras im Jahr 1202 zu denjenigen Taten, die eine Verewigung im Dogenpalast verdient hatten. Sie diente nicht der Darstellung eines historischen Vorgangs, sondern der Staatspropaganda mit ihrer streng kontrollierten Geschichtsschreibung an einem zentralen Ort der Machtausübung. Das Gemälde entstand 1584.

Nachdem jedenfalls die Anwesenden, Venezianer wie Kreuzfahrer, Dandolo enthusiastisch als Führer akzeptiert hätten, habe er im September 1202 das Kreuz genommen. Auch dies eine Szene, die sich vor dem Hintergrund des Markusdoms in historischen Darstellungen späterer Epochen wiederfindet, wie sich überhaupt die Historienmalerei später äußerst pathetisch einiger zentraler Szenen der beiden französischen Chronisten Robert de Clari und Geoffroy de Villehardouin angenommen hat.
Dem Chronisten und Kreuzzugsteilnehmer Villehardouin zufolge griff Enrico Dandolo im Sommer 1202 zum ersten Mal ein, indem er vorschlug, die Rückeroberung des angeblich aufständischen Zara als Kompensation für einen Teil der Schulden zu fordern. Zara unterstand jedoch dem ungarischen König, welcher selbst das Kreuz genommen hatte. Bei der Stundung, die Dandolo vorschlug, handelte es sich immerhin um 34.000 Silbermark. Zugleich beanspruchte er, der einzige zu sein, der in der Lage wäre, die Armee zu führen. Der folgende Angriff auf Zara liegt in der historischen Tradition Venedigs, das versuchte, die Adria zu sichern – in diesem Falle gegen den König von Ungarn, dessen Vorgänger sich die Stadt 1181 gegen Gewährung von Autonomierechten unterstellt hatte.
Doch ist es fraglich, ob die Forderung Dandolos nach Führung des Kreuzfahrerheeres den Vorgang wahrheitsgetreu widerspiegelt. Denn nur die Ratsgremien, die Consilia, waren befugt, derlei Entscheidungen über Verträge und militärische Aufgaben zu treffen, wie Cracco einwendet. Der Doge durfte laut Promissio keineswegs unmittelbar Verhandlungen führen oder gar eigenmächtig aufnehmen – jedenfalls nicht innerhalb von Venedig.
Villehardouin wollte mit der Entschlossenheit des alten und blinden Mannes vielleicht nur ein Gegenbild zur Unentschlossenheit eines Kreuzfahrerheeres liefern, das bereits im Kampf gegen die schleichende Auflösung stand. Denn viele suchten inzwischen andere Wege ins Heilige Land. Dies korrespondiert gut mit der Tatsache, dass Dandolo, den Villehardouin persönlich schätzte, später zwar als kluger Berater in der französischen Chronik auftritt, jedoch niemals als eine Art Condottiere, wie es vielfach später dargestellt wurde. Bezeichnend ist hier Umberto Gozzano, der 1941 sein Werk mit ‚Enrico Dandolo. Geschichte eines neunzigjährigen Condottiere‘ betitelte. Dandolo glänzte eher durch Weitblick. Klug riet der Doge davon ab, sich Nahrungsmittel vom nahen Festland zu beschaffen, um stattdessen einige Inseln aufzusuchen, so dass sich das große Heer nicht sukzessive verstricken und verlieren oder gar in die Hände von Feinden geraten konnte. Villehardouin zeichnete jedoch nicht nur ein tatendurstiges Gegenbild, sondern er war es darüber hinaus gewohnt, die Taten einer Gruppe ihrem Anführer zuzuschreiben, so dass der Eindruck entstand, Dandolo stecke hinter allem.
Ganz anders präsentierte der zweite französische Chronist des Kreuzzuges, Robert de Clari, den Dogen, dessen Tod der Autor nicht einmal erwähnt, während er in den Augen Villehardouins ein großes Unglück darstellte. Robert betrachtet das Geschehen, das Villehardouin aus dem Blickwinkel des hohen Adels schildert, aus dem des einfachen Kreuzfahrers. Auch für ihn war der Doge „molt preudons“: So ließ er Wasser und Nahrung für die Kreuzfahrer herbeischaffen, während die Regierung sie hatte darben lassen, um sie unter Druck zu setzen. Doch für diesen Chronisten waren weder Dandolo noch die Gremien die wahren Unterstützer, sondern die Venezianer insgesamt. Für ihn war das Abkommen ein solches zwischen „tout li pelerin e li Venicien“, also zwischen ‚allen Pilgern und den Venezianern‘. Das Gleiche galt für den Angriff auf Zara. Für Robert de Clari war Dandolo zwar ein großer Redner, doch als der von den Kreuzfahrern eingesetzte Kaiser in Konstantinopel nicht parierte, ermahnte Dandolo ihn zunächst in friedlichem Ton, um ihn, als er seine Forderungen ablehnte, in wachsender Wut anzuschreien: „nous t’avons gete de le merde et en le merde te remeterons“ („Wir haben dich aus der Scheiße geholt, und wir werden dich wieder in die Scheiße zurückbringen“). Dies schrie er allerdings von seiner Galeere aus, zwischen Soldaten und Räten stehend, und drei weitere Galeeren schützten ihn. Das Vorkämpfertum, das Dandolo spätere Geschichtsschreibung zuwies, ist bei Robert de Clari nicht zu erkennen.
Dennoch beeindruckte ihn die Prachtentfaltung bei der Ausfahrt der Flotte ungemein, wobei er sich mit Blick auf die Finanzierung täuschen ließ, denn alles schien den Kreuzfahrern nur dem Dogen zu eigen zu sein: „Der Herzog von Venedig hatte auf seine eigenen Kosten fünfzig Galeeren mit sich. Die Galeere, auf der er war, war hellrot mit einem darüber gespannten Zelt aus hellroter Seide. Vor sich hatte er vierzig Trompeter mit silbernen Trompeten, die erschallten, und Trommelschläger, die einen sehr fröhlichen Lärm machten […] Als die Flotte den Hafen von Venedig verließ Kriegsschiffe, diese großartigen Lastschiffe und so viele andere Wasserfahrzeuge, daß es der prächtigste Anblick seit Beginn der Welt war.“
Den beiden bedeutendsten Chronisten des Kreuzzugs ist gemeinsam, dass ihr Wertmaßstab das „ritterliche“ Verhalten war, genauer gesagt, der Ehrenkodex, der sich darin ausdrückte – durch Erfüllung wie durch Versagen. Die Bewertung durch die Angehörigen der Gruppe, zu der sich Dandolo mit Blick auf die Ehre (honor) zugehörig fühlte (also den Kreuzzüglern), stand bei beiden vielfach im Vordergrund und bestimmte geradezu das Handeln. Dandolo hätte zwar das Recht gehabt, die Schulden einzutreiben, doch habe er darauf verzichtet, denn dies wäre nach Villehardouin eine „grant blasme“ in den Augen Dandolos gewesen. So habe der Doge seine eigene und die Ehre der Kreuzfahrer gerettet (die so ihren Eid nicht brechen mussten), indem er ihnen die Möglichkeit eröffnete, wenigstens einen Teil der Schulden zu begleichen, indem sie Zara eroberten. Auch für Robert de Clari stand dieses Ehrkonzept im Vordergrund, denn anderenfalls hätten die Kreuzfahrer ja ihr gegebenes Wort brechen müssen, womit sie größte Schande auf sich geladen hätten. Auch wäre es unehrenhaft gewesen, das Angebot auszuschlagen, Alexios auf den Thron zu bringen. Für Villehardouin waren alle diejenigen, die sich verweigerten, und auch diejenigen, die über andere Häfen ins Heilige Land zogen, Eidbrecher, wenn nicht Feiglinge. Ausführlich schildert Villehardouin, wie sie alle scheiterten oder zu Tode kamen, was in seinen Augen dem göttlichen Willen entsprach. Für Robert de Clari hingegen stand die Loyalität auch an hoher Stelle, aber nicht an höchster. Das Übelste, was einen Kreuzfahrer für ihn auszeichnen konnte, waren Verrat (traïr), schlechter Glaube (male foi) und fehlende Kameradschaftlichkeit (male compaignie). Spätere Niederlagen galten auch ihm als Strafen für derlei Verstöße gegen die Ehre. Für Villehardouin erfüllte Enrico Dandolo demnach alle Kriterien einer ritterlichen Lebensführung. Darüber hinaus war er aber auch noch weise (sages), eine Bezeichnung, die Villehardouin ansonsten auf keinen der anderen Kreuzfahrer anwandte, wie Natasha Hodgson 2013 ausführte.

### Von Zara bis Konstantinopel

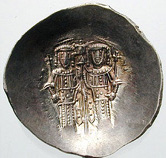
Aspron-Trachy-Münze (also eine beschnittene Münze), Elektron (Revers): Alexios III. (links) ließ sich mit dem als Reichsgründer betrachteten Kaiser und Heiligen Konstantin dem Großen darstellen. Beide mit Bart, Kreuzkrone, Divitision und Loros, Konstantin manchmal mit Nimbus; Alexios hält das Labarum in der Rechten, die Hauptheeresfahne Konstantins in der
Schlacht an der Milvischen Brücke im Jahr 312, Konstantin (der Heilige) in der Linken, gemeinsam halten sie zwischen sich einen Kreuzglobus als Symbol des Weltherrschaftsanspruches.

Zara wurde tatsächlich, nachdem die Flotte am 10. Oktober ausgelaufen war, nach kurzer Belagerung am 15. November 1202 erobert (nach anderen Angaben am 23.). Der Papst exkommunizierte daraufhin die ‚Pilger‘, wie sich die Kreuzzügler selbst bezeichneten. Kurz danach traf Alexios Angelos, Sohn des gestürzten byzantinischen Kaisers Isaak Angelos, in der Stadt ein, in der das Heer zu überwintern plante. Dandolo persönlich – womit er implizit das entsprechende Verbot in der Promissio zumindest außerhalb Venedigs ignorierte – entschuldigte diese Anweisung zur Überwinterung in einem Brief an Papst Innozenz III., in dem er auf die Winterstürme verwies, die den Kreuzzug insgesamt gefährdet hätten. Alexios überzeugte die Anführer der Kreuzzügler, nach Konstantinopel zu fahren, um ihn auf den Thron zu bringen. Dafür versprach er gewaltige Kompensationen und die Wiedervereinigung der beiden seit 1054 getrennten Kirchen unter päpstlicher Suprematie. Darüber hinaus sagte er eine Beteiligung am Kreuzzug zu, der dann endlich ins Heilige Land gehen sollte. Zwar kam es unter den Kreuzfahrern zu Auseinandersetzungen, und einige verließen sogar den Kreuzzug, doch die Mehrheit ließ sich durch die Versprechungen und die in ihren Augen legitimen Ansprüche des Thronprätendenten dazu bewegen, Richtung Konstantinopel zu fahren.
Die Hauptstadt fiel zwar zunächst im Juli 1203 an die Kreuzfahrer und den Thronprätendenten, wobei die Venezianer während der Kämpfe Teile der Stadt anzündeten. Doch dieser war nicht in der Lage, die versprochene Summe von 200.000 Silbermark aufzubringen, obwohl der Kaiser den Staatsschatz herausgab und den Besitz vieler Vermögender konfiszieren ließ. Für Antonio Carile und für viele andere war Enrico Dandolo „geistiger Urheber“ des Planes, die Stadt nun zu erobern und ein eigenes Reich zu errichten, das später das „Lateinische Kaiserreich“ genannt wurde. Ein erster Angriff scheiterte am 8. April 1204. Die Stadt fiel am 12. April, beim zweiten Angriff, ein zweites Mal in die Hand der Kreuzfahrer, die die immer noch ungemein reiche Stadt nun drei Tage lang plünderten (vgl. diese Liste).
Vielfach wurde versucht, im Nachhinein zu erklären, warum es zu diesem enorm riskanten Sturm auf eine nie eroberte Stadt kam. So wurde behauptet, man hätte um diese Zeit nicht mehr weitersegeln können, doch ließ sich zeigen, dass in der Ägäis selbst im Winter Flottenbewegungen durchführbar waren; dann wurde angeführt, die Mittel seien den Kreuzfahrern ausgegangen, und sie hätten aus diesem Grunde keine andere Wahl mehr gehabt, obwohl Alexios ihnen bereits 110.000 Mark ausgezahlt hatte. Oder sie hätten einen Ausfall zu fürchten gehabt. Andere argumentierten wiederum, eine verarmte Armee hätte sich kaum nach Syrien führen lassen, von Hunger konnte in der Armee jedoch keine Rede sein. Hingegen war die Einhaltung des Vertrages von Zara, also die zugesagte Hilfe bei der Überfahrt und vor allem die vereinbarten Zahlungen ein Vergehen gegen den honor der Kreuzzugsführer. Andererseits brach man mit der Eroberung sein Wort als Kreuzfahrer, verstieß gegen das päpstliche Verbot. Dem wurde entgegengehalten, dass es die Orthodoxe Kirche ablehnte, sich dem Papst zu unterstellen. Entscheidend war aber wohl die Haltung des Flottenführers Dandolo, ohne dessen Schiffe keine Weiterfahrt möglich war. Ihn, so glaubte man, hätten vor allem Handelsinteressen getrieben. Die katastrophalen Erfahrungen früherer militärischer Konflikte dürften den Venezianern bewusst gewesen sein.
Die Unmöglichkeit, jeden Winkelzug vorauszuberechnen – wie es in der späteren Geschichtsschreibung und damit im Rückblick und in Kenntnis aller Folgen immer wieder angenommen wurde – erwies sich besonders eklatant bei der Präsentation des jungen Alexios vor den Seemauern Konstantinopels. Offenbar glaubte nicht nur Alexios, das Volk werde sich auf seine Seite stellen, sondern auch Enrico Dandolo war dieser Überzeugung. Auch er glaubte, es würde genügen, den jungen Alexios zu präsentieren, um die Bewohner der Hauptstadt zum Sturz des Usurpators zu bewegen. Doch es geschah das Gegenteil: Die Bevölkerung, die sich auf den Mauern versammelt hatte, erging sich in Pfeifen, Johlen und Lachen. Als sich die Galeeren den Mauern näherten, wurden sie mit einem Regen von Geschossen empfangen. Dandolo selbst behauptet in einem Brief, der verwickelte Prozess mit all seinen Zufällen sei göttlicher Vorsehung zuzuschreiben.

### Separatismus, Unterwerfung durch Venedig nach Dandolos Tod

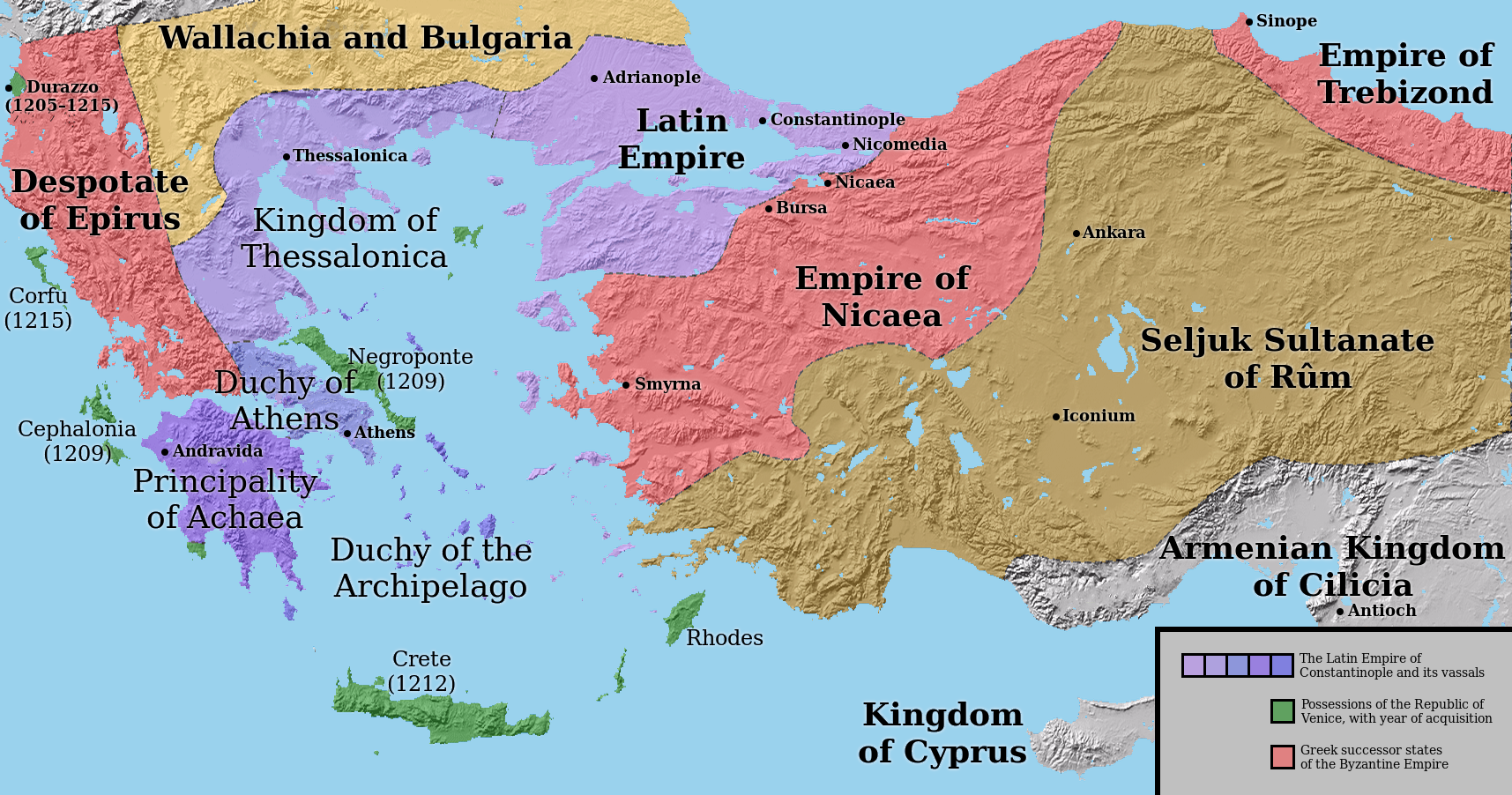
Karte mit den Nachfolgereichen des Byzantinerreiches nach dem Vierten Kreuzzug

Im Verlauf des Kreuzzugs zeigte sich mit Blick auf die Venezianer an beiden Enden ihres langgestreckten Seereiches eine für Venedig bisher unbekannte, bedrohliche Entwicklung. Der Kontakt zwischen denjenigen Venezianern, die am Ende Konstantinopel eroberten, und denen in der Heimatstadt wurde immer dünner. Es scheint fast so, als hätten von 1202 bis 1205 zwei Venedigs existiert (Giorgio Cracco), die am Ende völlig unabhängig voneinander agierten. Das eine hatte seinen Kern um Rialto, das andere um das Goldene Horn, wo zeitweise vielleicht 50.000 italienische Händler gelebt hatten. So konnte sich auf den alten Dandolo die Begeisterung für die Eroberung eines Imperiums projizieren, als die Stoßrichtung sich auf Konstantinopel geändert hatte, was selbst die Exkommunikation durch den Papst nicht zu verhindern mochte, die schon Zara nicht hatte retten können. Gleichzeitig operierten die späteren Herren über drei Achtel („eines Viertels und der Hälfte“) des eroberten Byzantinerreiches so, als würde für sie das ferne Venedig nicht mehr existieren. Die Venezianer des 1204 errichteten Lateinischen Kaiserreiches agierten darüber hinaus auch gegen die Interessen der Heimatstadt.
Folgerichtig wählten die Venezianer Konstantinopels nach dem Tod Dandolos kurzerhand einen der ihren, nämlich Marino Zeno, zum potestas, despotis et dominator Romanie, ohne auch nur den Rat Venedigs und seiner Gremien einzuholen. Die Mitstreiter Enrico Dandolos, allen voran seine Verwandten Marco Sanudo († 1227), Marino Dandolo oder Philocalo Navigaioso, dem Lemnos zufiel, beeilten sich, eigene Territorien und Inseln zu erobern. Sie neigten deutlich zur Sezession und dachten nicht daran, ihre Territorien Venedig zu unterstellen. So besetzte Ravano dalle Carceri die große Insel Negroponte und errichtete dort ebenso eine eigene Herrschaft, wie dies bis 1212 weitere venezianische Familien im Ägäisraum taten. Diese waren neben den bereits genannten die Ghisi-Brüder Andrea und Geremia, dann Jacopo Barozzi, Leonardo Foscolo, Marco Venier und Jacopo Viaro.
Die Kommune ihrerseits verfolgte wie eh und je vornehmlich Handelsinteressen, nahm Eroberungen nur punktuell vor. Gegenüber Papst Innozenz III. hatte eine Delegation noch 1198 erklärt, Venedig „non agricolturis inservit, sed navigiis potius et mercimoniis est intenta“, interessiere sich also nicht für Landbau, sondern für Schiffe und Waren. Infolge des weit reichenden Interessengegensatzes zwischen angehenden Feudalherren und der Heimatstadt wurde die Stadt Venedig in keinem der Verträge auch nur erwähnt. Erst später erfolgten Interpolationen, die nun auch von einer „pars domini Ducis et Communis Venetie“ berichteten. Tatsächlich verlangten die Venezianer „feuda et honorificentias“ „de heredem in heredem“, also ihr frei vererbliches lehnsrechtliches Erbe, und dies ausschließlich unter Leistung des Homagiums gegenüber dem Lateinischen Kaiser.

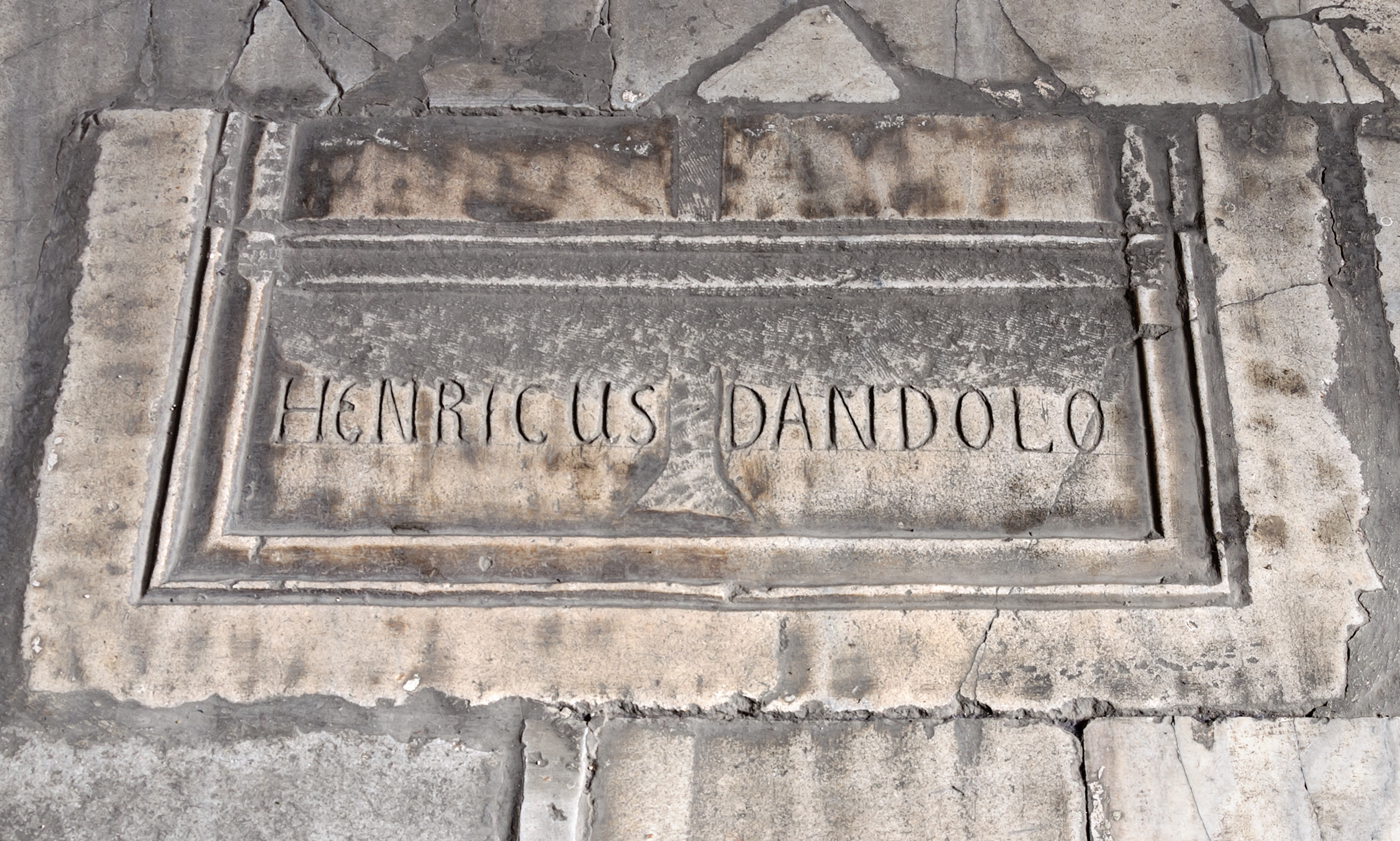
Grabstein für Enrico Dandolo auf der Südgalerie der Hagia Sophia. Dandolos Gebeine sollen 1453 verstreut worden sein, als aus der Kirche eine Moschee wurde. Die Platte könnte ein Werk des 19. Jahrhunderts sein.

Dandolo trug den Titel eines separaten Herrn, weit weg von Venedig, und so passt es ins Bild, dass er nach seinem Tod am 1. Juni 1205 in der Hagia Sophia beigesetzt wurde, nachdem er noch kurz zuvor an einer erfolglosen Expedition gegen die Bulgaren teilgenommen hatte. Nach Venedig gelangte alles Erdenkliche: Marmor und Porphyr, exotische Tiere, Kunstwerke und vor allem Reliquien, von denen Andrea Dandolo vier aufführt, nämlich eine Kreuzesreliquie, das Blut Christi, einen Arm des hl. Georg, und einen Teil des Hauptes Johannes’ des Täufers. Aber die Urne Dandolos blieb in Konstantinopel. Seine Asche soll von Mehmed II., dessen Armee Konstantinopel 1453 eroberte, verstreut worden sein. Die Grabinschrift – „Henricus Dandolo“ – ließ er, so glaubte man im 18. Jahrhundert, möglicherweise bestehen. Schon Ende des 15. Jahrhunderts glaubten Geschichtsschreiber zu wissen, an welchem Ort in der Hagia Sophia sich das Grab befinde. Marin Sanudo vermutete es in der Kapelle der Venezianer, Francesco Sansovino sah es im Portikus, Antonio Stella sah das Grab 1558 ebenso im Atrium, wie 1627 Andrea Morisini. Paolo Ranusio erkannte den besagten osmanischen Sultan als Zerstörer des Grabmals. Wahrscheinlicher ist es jedoch, dass das Grab nach der byzantinischen Rückeroberung von 1261 zerstört wurde. Der heutige Grabstein taucht erst nach 1849 in den Quellen auf.
Venedig sah sich nach 1205 gezwungen, viele der Gebiete, die die Separatisten bereits erobert hatten, zurückzuverlangen. Ranieri Dandolo, der Vizedoge, schickte Boten nach Konstantinopel, um die dortigen Venezianer dazu zu bewegen, ihren Anteil am neuen Kaiserreich an Venedig zurückzugeben. Die Wahl Pietro Zianis zum Dogen signalisierte, dass Venedig erneut in einer Krise steckte, und nun eine starke, wieder auf die Mutterstadt Venedig ausgerichtete Führung brauchte. Ranieri Dandolo wurde ausgeschickt, um für die Kommune Inseln zu erobern, die bereits von Venezianern beherrscht wurden. Er starb während eines Feldzugs auf Kreta im Jahr 1209. Erst mit der Verpflanzung mehrerer Tausend Siedler nach Kreta ab 1211 konnte die Dominanz der Mutterstadt wieder zur Geltung gebracht werden.

## Rezeption

### Mutmaßungen über Motive und Charakter: der allgegenwärtige Doge

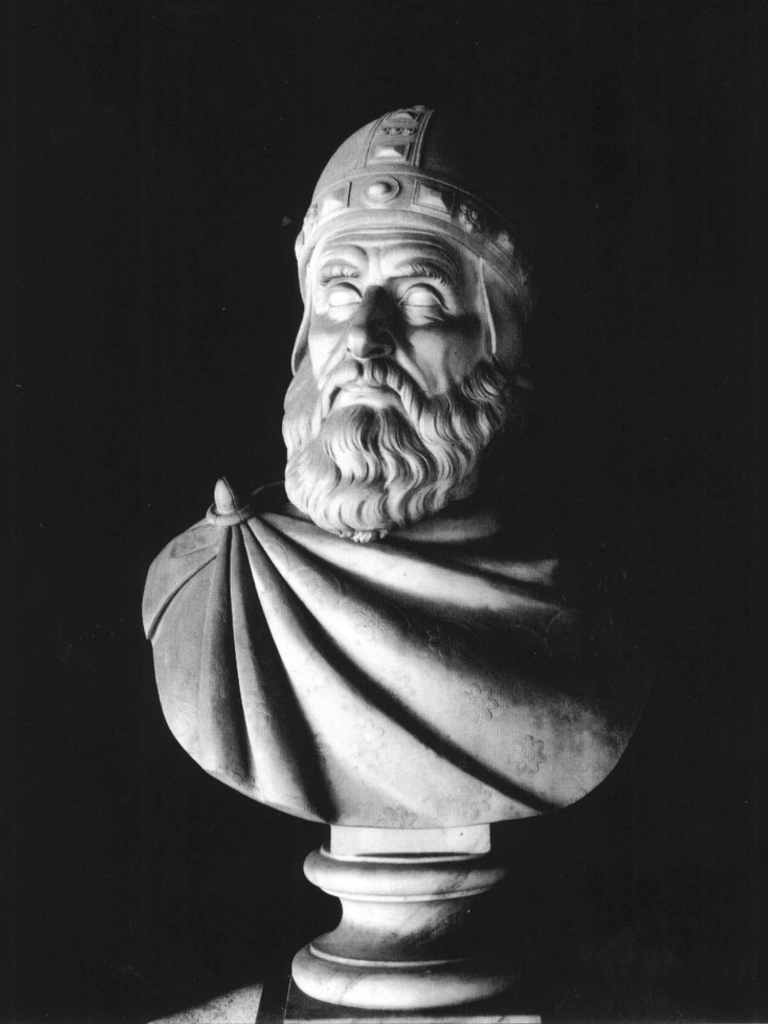
Büste Dandolos im Panteon Veneto des Istituto Veneto di Scienze, Lettere ed Arti am Campo Santo Stefano, Palazzo Loredan; 57 × 40 × 28 cm. Das Werk entstand vor 1847 durch Antonio Bianchi (1812–1898).

Die byzantinische Geschichtsschreibung tendierte aus ganz eigenen Gründen dazu, dem venezianischen Dogen die Hauptverantwortung für den Kreuzzug gegen die christliche Metropole zuzuschreiben. Der in diesem Zusammenhang bedeutendste unter ihnen, der Chronist und Zeitgenosse Niketas Choniates, stand Venedig insgesamt misstrauisch gegenüber. Er stammte aus gehobenem Milieu in Phrygien, dem darüber hinaus die Volksmasse immer zerstörerisch, barbarisch und gesichtslos erschien. Ab 1182 war er Steuerbeamter in Paphlagonien und stieg sogar bis zum Statthalter auf. Von 1197 bis 1204 hatte er mit dem Logothetes ton Sekreton den höchsten zivilen Posten im Reich inne. 1207 schloss er sich dem Hof von Theodor Laskaris in Nikaia an, einem der Reiche, die aus der Zerschlagung des „Römerreichs“ durch die Kreuzfahrer 1204 hervorgegangen waren. Dort starb Choniates zehn Jahre nach seiner Flucht verbittert, und ohne seine gesellschaftliche Stellung zurückgewonnen zu haben. In 21 Büchern berichtet er über die Zeit von 1118 bis 1206. Niketas beschreibt die Persönlichkeiten der Kreuzfahrer recht nuanciert. Er glaubte, der gesamte Kreuzzug sei eine bösartige Intrige der Lateiner gewesen, allen voran des Dogen. Für ihn war Dandolo äußerst hinterlistig und voller Neid auf die „Römer“. Diese seien von der Nation des Dogen schon seit Kaiser Manuel schlecht behandelt worden. Bei Choniates stehen Charakter und Taten der einzelnen Kaiser im Vordergrund. Nach ihm liegt der Hauptgrund für den Niedergang des Reiches in der Schwäche der Herrscher und ihrer Unfähigkeit, dem von Gott gesetzten Ideal zu folgen. Daher war es nur folgerichtig, dass auch Choniates, wenn auch aus anderen Gründen als Villehardouin, nur den venezianischen Dogen als Dreh- und Angelpunkt politischer Entscheidungen sehen konnte.
Doch die byzantinische Chronistik entwickelte in den Jahrzehnten nach Dandolo ein weiteres Bild, geprägt vor allem durch Georgios Akropolites. Er weist in seiner wohl in den 1260er Jahren entstandenen Chronik gleichfalls Dandolo die Schuld an der Umlenkung des Kreuzzugs zu, vor allem aber dem Papst. Die auf charakterliche Defekte zurückgeführten moralischen Verfehlungen – allen voran Verrat und Feigheit – wurden zum festen Bestandteil der späteren byzantinischen Historiographie. So meinte Nikephoros Gregoras, Dandolo sei im Kampf gegen die Bulgaren davongelaufen, um später seinen Verletzungen zu erliegen.
Eine ganz andere Entwicklung nahm die west- und mitteleuropäische Historiographie. Das Bild, das selbst Villehardouin nur anfangs aufscheinen lässt, nämlich das eines alle Prozesse steuernden und beherrschenden Condottiere, hat sich vor allem in Italien, aber auch in der angelsächsischen, französischen und deutschsprachigen Geschichtsschreibung lange Zeit, vielfach bis heute etabliert. So wurde er zum Ideal eines unerschrockenen und heldenhaften Eroberertypus, wie bei Camillo Manfroni, bei dem Dandolo höchstpersönlich eine Pisaner Flotte vor Pula vertrieb und sie in einer Schlacht in der Adria besiegte. 1204 eroberte er nach kurzer Belagerung Konstantinopels einen Abschnitt der Mauer, was für einen Umsturz in der Stadt, die Flucht Alexios’ III. und die Wiedereinsetzung des vertriebenen Kaisers Isaak sorgte. Noch 1205 unternahm er mit beinahe 100 Jahren eine Expedition gegen die Bulgaren und sorgte nach der Niederlage dafür, dass die Lateiner durch seine ‚Energie‘, seine ‚Besonnenheit‘ und seine ‚Fähigkeit‘ gerettet wurden. Ähnliches gilt für das 365 Seiten starke Werk Enrico Dandolo aus der Feder des vor allem an Artillerietechnik interessierten Admirals Ettore Bravetta (1862–1932), das 1929 erschien und 1950 in Mailand noch einmal aufgelegt wurde.
Im guten wie im schlechten traute man Dandolo alles zu und suchte dennoch nach rationalen Motiven und Zielen. Schon Karl Hopf (1832–1873) glaubte, der Doge habe den Kreuzzug von Anfang an von Ägypten ablenken und gegen Konstantinopel führen wollen, denn in Alexandria hätte Venedig gerade erst einen Handelsvertrag abgeschlossen, und von daher kein Interesse an einer Eroberung Ägyptens gehabt. Allerdings wurde seine These verworfen, als sich herausstellte, dass der Vertrag mit Ägypten nicht von 1202 stammte, wie Hopf angenommen hatte, sondern erst in den Jahren zwischen 1208 und 1212 ausgehandelt worden war. Dennoch war spätestens seit der Enciclopedia italiana e dizionario della conversazione von 1841 Enrico Dandolo die „anima della crociata latina“, die ‚Seele des lateinischen Kreuzzugs‘.
Im deutschen Sprachraum trug vor allem die Prägnanz Heinrich Kretschmayrs, des seinerzeit besten Kenners der venezianischen Quellen, zur Anerkennung eines negativen Charakterbildes bei: „Hochmütig und voll heiſser Ruhmbegierde, galt ihm kein würdigeres Ziel seiner Taten als Abrechnung mit den Romäern und Rache für die schmachvollen Gewaltakte der Kaiser Manuel und Andronikos. Vergeltung an Griechenland wurde ihm ein Leitwort und sollte auch das von Venedig werden. In der Verfolgung seiner Ziele ohne Rücksicht und Gewissen; wortkarg und verschlossen, ein ‚vir decretus‘, kein geschwätziger Alter; ohne Maſs im Zorn.“ Aber er war nach Kretschmayr auch „Wunderbar scharfblickend, ein Meister der großen und kleinen politischen Manövrierkunst“.
Der gleichsam allgegenwärtige Doge, der auf allen Gebieten alles selbst regelte, war lange ein gängiges Muster. So wurde ihm die Entscheidung zur Prägung des Dandolo-Grosso persönlich zugeschrieben, wo er sie nur in der Chronik des Andrea Dandolo „decrevit“. Was man sich genau darunter vorzustellen hat, geht aus diesem Begriff nicht hervor, zumal die Chronik die Neigung hat, jede politische Aktivität der Kommune dem Dogen zuzuschreiben. Da wo die Chronik explizit die persönliche Initiative des Dogen meint, wie im Fall der Übernahme der Führung des Kreuzfahrerheeres, heißt es präzise: „Dux, licet senex corpore, animo tamen magnanimus, ad exequendum hoc, personaliter se obtulit, et eius pia disposicio a concione laudatur“. Der Doge verlangte also persönlich das Kommando und er wurde dafür von der Volksversammlung gelobt.
Analog zur Münzprägung hatte Dandolo auch auf dem Gebiet der Gesetzgebung eine Art Allgegenwart, wenn er etwa die Promissio de maleficiis des Orio Mastropiero revidierte, oder einen Normenkorpus herausgeben ließ, das sogenannte Parvum Statutum.

Das Königreich Kleinarmenien, 1199–1375

Obwohl ihm dies in seiner eigenen, von ihm beeideten Promissio untersagt war, schloss er nach dieser Vorstellung persönlich Verträge mit Verona und Treviso (1192), mit Pisa (1196), mit dem Patriarchen von Aquileia (1200) und sogar mit dem König von Armenien und dem römisch-deutschen König (beide 1201).
Hätte Dandolo nur gewollt, so wäre er Kaiser des Lateinischen Kaiserreiches geworden, doch „begnügte“ er sich mit dem, was er bereits für das Vaterland geleistet hatte. Manche gingen so weit zu behaupten, Dandolo habe von Anfang an geplant, die Kreuzfahrer in die Schuldenfalle zu locken, um sie dann zwingen zu können, für ihn Zara und dann Konstantinopel zu erobern. John H. Pryor widersprach 2003 dieser Behauptung mit dem Argument, die 50 Kriegsgaleeren, die den Kreuzzug begleiten sollten, wären nur dann sinnvoll gewesen, wenn man es mit einer gegnerischen Flotte zu tun habe, wie etwa der ägyptischen, nicht jedoch mit einem Staat wie Byzanz, der praktisch keine Flotte mehr besaß.

### Entstehung und Verfestigung der venezianischen „Tradition“

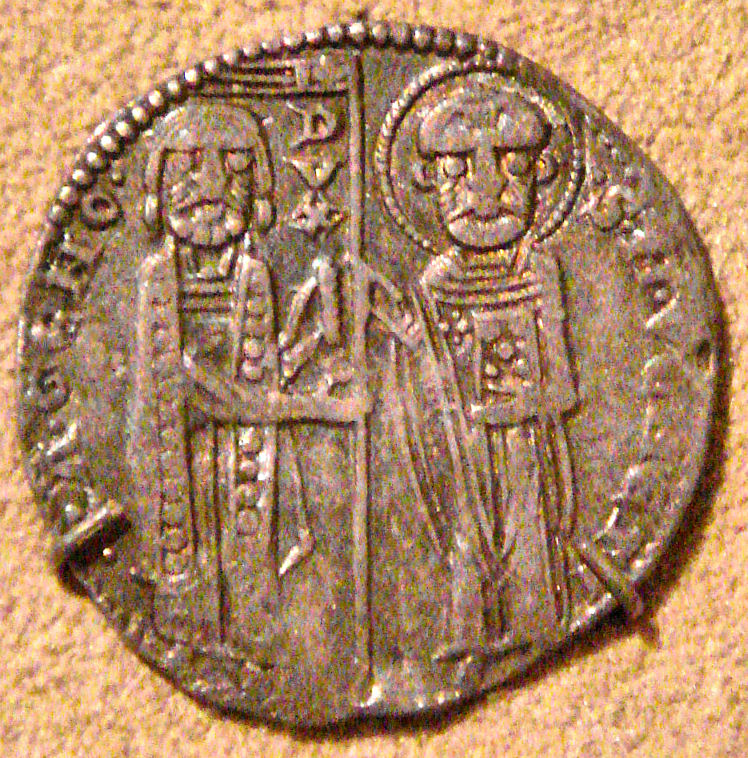
Dieser unter Renier Zen (1253–1268) geprägte Grosso weicht in der Darstellung kaum von der obigen, unter Enrico Dandolo geprägten Münze ab.

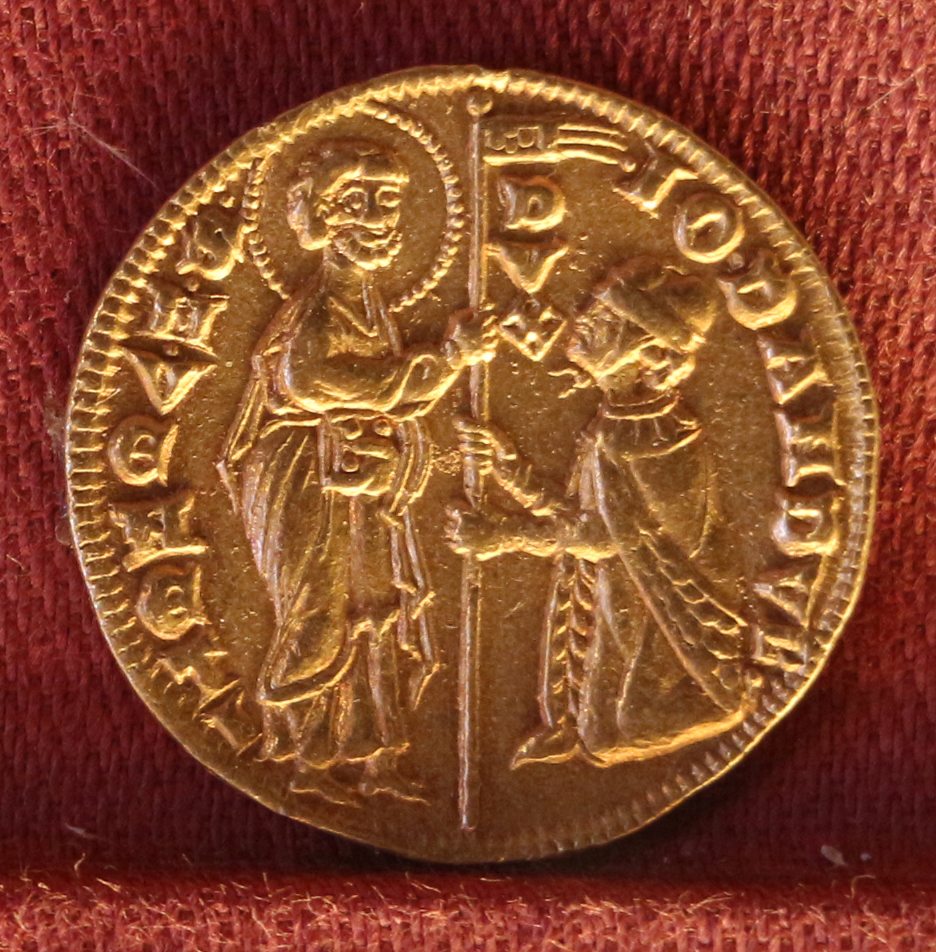
Eine unter Giovanni Dandolo (1280–1289) geprägte Goldmünze. Goldmünzen dienten dem Außenhandel, ihr Bildrepertoire richtete sich, im Gegensatz zum Silbergrosso, an die nichtvenezianische Welt. Die promissio fehlt dementsprechend, der Doge hält das Banner kniend mit beiden Händen. Der Doge und der Evangelist haben die Seiten getauscht.

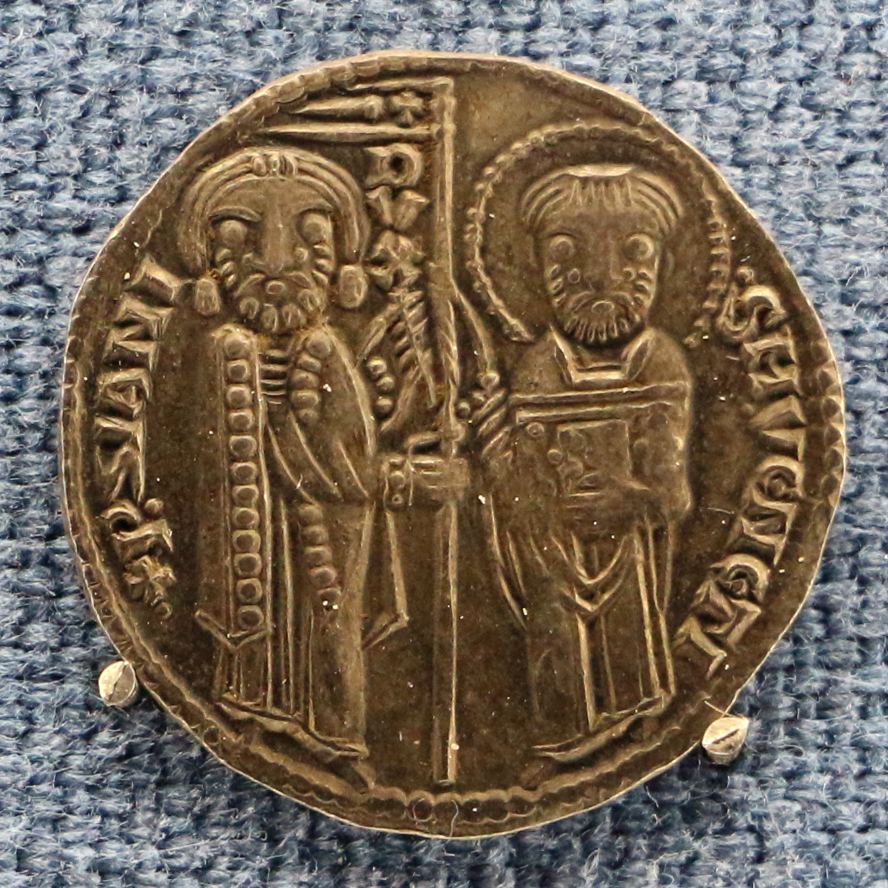
Unter Pietro Ziani (1205–1229 Doge) geprägter Grosso

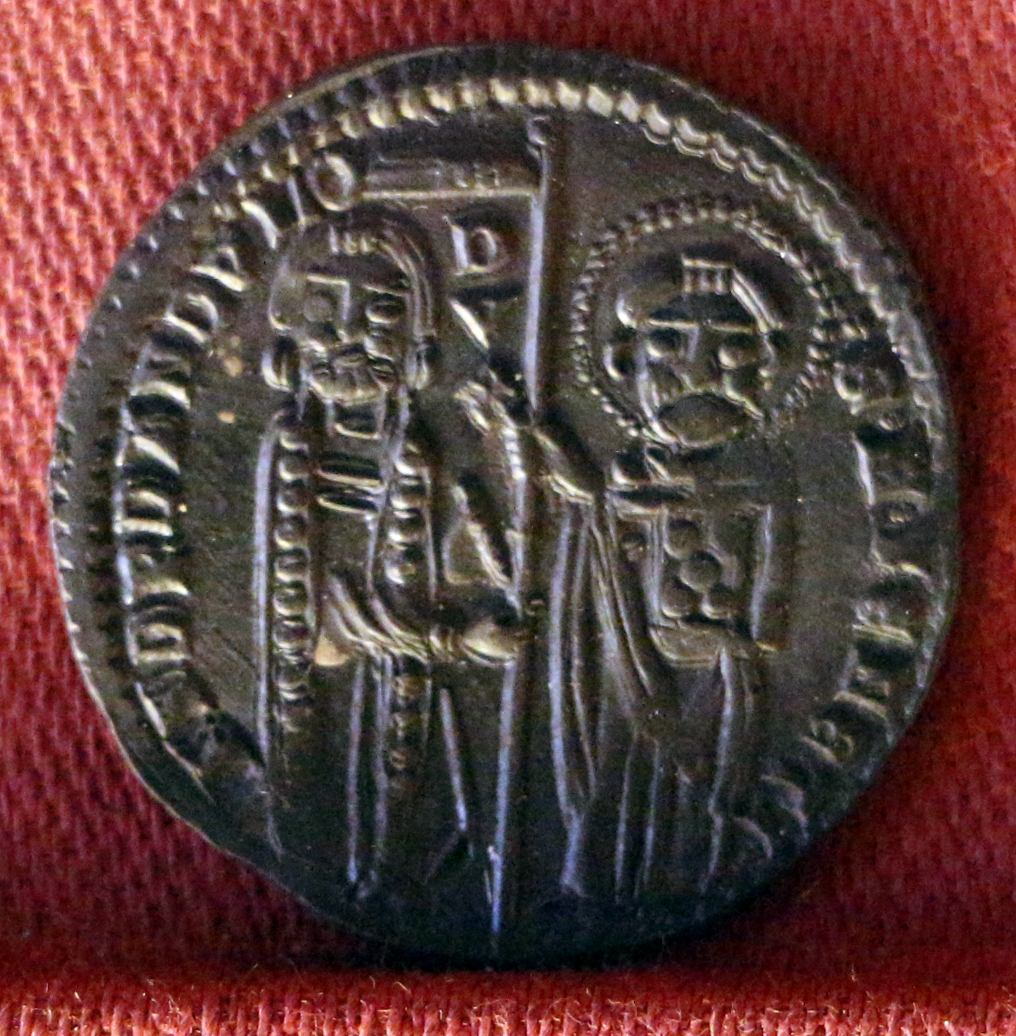
Unter Andrea Dandolo geprägter Grosso

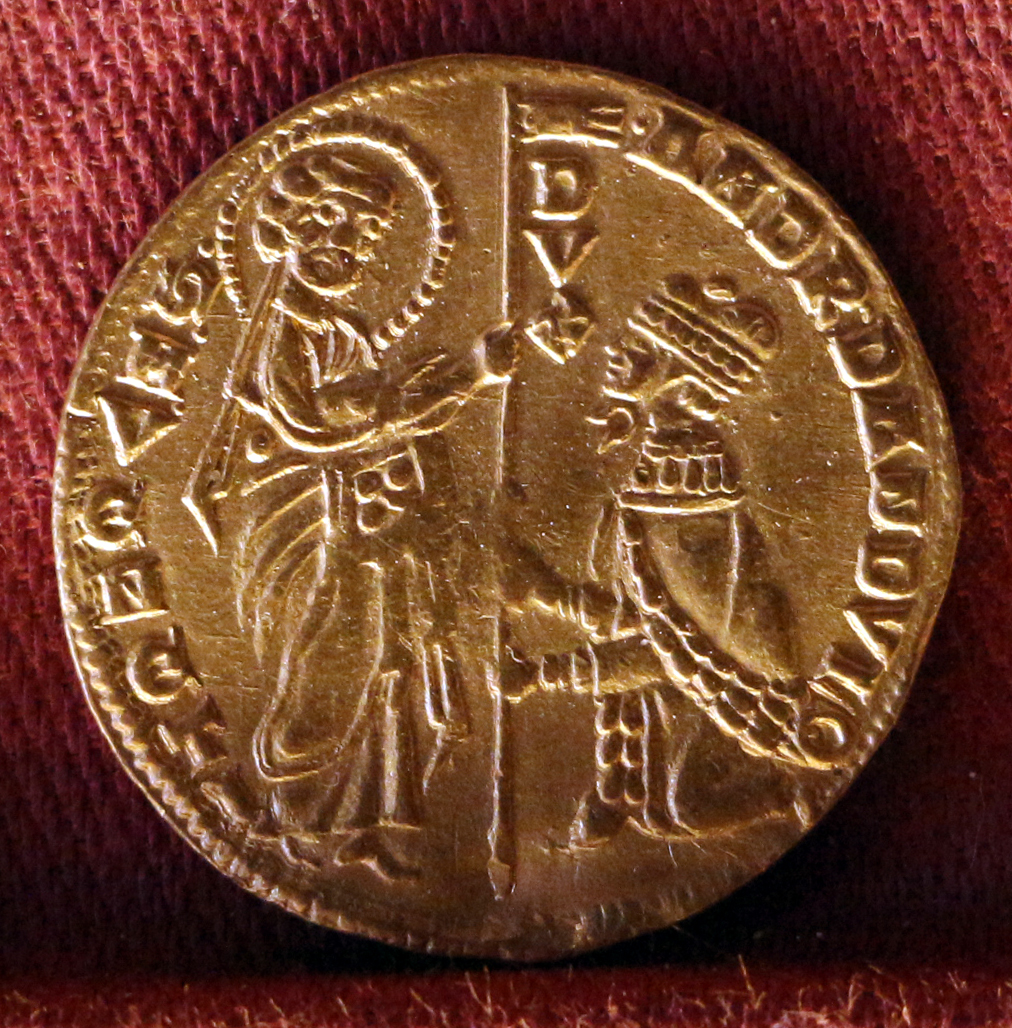
Obiges gilt auch für diese Goldmünze des Dogen Andrea Dandolo (1343–1354), der mit seiner Chronik für rund viereinhalb Jahrhunderte die verbindliche staatliche Historiographie auch zu Enrico Dandolo festlegte.

Das Bild Dandolos war und ist von größter Widersprüchlichkeit, zumal sich die Kriterien und die Motive auf Seiten der beurteilenden Geschichtsschreiber im Laufe der Zeit immer wieder änderten. Dabei werden in der Deutung des Kreuzzugs und der Beurteilung der Hauptakteure, zu denen Dandolo und die anderen Führer des Kreuzzugs schon zu Lebzeiten gemacht wurden, mehrere Überlieferungstraditionen unterschieden.
Die venezianische Überlieferung mit ihrem apologetischen Charakter, ihrer starken Betonung der Leistungen des Adels, ihrer Negierung einer mächtigen Volksversammlung, setzt in diesem Prozess sehr spät ein. Dabei schweigt die zeitlich nächste venezianische Quelle, die Historia Ducum, weitgehend über Enrico Dandolo, nur seine „probitas“ wird hervorgehoben. Ansonsten war er, wie alle Dogen, zu loben. Der Verfasser der Historia Ducum, der Dandolo vielleicht noch persönlich kannte und aus dem Gedächtnis die politischen Vorgänge niederschreiben konnte, zeichnet ein recht farbloses Bild (das, wie Cracco nicht sagt, auf die zeitliche Lücke in der Chronik ab 1177 zurückzuführen ist). Nach ihm war Dandolo „senex discretissimus, generosus, largus et benivolus“. Dabei können alle diese Charakterisierungsansätze als Topoi gelten, mit denen man üblicherweise Dogen beschrieb, bis auf „senex“ (alt). Nur im Moment seines Todes nennt der Verfasser seine „maxima probitas“. Im Gegensatz zu Dandolos Nachfolger Pietro Ziani, von dem er ein äußerst tätiges Bild zeichnet, bleibe Dandolo seltsam inaktiv, wie Cracco vermerkt. Die nächste venezianische Chronik, Les estoires de Venise des Martino da Canale, entstand wohl zwischen 1267 und 1275, also auch bereits mit einem gewissen zeitlichen Abstand. Sie stilisiert Enrico Dandolo zum treuen Helfer des Papstes, zum Streiter für die Sache des Christentums. So wie der Doge sich gegenüber Papst Innozenz III. dargestellt hatte, so tat dies der Chronist. Auch schwiegen beide über mögliche materielle Interessen.
Als eine Art Fortsetzung der Chronik Villehardouins, allerdings möglicherweise nach einer Überarbeitung aus venezianischer Hand, kann das Chronicon Moreae verstanden werden, das um die Mitte der 1320er Jahre entstand. Der Verfasser schildert Enrico Dandolo gleichfalls überaus positiv und überbietet darin noch Villehardouin, mit dem das Chronicon gemeinsam hat, dass es in den „Deserteuren“ des Kreuzzugs die Hauptschuldigen für die Notlage der Kreuzfahrer und der daraus folgenden Ereignisse sieht. Dies verdeutlicht noch einmal die Bedeutung der Tatsache, dass es keine zeitgenössische venezianische Schilderung der Ereignisse um Enrico Dandolo gibt. Allein dieses Schweigen wurde später als Vertuschung gedeutet, erst recht die einseitigen Positionierungen späterer Chroniken aus dem Umkreis Venedigs, deren Rechtfertigungsstrategie sich jedoch änderte. Dandolo selbst rechtfertigte sein Tun gegenüber dem Papst nur lapidar mit den Worten: „quod ego una cum Veneto populo, quicquid fecimus, ad honorem Dei et sanctae Romanae Ecclesiae et vestrum laboravimus“. Er habe also, im Einvernehmen mit dem Volk Venedigs alle seine Taten zur Ehre Gottes, der Kirche und des Papstes unternommen.
Spätere Historiker zeichneten häufig das Bild eines Enrico Dandolo, der loyal gegenüber Venedig blieb und der daher auf den ihm angetragenen Kaisertitel „verzichtete“, oder der von einer Verlegung der Hauptstadt von Venedig an den Bosporus träumte. Hingegen schreibt Villehardouin, dass sich viele erhofften Kaiser zu werden, doch vor allem waren dies Balduin von Flandern und Hennegau sowie Bonifatius von Montferrat. Dandolo wird hier gar nicht erwähnt. Robert de Clari meint, Dandolo habe die Barone nur eingeladen, ihn zu wählen („se on m’eslit a empereur“). Danach forderte er sie auf, ihre Wahlmänner zu bestimmen, er werde seine bestimmen. Er bestimmte demnach „des plus preusdomes que il cuidoit en se tere“, die nach venezianischer Art wiederum weitere zehn Elektoren bestimmten. Die schließlich verbleibenden zehn venezianischen und zehn lateinischen Elektoren wählten am Ende dieses Prozesses einstimmig Balduin von Flandern. Dandolo wurde also, trotz verbal erhobenen Anspruchs, nicht einmal in Erwägung gezogen, auch nicht von den Venezianern, die immerhin die Hälfte der Elektoren stellten. Niketas behauptet, Dandolo habe, nachdem ihm deutlich geworden war, dass er als Kandidat wegen seines Alters und seiner Blindheit nicht in Frage komme, die Stimmen auf den schwachen Balduin gelenkt. Dieser Interpretation wurde wenig Aufmerksamkeit geschenkt. Die Chroniken räumen also entweder Dandolo von vornherein keine Chance ein, lassen einen ehrgeizigen Dandolo erkennen, den wiederum entweder nicht einmal die Venezianer wollen, oder der am mehrstufigen venezianischen Abstimmungsmodus scheitert, während nur Niketas bei Dandolo Einsicht in die Unmöglichkeit konzediert, aber bei ihm den Versuch erkennt, erhebliche Macht unter einem schwachen Kaiser auszuüben.

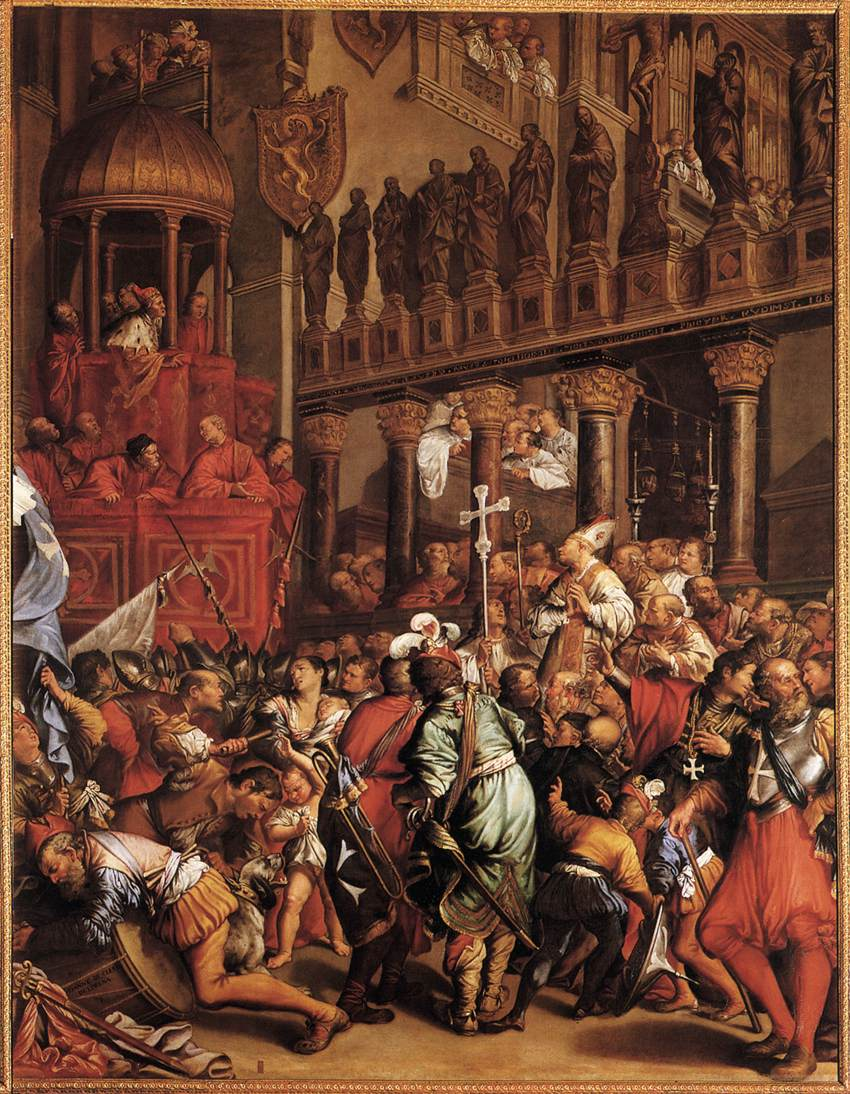
Historiengemälde, begonnen von Carlo Saraceni († 1620), vollendet von Jean Le Clerc im Jahr 1621, das Dandolo beim Werben für den Kreuzzug darstellt, im Saal des Großen Rates im Dogenpalast

Dass die venezianische Staatspropaganda ihn später gegenüber der Öffentlichkeit, also insbesondere in Aufführungen und Gemälden, als Heroen im Kampf gegen einen, je nach Wahl, chaotischen, zerfallenden, „krankenden“ (Simonsfeld), doppelzüngigen oder hinterlistigen Staat darstellte, lässt sich vielfach belegen. Schon die Chronik Andrea Dandolos aus dem 14. Jahrhundert tut dies. Dieser Doge beeinflusste mit seiner Chronik das Bild seines Vorfahren in stärkstem Maße, wie er überhaupt die venezianische Geschichtsschreibung in eine staatlich aufs schärfste kontrollierte Historiographie verwandelte. Noch August Friedrich Gfrörer verstieg sich dazu, die Griechen als „Lumpenvolk“ zu bezeichnen, er schreibt von einem „elenden politischen Gewächs, das man byzantinisches Reich nannte“, und dem Dandolo „ein wohlverdientes Ende“ gesetzt habe. Umgekehrt misstraute man in Griechenland selbst nach der Eroberung Konstantinopels durch die Osmanen im Jahr 1453 noch immer Venedigs Ambitionen, eine neue lateinische Herrschaft über Griechenland und Konstantinopel zu errichten. Während der langwierigen Verhandlungen um die Kirchenunion zwischen Katholiken und Orthodoxen zeigte sich, dass der bedeutendste Unterhändler Kardinal Bessarion († 1472), dem Venedig wie ein zweites Konstantinopel erschien, für die Zeit nach der geplanten Befreiung Griechenlands von den Osmanen tatsächlich eine venezianische Herrschaft ins Auge gefasst hatte. Flavio Biondo, dessen Darstellung auf dem historischen Werk des Lorenzo De Monacis basierte, eines venezianischen Patriziers, war Teil eines Propagandaapparates für einen neuerlichen Kreuzzug, der keinesfalls das Byzantinerreich, sondern das Lateinische Kaiserreich wiederherstellen sollte. Biondo war bereits 1424 venezianischer Bürger geworden. Auch war er ein Anhänger von Gabriele Condulmer, des späteren Papstes Eugen IV., in dessen diplomatischen Diensten er handelte. Er selbst hatte vor, eine lateinische Geschichte des venezianischen Volkes zu schreiben. Er lieferte auch durch eine Beschreibung des Vierten Kreuzzuges eine Legitimation für einen erneuten Kreuzzug. Für diese Art eines gerechten Krieges gab es vier Kriterien, nämlich einen Anlass, die Verteidigung legitimer Rechte, die Legalisierung durch eine legitime Macht, dazu die rechte Motivation. Daher waren Isaak II. und Alexios IV. die legitimen Herrscher, jedoch tot, Alexios III. war hingegen ein Vatermörder und Tyrann; Alexios V. wurde noch übler charakterisiert. Nun ergänzte Biondo noch die Behauptung, der junge Kaiser hätte dem Anführer der Kreuzfahrer für den Fall seines Todes sein Reich überlassen. Den Anlass zum Krieg bot nun der angebliche Aufstand Zaras. Auch behauptete er, die Armee habe vor allem das Ziel verfolgt, die Ostkirche für den Papst zu gewinnen, dann erst sei die Begleichung der Schulden gekommen. Schließlich verloren die Byzantiner nicht nur die Schlacht, sondern auch ihre Ikone der Maria, womit auf der Hand liegen sollte, dass die höchste Macht das Tun der Kreuzfahrer legitimiert hatte. Insgesamt sah er in dem von ihm propagierten neuen Kreuzzug den Auftrag, die 1204 erworbenen, nun legitimen Rechte, zurückzugewinnen. Insgesamt verfasste er drei Geschichten des Kreuzzuges, in der dritten versuchte er die Venezianer zur Beteiligung zu bewegen, die ihre alten Rechte gegen Barbaren und Tyrannen zurückholen sollten.
Eine gleichfalls legitimierende Darstellung entstand gegen Ende des 14. Jahrhunderts durch die älteste volkssprachliche Chronik, die Cronica di Venexia, die bis 1362 reicht, und die 2010 ediert wurde. Sie stellt die Vorgänge wieder auf einer weitgehend persönlichen Ebene dar, und flicht dabei auch wortwörtlich zitierte Ansprachen der Protagonisten ein. Folgt man dem Chronisten, so waren nur zwei Ereignisse vor dem Kreuzzug von Bedeutung: Dandolo ordnete die Prägung des Grosso an und vermittelte Frieden zwischen Verona und Padua, das ihn als eine Art Oberherrn anerkannte. Als „homo catholicus“ gefiel ihm die Idee eines Kreuzzuges sehr. Dandolo nahm gern „personaliter“ am Kreuzzug teil, denn dies bot die Möglichkeit, so der Chronist, Zara und andere rebellierende Städte zurückzugewinnen. Doch zuvor besiegte Venedig Pisa, dessen Piraterie ausdrücklich nicht nur venezianischen, sondern auch anderen Händlern schadete. Dann erschien der aus Konstantinopel geflohene Alexios nicht vor Zara, wie die französischen Chronisten berichten, sondern gleich in Venedig, und zwar „cum letere papale“, mit einem päpstlichen Schreiben also. Nach dieser Chronik fuhr die Kreuzfahrerflotte erst danach, im Oktober 1202, Richtung Istrien, um dort „Trieste et Muglia“ zu Tributzahlungen zu zwingen, und dann „Ziara“ zu erobern. Eine aus 17 Schiffen bestehende Flotte unter Führung von „Francesco Maistropiero“ legte ein Kastell oberhalb der zerstörten Stadt an. Während die Kreuzfahrer einschließlich der Venezianer 20.000 Mann zählten, verteidigten Konstantinopel 40.000, davon allein 20.000 Berittene. Der Name des Alexios V. Dukas Murtzuphlos wird in der Chronik zu „Mortifex“, und er wurde zum Zentrum der Intrigen gegen die Kreuzfahrer, die bereits gegen die „infedeli“ zahlreiche, nicht weiter ausgeführte Siege errangen. Dandolo verhandelte wiederum persönlich mit dem inzwischen zum Kaiser erhobenen „Mortifex“, dessen „malicia“ der Doge sehr wohl erkannte. Bei den folgenden Kämpfen hielten sich die Franzosen nicht an den Rat des Dogen, und so mussten sie eine Niederlage einstecken. Es waren laut dem Verfasser die Venezianer unter Dandolos Führung, denen es gelang, in die Stadt einzudringen und den Franzosen ein Stadttor zu öffnen, woraufhin Konstantinopel fiel und „Mortifex“ zu Tode stürzte. Teile der Beute wurden nach Venedig geschickt, um dort den Markusdom zu schmücken. Weil es aber nicht gelang, einen Griechen von kaiserlicher Abstammung ausfindig zu machen („alcun del sangue imperial non se trovasse“), einigten sich die Barone und Dandolo auf die Wahl eines Kaisers (f. 42 r). Dandolo starb, folgt man der Chronik, nachdem er nach Konstantinopel zurückgekehrt war, um für das Kaiserreich weitere Inseln und Städte zurückzuerobern. In wesentlichen Punkten wich diese Darstellung von Villehardouin ab, wobei offenbar noch Bedarf bestand, die Wahl eines Kaisers zu legitimieren, der nicht dem Kaiserhaus entstammte.

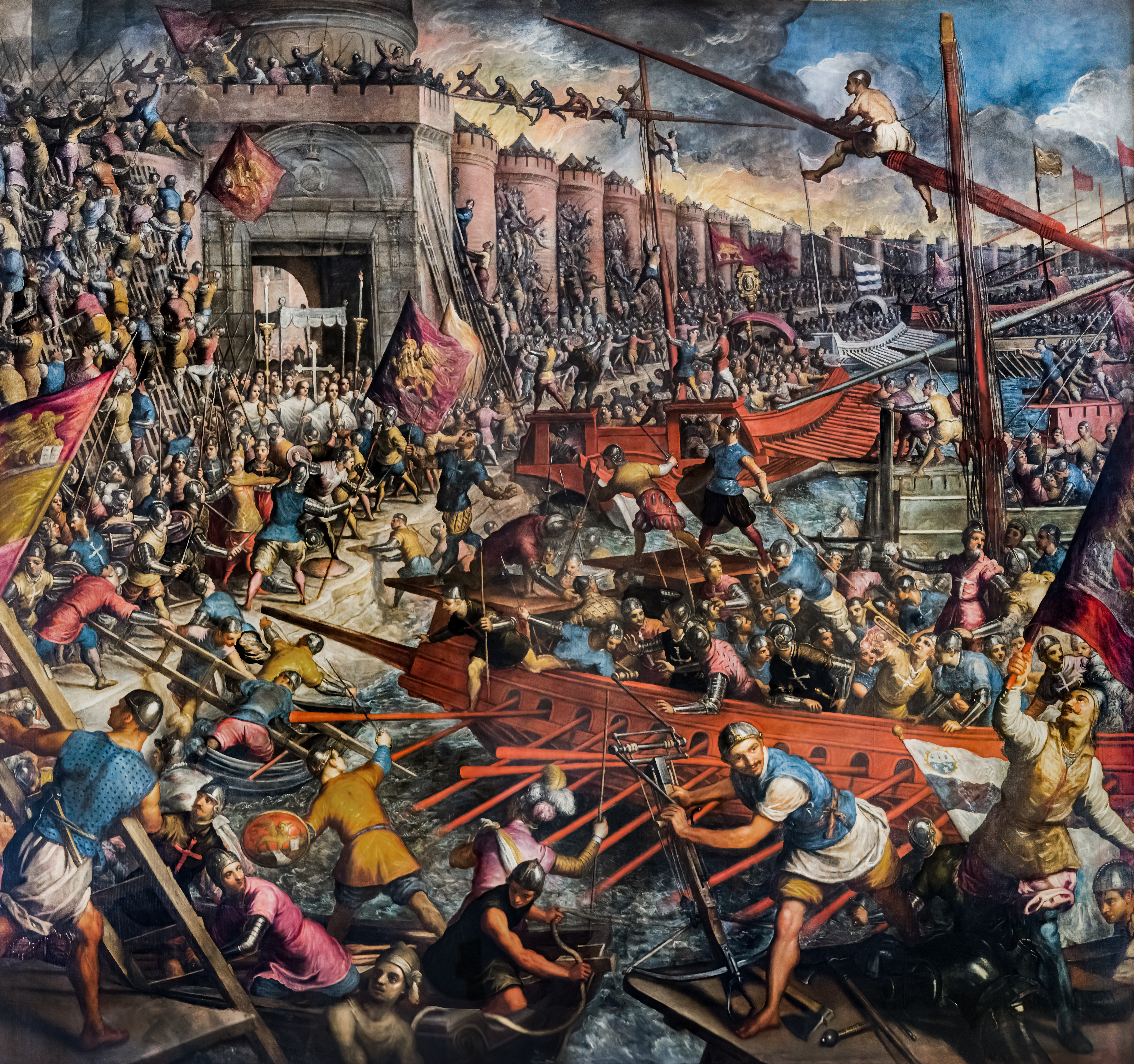
Die zweite Eroberung von Konstantinopel, Domenico Tintoretto, Öl auf Leinwand, entstanden zwischen 1598 und 1605; seither im Saal des Großen Rates im Dogenpalast – idealisierend dargestellt die Mauer am Goldenen Horn

Gerade in außenpolitisch schwierigen Situationen griff man auf das Bild des loyalen Eroberertypus zurück, das Andrea Dandolo und die besagte Chronik gezeichnet hatten, und vermied jede Relativierung. 1573 versuchte der Senat daher vergeblich, eine Handschrift herauszugeben, die Francesco Contarini in Konstantinopel erstanden hatte, und die von einem „Joffroi de Villehardouin“ stammte. Lieber feierte der Maler Palma il Giovane den Sieg vor Konstantinopel in einem um 1587 entstandenen Gemälde, das heute in der Sala del Maggior Consiglio, dem Saal des Großen Rates im Dogenpalast hängt. Wenig später wurde dort auch die zweite Eroberung der Stadt dargestellt, diesmal von Domenico Tintoretto.
Während diese Haltung jedoch ihre Ursache im Kampf um die Dominanz im Mittelmeer hatte – Venedig und Spanien hatten 1571 bei Lepanto die osmanische Flotte besiegt, jedoch hatte Venedig die Insel Zypern an die Osmanen verloren –, kamen später andere Interessen hinzu. Paolo Rannusio (1532–1600), der präzise der ‚Wiedereinsetzung der Komnenen‘ durch Venezianer und Franken, nicht dem Vierten Kreuzzug, sein 1604 gedrucktes Werk Della guerra di Costantinopoli per la restitutione de gl’imperatori Comneni fatta da’ sig. Venetiani et Francesi widmete, zeichnet facettenreich ein geschlossenes, heldenhaftes, geradliniges Bild Dandolos, dessen Rechtfertigung nun endgültig in der Wiedereinsetzung des legitimen Thronerben lag. Deutlich sachlicher und lakonischer schrieb bereits 1581 Francesco Sansovino (1512–1586): Dandolo „fece il notabile acquisto della città di Costantinopoli, occupato poco prima di Marzuflo, che lo tolse ad Alessio suo legitimo signore“, er habe also die bemerkenswerte Erwerbung der Stadt Konstantinopel gemacht, die von ‚Murtzuphlos‘, also Alexios V., okkupiert worden war, der sie seinem legitimen Herrn Alexios IV. genommen habe. Auch in der Dichtung des 17. Jahrhunderts avancierte Dandolo zu einem übermenschlichen Helden, wie etwa bei Lucretia Marinella (1571–1653) in ihrem 1635 bei Gherardo Imberti in Venedig erschienenen, dem Dogen Francesco Erizzo und der Republik Venedig gewidmeten und 1844 erneut aufgelegten L’Enrico ovvero Bisanzio acquistato.

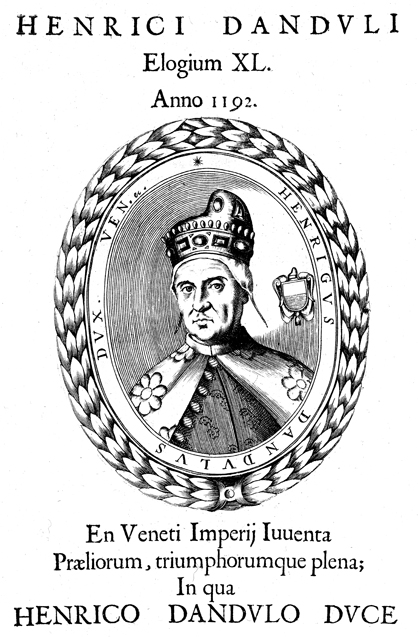
Leone Matina: Phantasieporträt des Dogen in der wohl ersten gedruckten Porträtserie aller bis dahin anerkannten Dogen, dem Ducalis regiae lararium von 1659

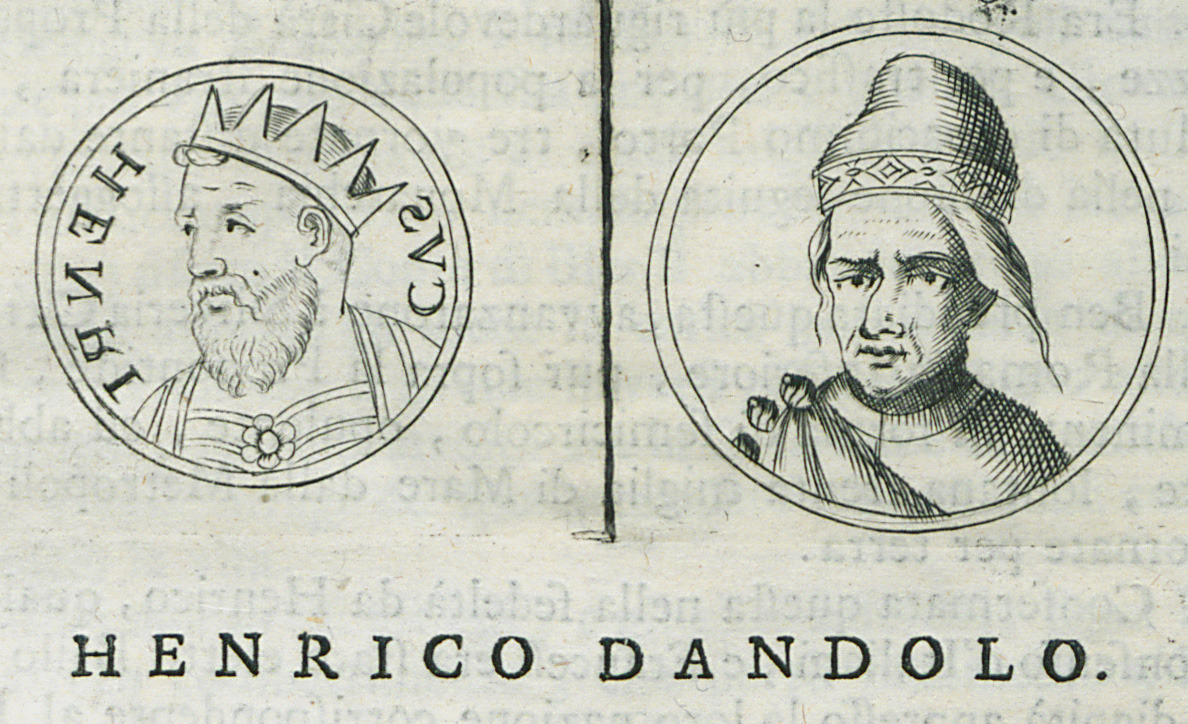
Darstellung Enrico Dandolos mit Krone und Dogenmütze in Francesco Fanelli: Atene Attica. Descritta da suoi Principii sino all’acquisto fatto dall’Armi Venete nel 1687, Antonio Bortoli, Venedig 1707, S. 276 (Digitalisat).

Dies galt noch viel mehr im 17. Jahrhundert, als Venedig in langwierigen Kriegen mit dem Osmanenreich stand, wie zur Zeit der Belagerung von Candia (1648–1669) oder im Moreakrieg (1684–1699). In solchen Zeiten hoffte man in Venedig auf eine Wiederherstellung vergangener Dominanz im östlichen Mittelmeer, so wie sie in der Erinnerung vor allem Enrico Dandolo repräsentierte, der sein ‚glorreiches Leben‘ in Konstantinopel beschloss. Ihm habe es, wie Francesco Fanelli 1707 ausführt, niemals an ‚Besonnenheit‘ („prudenza“), Mut und Reife („maturità del consiglio“), an Ausdauer und Unermüdlichkeit, an ‚Geistesgegenwart‘ („prontezza“) gefehlt, und er sei zudem erfahren und vorsichtig gewesen, ‚freundlich in der Majestät‘ („affabile nella Maestà“), großzügig, geliebt und gefürchtet, ihm sei von den Nationen gehuldigt, er sei geschätzt und verehrt worden, sogar beigesetzt wie ein König.
Diese Überhöhung fand im französisch- und deutschsprachigen Raum zwar Resonanz, so etwa in Charles Le Beaus Werk, das unter dem Titel Geschichte des morgenländischen Kayserthums, von Constantin dem Grossen an, im Reich erschien, doch folgte man dort nicht in jeder Hinsicht der venezianischen Tradition. So bezweifelt Le Bau, dass Dandolo völlig erblindet sei, nachdem Manuel versucht habe, ihn mit einem Eisen zu blenden. Dennoch betrachtet er den Dogen als „einen der größten Männer seiner Zeit“, ja, er war der „größte Seeheld seiner Zeit“. Der „Contract“ mit den Kreuzfahrern wurde für ihn jedoch vom Senat geschlossen und vom Volk „bestättigt“, wie Dandolo auch den Senat erst für das Unternehmen gegen Zara gewinnen musste. Eine Einschätzung, die offenbar ohne jeden Einblick in die venezianische Verfassungsgeschichte auskam.
Nach Pantaleon Barbo, dem der Autor eine Rede in den Mund legt, verzichtete Dandolo auf die Kaiserkrone, um das Gewicht des enorm vergrößerten Reiches nicht vollends nach Konstantinopel zu verlagern, gar die Hauptstadt dorthin zu verlegen. Man müsse schließlich fürchten, Venedig werde von dem neuen Reich abhängig, eine der bedeutendsten Familien ginge verloren, ebenso wie die Freiheit.
Doch für die meisten Geschichtsschreiber Frankreichs waren dies Marginalien, denn in der Summe war Dandolo für sie, wie es Louis Maimbourg 1676 explizit schreibt, „un des plus grands hommes du monde“ (‚einer der größten Männer der Welt‘). Zugleich trug Maimbourg mit seinem vielfach rezipierten Werk erheblich dazu bei, den Begriff der „croisade“ (des ‚Kreuzzugs‘), der bis ins späte 16. Jahrhundert nur selten auftaucht, wissenschaftlich zu etablieren, bis er sich um 1750 endgültig durchgesetzt hat.
Johann Hübner wiederum meinte 1714, unter Dandolo habe „Venedig den Grund zu seinem grossen Reichthum geleget“. „Weil nun gleich eine Armee unter dem Flandrischen Grafen Balduino nach dem gelobten Lande gehen wolte, so conjugirten sich die Venetianer mit diesem Balduino“ und setzen Alexios IV. „mit Gewalt“ auf den Thron seines Vaters. Dandolo war mit der Eroberung des Jahres 1204 „zu frieden, ließ sich aber seine Mühe wohl bezahlen“. So haben die Venezianer, „die Handlung auf Alexandria in Egypten stabiliret,und dadurch das monopolium mit den Ost-Indischen Waaren erhalten.“
Nur wenige Autoren in Venedig wagten es, der festgefügten staatlichen Tradition zu widersprechen. Dies geschah bestenfalls mit Blick auf Dandolos angeblich uneingeschränkte Loyalität gegenüber Venedig. So schreibt 1751 Giovanni Francesco Pivati in seinem Nuovo dizionario scientifico e curioso sacro-profano, der Doge habe nicht nur mit größtem Aufwand residiert und sich kaiserlich gekleidet, sondern er habe sogar ‚seinen eigenen Staatsrat gehabt, wie in Venedig‘. Kaum verhohlen führt Pivati eine Reihe monarchischer Anmaßungen und sogar die Entwicklung von Machtstrukturen parallel zu denjenigen in Venedig an, nur eben ohne die dortigen Machtbeschränkungen für den Dogen.

### Nach der Auflösung der Republik Venedig (ab 1797)

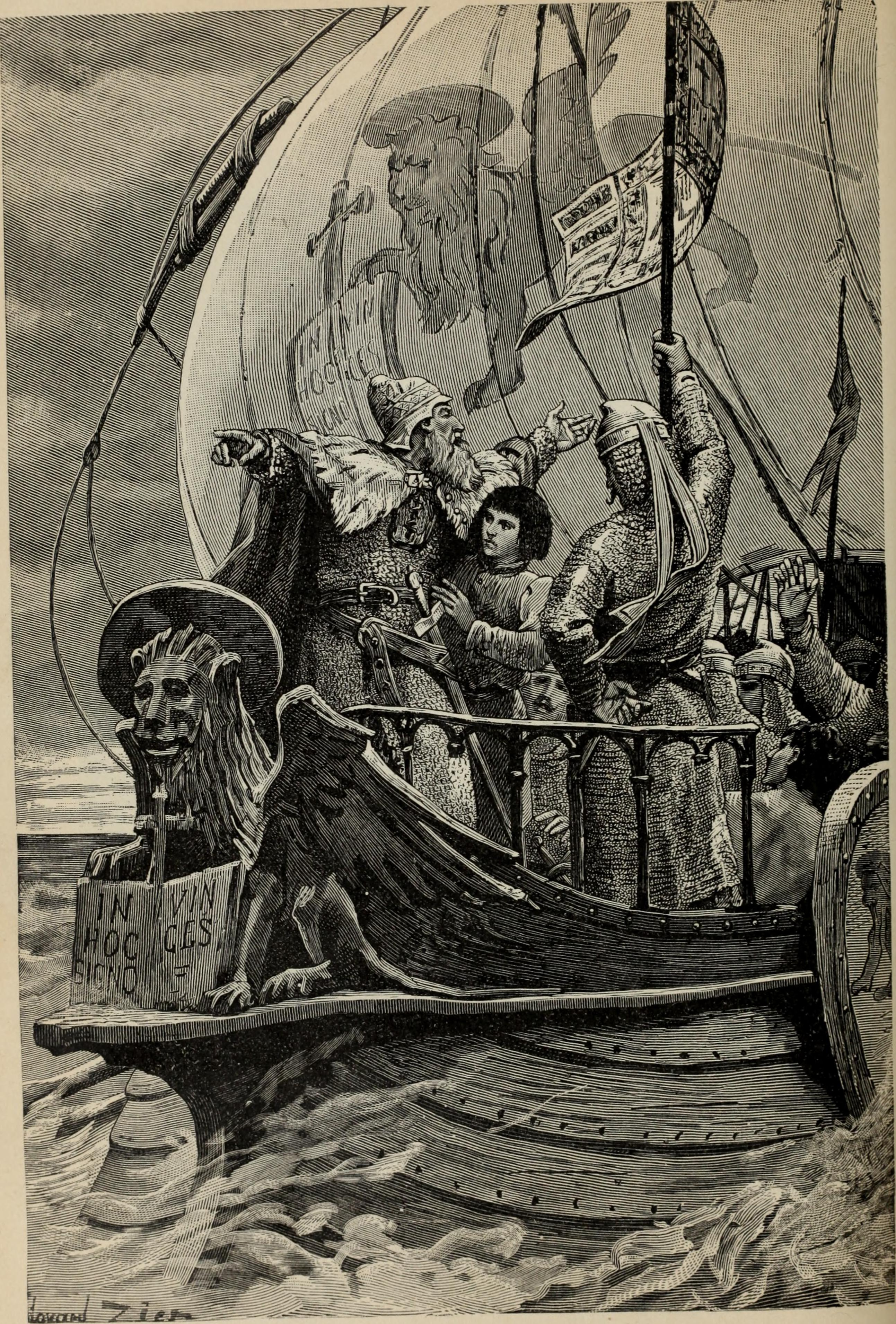
„Venetian Crusaders under the blind Doge Enrico Dandolo.“, in: George J. Hagar (Hrsg.): What the world believes, the false and the true, embracing the people of all races and nations, New York 1888, zwischen S. 206 und 207 (Abb. im Digitalisat)

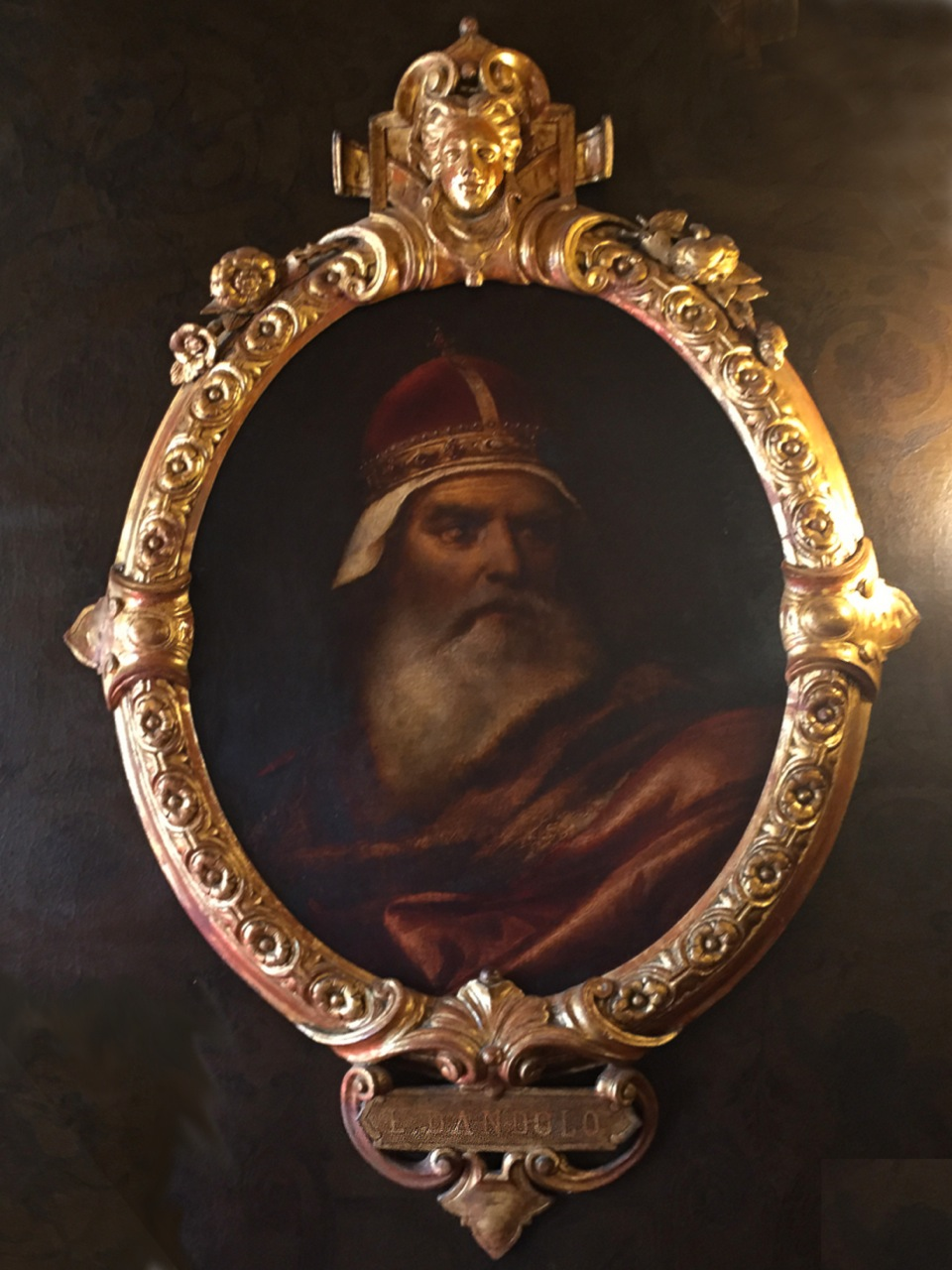
Darstellung Dandolos in der Sala degli Uomini Illustri des Caffè Florian am Markusplatz, wo die zehn bedeutendsten Männer Venedigs gerahmt hängen

In der Zeit nach dem Ende der Republik Venedig im Jahr 1797 veränderte sich der Blick auf Enrico Dandolo abermals, ohne dass es gelang, sich von den über mehr als fünf Jahrhunderte bewusst gesteuerten Traditionssträngen freizumachen. Es ist einerseits Karl Hopf zu verdanken, dass aus dem französischen Kreuzzug auch ein venezianischer wurde, und er löste die Entdeckung einer großen Zahl neuer Quellen aus. Die prosopographische Forschung stellte den französischen Familien venezianische und auch genuesische zur Seite. Allerdings wurde der griechischen „Dekadenz“ weiterhin die venezianische „Toleranz, Ordnung und Disziplin“ gegenübergestellt, eine paternalistische Sicht des Kolonialismus, die Ernst Gerland in seinem 1899 erschienenen Werk Das Archiv des Herzogs von Kandia im Königl. Staatsarchiv zu Venedig noch verstärkte. Sein daraus abgeleiteter Vortrag vor der Deutschen Kolonialgesellschaft wurde noch im selben Jahr im Historischen Jahrbuch abgedruckt. Darin erschienen die kolonialistischen Leitbegriffe „politische Klugheit“ und „humanitäre Bestrebungen“ gleichermaßen, wagte es Venedig unter Dandolo „von der Handelspolitik zur Weltpolitik überzugehen, sich zu einer Weltmacht ersten Ranges umzubilden“.
Als schwerwiegend für die fachhistorische Debatte, die ins Fahrwasser der „venezianischen Tradition“ geriet, erwies sich, dass der erste Herausgeber der Historia ducum Veneticorum, Henry Simonsfeld, den fehlenden Teil der Jahre 1177 bis 1203 mit Hilfe eines Auszugs aus der Venetiarum Historia auffüllte. Diese war jedoch erst im 14. Jahrhundert entstanden. Zwar übernahm sie viele Passagen aus der Historia ducum, wie Guillaume Saint-Guillain herausarbeitete, aber es stammten auch Passagen aus anderen Chroniken, und einiges wurde wohl vom Verfasser ergänzt. Dazu zählen die verhältnismäßig genauen Angaben zur Zahl der Kreuzzügler und der Schiffe. Insgesamt griff Simonsfeld aber mit seiner Einfügung zeitlich so weit vor, dass er sich mitten aus der gefestigten venezianischen Tradition bediente, was wiederum deren Annahmen als gleichsam zeitgenössisch verbreitete oder stabilisierte, wo sie dieselben bloß in die Vergangenheit zurückprojizierten. Henry Simonsfeld war zugleich voller Hochachtung gegenüber den Leistungen des Dogen. So meinte er 1876 zu Enrico Dandolo: „Wer hätte nicht von diesem Manne gehört, der – eine der denkwürdigsten Gestalten des ganzen Mittelalters – hochbetagt, aber wunderbar frischen, feurigen Geistes, an der Spitze der Kreuzfahrer hinzieht über das Meer und die Hauptstadt des krankenden Ostreiches im Sturme nimmt? Ist auch das Dunkel, das über den Motiven dieses Zuges schwebt, noch nicht völlig gelichtet: unbestritten ist, dass gerade von ihm recht eigentlich die Grösse, die Weltstellung Venedigs datirt.“
Walter Norden ordnete in seiner 1898 erschienenen, schmalen Dissertation Der vierte Kreuzzug im Rahmen der Beziehungen des Abendlandes zu Byzanz die leitenden Gedanken der bis dato erfolgten Forschung treffend. Danach wurde in allen Darstellungen ein „Scheitern“ des Kreuzzugs deshalb vorausgesetzt, weil er ja sein Ziel Ägypten nie erreicht habe. Demzufolge müsse eine andere Macht den Kreuzzug abgelenkt haben. Von da sei der Schritt zur kalkulierten Ablenkung und damit zum „Verrat“ naheliegend gewesen, schließlich bis zum von vornherein angelegten Willen zur Vernichtung des Byzantinerreiches. Hätte Dandolo, so widerspricht Norden, diese Absicht gehabt, so hätte er dies gleich nach der ersten Eroberung von 1203 getan. Wäre dies so gewesen, so hätten die Kreuzfahrer außerdem dem Volk von Konstantinopel keinesfalls den Thronprätendenten präsentiert. Norden, der einräumt, dass es Spannungen zwischen dem Westen und Byzanz gegeben habe, dass sich daraus aber keineswegs ein solcher Wille zur Vernichtung ableiten lasse, entwickelte seinerseits die These, Venedig habe, um seine Handelsinteressen in Ägypten zu schützen, den Kreuzzug ins Heilige Land ablenken wollen, in ein „Nebenland“ al-Adils.
Auch bei den meisten jüngeren Darstellungen dominiert ein Fragenkatalog, der sich bei Enrico Dandolo um die weltpolitischen Folgen dreht, die für die Zeitgenossen gar nicht absehbar waren, und von denen sie sich demzufolge nicht haben leiten lassen können. Macht und Moral standen immer wieder im Mittelpunkt, womit das Wertesystem der Autoren selbst besonders augenfällig in den Vordergrund trat. Dies gilt etwa für die Frage nach dem „Verrat“ am christlichen Konstantinopel. Ähnliches gilt für die Vorstellungen, die sich die noch immer stark involvierten Nachkommen von den komplexen politischen Verhältnissen in Venedig und Byzanz machten, in populären und romanhaften Darstellungen. Dabei steht außerdem die Irritation darüber, dass ein so alter und zudem blinder Mann derartige Leistungen vollbringen konnte, nach wie vor in besonderem Maße im Vordergrund. Hermann Beckedorf, der im 1973 erschienenen 13. Band der Fischer Weltgeschichte den Abschnitt Der Vierte Kreuzzug und seine Folgen verfasste, unterscheidet bei der Frage der Ursachen der „Ablenkung“ des Kreuzzugs nach Konstantinopel zwischen den Anhängern der „Zufallstheorie“ und denen der „Intrigentheorie“. Letztere „beschuldigen den Papst, die Venezianer, Bonifaz von Montferrat oder Philipp von Schwaben, den Angriff auf Byzanz schon lange vorher geplant zu haben“ (S. 307). Unter der Annahme, der byzantinische Thronprätendent sei nicht erst, wie Villehardouin behauptet, im August 1202 in Italien erschienen, sondern, wie Niketas und „einige lateinische Quellen“ nahelegen, bereits 1201 im Westen erschienen, so habe zumindest genügend Zeit bestanden, eine solche Intrige zu spinnen – was aber, wie Beckedorf einwendet, nicht heißen muss, dass ein solcher Plan geschmiedet worden sei. Auch die Rolle der Venezianer erkläre sich bestenfalls aus ihren ökonomischen Vorteilen, die sie sich davon versprochen haben könnten. „Andererseits“, so der Autor, „hatte Venedig nur noch geringen Anteil am großen Byzanzgeschäft“. „Eine Eroberung der Hauptstadt und die Inthronisierung eines abhängigen Kaisers würde dagegen die alte Monopolstellung Venedigs wiederherstellen und auf lange Zeit sichern“ (S. 308).
Die Entwicklung der venezianischen Verfassung, und damit die Rechte und Möglichkeiten Dandolos, aber auch deren Grenzen, brachte erst Giorgio Cracco in die Diskussion ein, der „die Venezianer“ nicht mehr als einen geschlossenen Block einhelliger Auffassungen betrachtete, die aufgrund ihrer Abstimmung einhellig bestimmte Ziele verfolgten. Zugleich wurde auch nach Cracco die Vorstellung „ethnischer Reinheit“ als Begründung gleichsam naturgegebener Kulturdifferenzen und -bewertungen fortgeschleppt, aber auch als Motiv für politisches Handeln zurückprojiziert. Postkoloniale Ansätze fanden lange kaum Anwendung in der Forschungsdebatte, wie etwa die Frage danach, warum die Unterscheidung von ethnischen Gruppen staatlicherseits betont wurde, während sie in privaten Dokumenten oder öffentlichen Ritualen, in der Sprache und dem Alltagsgebaren eine immer geringere Rolle spielte. Bestimmte Anlässe ließen beispielsweise die Entstehung einer kretischen Identität über die Sprach- und Konfessionsgrenzen hinweg sichtbar werden, was in Venedig mit Misstrauen beobachtet wurde. 1314 wurde daher allen feudati untersagt, bei der Truppenschau mit Bart zu erscheinen, wohl um zu vermeiden, dass sie „wie Griechen“ aussahen. Das galt auch für alle anderen, die Feudaldienste zu leisten hatten. Die Deutung des Kreuzzugs und seiner Folgen, so Daniela Rando noch 2014, bleibt von kolonialistischen Stereotypen, die die Forschungsgeschichte durchziehen, beschwert.

### Popularisierung

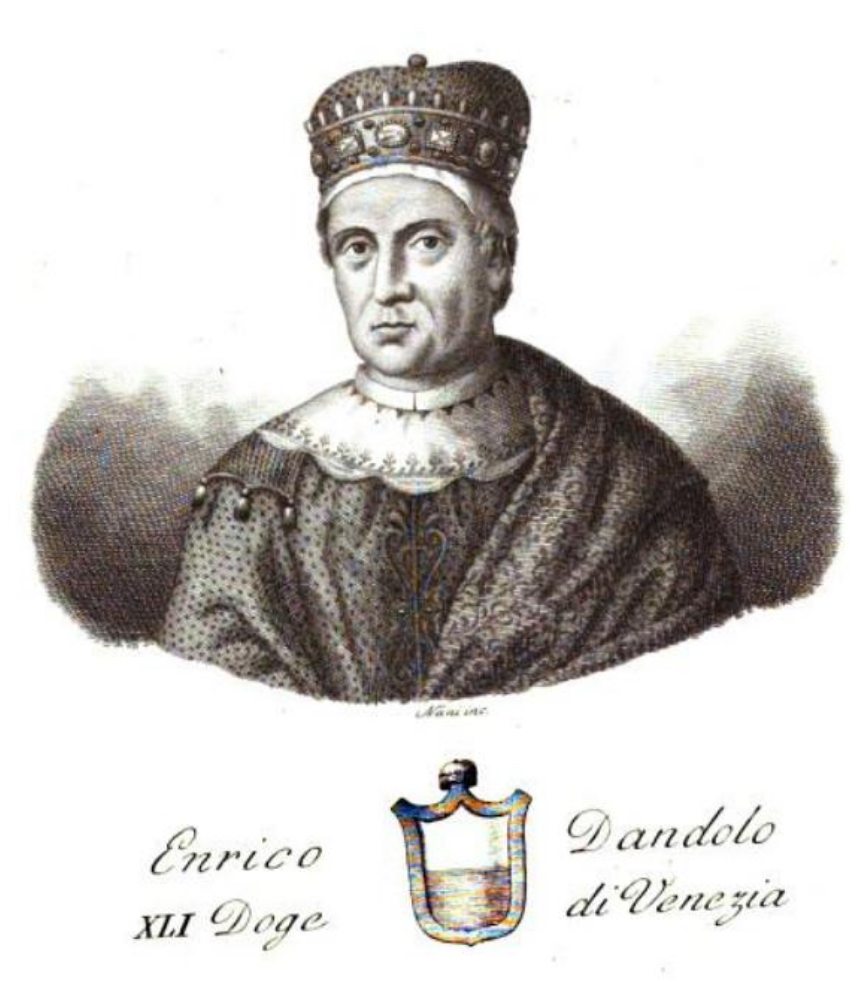
Phantasiedarstellung des Dogen von vor 1834, Antonio Nani: Serie dei Dogi di Venezia intagliati in rame da Antonio Nani. Giuntevi alcuni notizie biografiche estese da diversi, Bd. 1, Merlo, Venedig 1840, o. S. (Google Books)

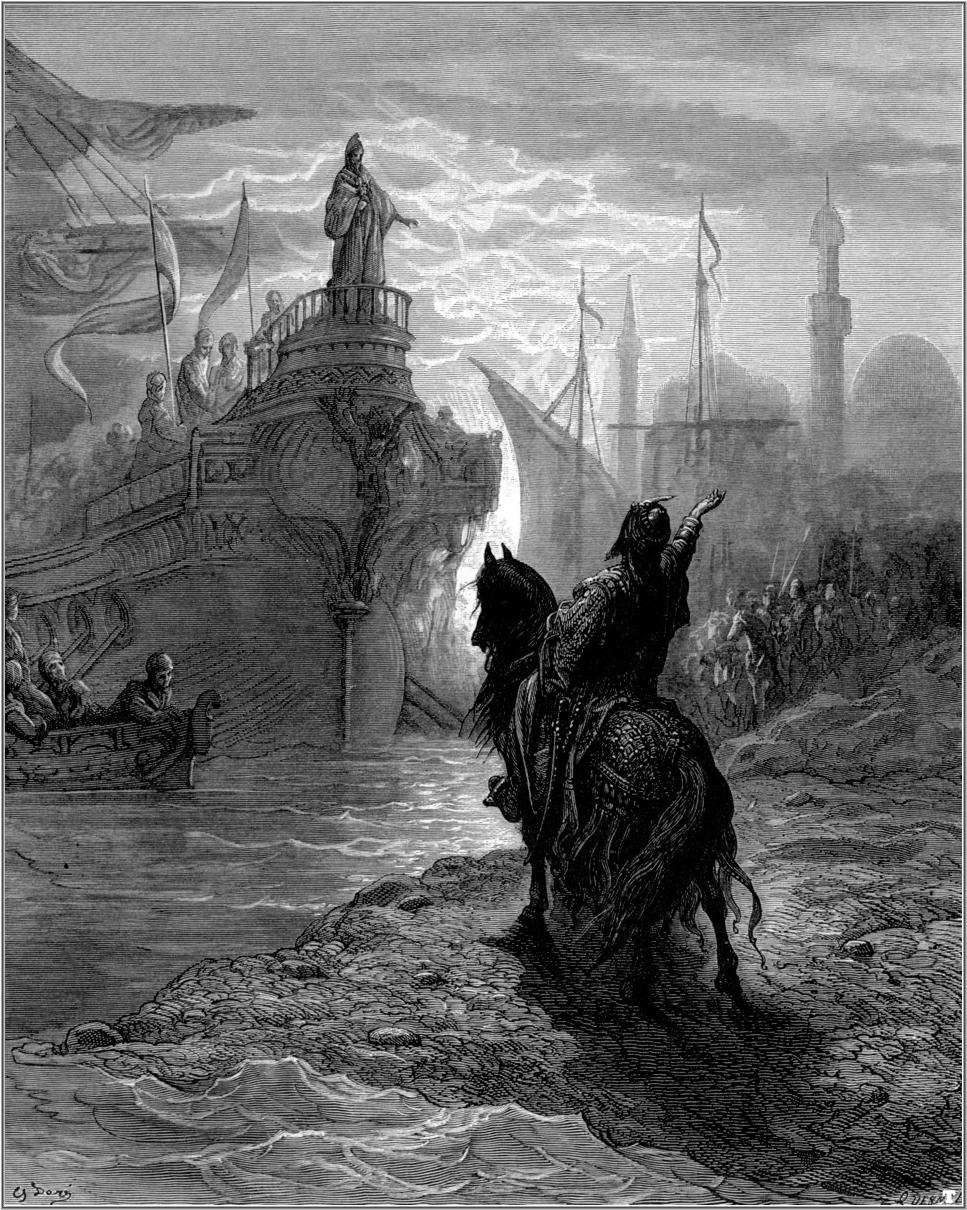
Historiengemälde von Gustave Doré (1832–1883), das Kaiser Alexios V. (5. Februar bis 13. April 1204) und Enrico Dandolo darstellt. Stark romantisierende Darstellungen dieser Art erfreuten sich im 19. Jahrhundert großer Beliebtheit, sind aber nur Indikatoren derjenigen Vorstellungen, die sich Dorés Zeitgenossen vom Mittelalter machten.

Populäre Darstellungen, wie Antonio Quadris Otto giorni a Venezia, ein reich illustriertes Werk, das ab 1821 zahlreiche Auflagen über mehrere Jahrzehnte erfuhr, und das auch ins Französische übersetzt wurde, nahmen sich der etablierten, aber auch der ausgeschmückten Vorstellungen von Dandolo an und brachten sie ins allgemeine Bewusstsein. In Teilen gelangte Quadris Werk unter dem Titel Vier Tage in Venedig sogar ins Deutsche. Wieder war Dandolo der Führer des Angriffs auf Konstantinopel, der erste, der die Mauern erreichte, die Seinen zum Sturm antrieb und die Standarte Venedigs aufpflanzte, wie Quadri angesichts des Historiengemäldes von Jacopo Palma im Dogenpalast schreibt (S. 55). Quadri kolportiert darüber hinaus die Legende von Dandolo, der angeblich als ‚Höhepunkt des Patriotismus‘ („colmo del patriotismo“) die Kaiserkrone abgelehnt habe (S. XXIX). In Italien war die Vorstellung, Dandolo habe nicht nur zugunsten Balduins auf die ihm bereits per Wahl übereignete Kaiserkrone verzichtet, sondern er habe sie ihm ‚geschenkt‘, längst in die Enzyklopädien vorgedrungen.
Gelegenheit, diesen Verzicht Dandolos auf die Kaiserkrone einer größeren Öffentlichkeit darzubieten, ergab sich durch die Renovierung des Teatro la Fenice im Jahr 1837. Giovanni Busato (1806–1886) malte La Rinuncia di Enrico Dandolo alla corona d’Oriente (‚Der Verzicht Enrico Dandolos auf die Krone des Orients‘) auf einen der neuen Bühnenvorhänge, ein anderer trug den Titel Ingresso di Enrico Dandolo a Costantinopoli (‚Einzug Enrico Dandolos in Konstantinopel‘).
Im Brockhaus von 1838 heißt es: „… da erscheint Heinrich Dandolo, der erblindete, berühmte Doge Venedigs, ein Held voll Jugendkraft, in einem Alter, wo Greise zu Kindern werden, an der Spitze eines Heers der Kreuzfahrer, vor Konstantinopel und erobert die Stadt im Sturme“. In Meyers Konversations-Lexikon heißt es: „Enrico, der Berühmteste der Familie, Gründer der Herrschaft Venedigs über das Mittelmeer“, und für das 1881 in Berlin erschienene Handlexikon der Geschichte und Biographie war Dandolo ebenfalls der „Gründer der Herrschaft Venedigs über das Mittelmeer“.
August Daniel von Binzers Venedig im Jahre 1844 führt die Familie Dandolos auf den ersten Dogen Paulucius zurück. Er überliefert darüber hinaus die Legende von der Blendung Enrico Dandolos durch den „griechischen“ Kaiser. Ihm schreibt er, trotz gewisser Zweifel angesichts des hohen Alters, alle wesentlichen Taten zu – was ihn offenbar dazu veranlasst, gleichfalls anzunehmen, der Doge sei „nicht ganz erblindet“ –, und variiert so nur geringfügig die venezianische Staatshistoriographie. Schon Quadri hatte den Dogen nur „quasi blind“ genannt (S. XXVIII). Die Enciclopedia Italiana e Dizionario della Conversazione von 1843 erwähnt zwar sein ‚extremes Alter‘ („stato d’estrema vecchiezza“), schweigt aber über die Frage seiner Blindheit. In der 23. Auflage von Georg Webers Lehr- und Handbuch der Weltgeschichte wollte, so schreibt der Verfasser der entsprechenden Seiten Alfred Baldamus, Dandolo zwar die Kreuzfahrer „staatsklug und thatkräftig … in den Dienst der Markusrepublik stellen“. Auch schufen die Venezianer 1204 „die Grundlagen einer Weltmacht“, „sie weckten Bürgersinn, Kunstfleiß und Betriebsamkeit und erlangten dadurch den großen Vorteil, daß ihre Kolonien sich selbst verteidigten“, doch ließ der Verfasser eine Reihe der Legenden um Dandolo aus. Er meint nur, Dandolo sei „fast erblindet“ gewesen, ohne daraus ein Motiv zu konstruieren.

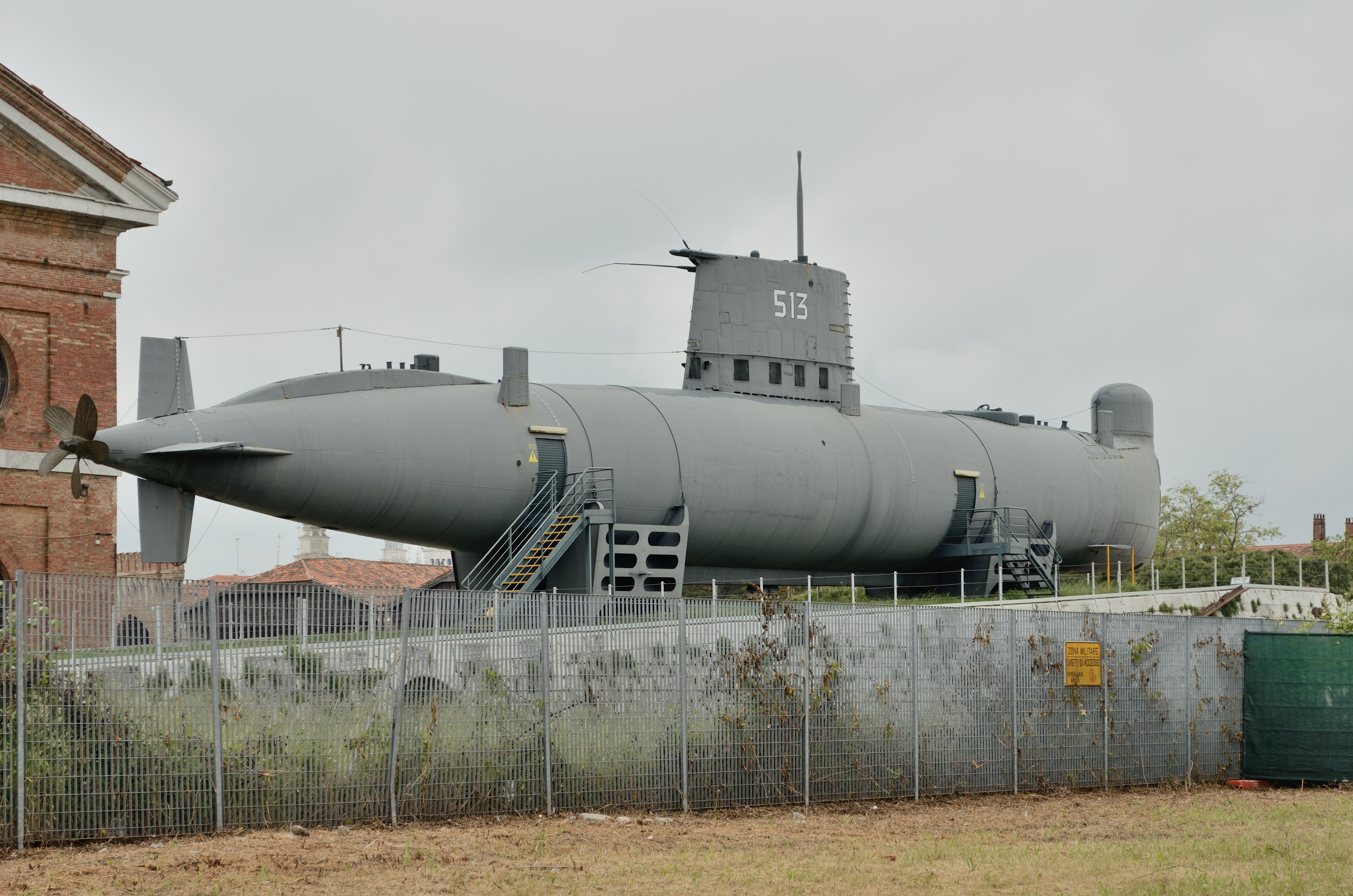
Das 46 m lange U-Boot Enrico Dandolo (S 513) im Arsenal von Venedig, 1967 bis 1996 in Dienst, fotografiert 2014. Auch ein ab 1938 fahrendes, 73 m langes U-Boot, das 1943 an die Alliierten übergeben und nach dem Krieg verschrottet wurde, hatte den Namen des Dogen getragen.

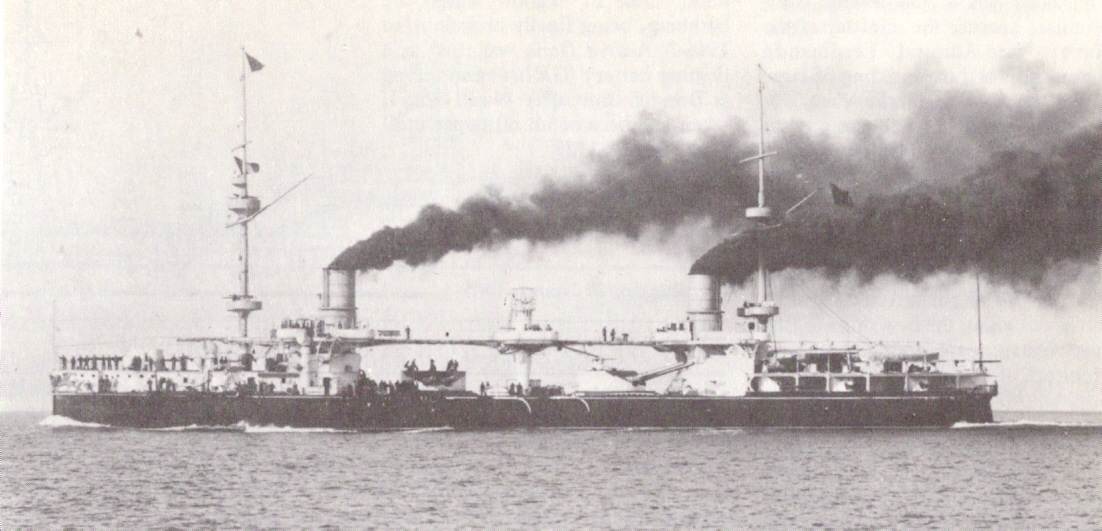
Bereits dieses 1882 bis 1920 unterhaltene, knapp 110 m lange Panzerschiff hatte zuvor Enrico Dandolos Namen getragen (fotografiert 1898).

Wie sehr die Vorstellung von der Rolle und den Eigenschaften des Dogen auch nach dem Ersten Weltkrieg zum allgemeinen Wissensbestand vor allem in Italien gehörte, wie etwa die Vorstellung, Dandolo habe das Fundament der venezianischen Herrschaft über die Adria und das Mittelmeer grundgelegt, belegt ein Brief Gabriele D’Annunzios. Darin ruft er gegenüber dem mit ihm befreundeten venezianischen Faschisten Giovanni Giuriati am 4. September 1919 aus: „Für immer lebe über dem Golf von Venedig das Italien des Enrico Dandolo, des Angelo Emo, des Luigi Rizzo und des Nazario Sauro“. Damit wurde der Anspruch der Serenissima auf die Herrschaft über den Golf von Venedig zum Anspruch ganz Italiens. Die von der Kommune herausgegebene Rivista mensile della città di Venezia veröffentlichte 1927 einen Artikel über das Grabmal in „Costantinopoli“ – von diesem nahm schon Heinrich Kretschmayr an, es stamme von 1865 – und Pietro Orsi, der erste faschistische Bürgermeister von Venedig, ließ im selben Jahr eine Tafel mit der Inschrift „Venetiarum inclito Duci Henrico Dandolo in hoc mirifico templo sepulto MCCV eius patriae haud immemores cives“ anbringen. Dabei war der Doge wegen seines hohen Alters allerdings für die faschistische Vorstellung von jungen, heroischen Kriegern durchaus sperrig. Angelo Ginocchietti, Kommandant in der oberen Adria, erklärte ihn dementsprechend zu einem „großartigen sehr jungen alten Mann“.
Als der Gruppo veneziano, eine Gruppe von Finanziers, Industriellen und Politikern unter der Führung von Giuseppe Volpi (1877–1947) und Vittorio Cini (1885–1977), die Stadt Venedig von etwa 1900 bis 1945 politisch und ökonomisch dominierte – am Ende in engem Zusammenwirken mit Mussolinis Faschisten –, entstanden auf dem Lido di Venezia zahlreiche Luxushotels. Die dortigen Straßennamen orientieren sich bis heute an den venezianischen Kolonien und den wichtigsten Schlachtenorten sowie Militärs und Politikern Venedigs. Dazu zählt neben der „via Lepanto“ auch die „via Enrico Dandolo“.
Im Roman Baudolino von Umberto Eco, der immer wieder auf Konstantinopel und Niketas, den Chronisten, rekurriert, erscheint Dandolo an fünf Stellen. Einmal ließ er in der Hauptstadt alle bis dahin gestohlenen Gegenstände in die Hagia Sophia bringen, um sie von dort gerecht zu verteilen. Nach Abzug der Schulden sollte der Wert in Silbermark umgerechnet werden, wobei jeder Ritter vier, die berittenen Sergenten zwei und die unberittenen ein Teil bekommen sollten. „Die Reaktion der einfachen Fußsoldaten, die nichts abbekommen sollten, kann man sich vorstellen.“ (S. 255). Es stellte sich heraus, dass manche Reliquien von Heiligen mehrfach vorhanden waren (S. 327). Dandolo war darüber hinaus derjenige, der am meisten auf volle Bezahlung durch Byzanz drängte, doch blieben die Pilger nur allzu gern, da sie auf Kosten der Griechen das „Paradies gefunden“ hatten (S. 572). Den „heftigen Zusammenstoß“ „zwischen dem Dogen Dandolo, der auf dem Bug einer Galeere stand, und Murtzuphlos, der ihn vom Ufer aus beschimpfte“, nennt Eco ebenso. Schließlich verzichteten „Dandolo und die anderen Anführer“ zunächst darauf, „die Stadt auszuquetschen“ (S. 584 f.).

### Handlungsmotive und die Auffassungen von Dandolos Zeitgenossen
Unter den spezifischen Bedingungen der Quellenproduktion und -überlieferung ist es ungemein problematisch, Motive der Akteure, in diesem Falle Enrico Dandolos ergründen zu wollen: „Bestimmend für die spezifische Wahl der unterstellten Handlungsgründe scheint […] vor allem die persönliche Intuition und das empathische Einfühlungsvermögen des jeweiligen Historikers zu sein“, bemerkte Timo Gimbel in seiner Dissertation. Um den Beweggründen näher zu kommen, nahm Gimbel in seiner 2014 vorgelegten Arbeit Die Debatte über die Ziele des Vierten Kreuzzugs: Ein Beitrag zur Lösung geschichtswissenschaftlich umstrittener Fragen mit Hilfe sozialwissenschaftlicher Instrumente eine Quellengewichtung vor, d. h., es wurde den zeitnahen Aussagen sehr viel höheres Gewicht beigemessen, als denjenigen, die den Ausgang des Kreuzzuges bereits kannten und einen Teil seiner Folgen ermessen konnten, oder aber zeitlich zu weit von den Ereignissen entfernt lagen. Andere Quellen kommen deshalb kaum in Frage, weil sie allzu offenkundig parteiisch vor allem die Diffamierung des jeweiligen Gegners, oder aber die Rechtfertigung des Näherstehenden zum Ziel hatten. Folglich standen neben den genannten Chronisten die möglicherweise neutraleren Regesten Innozenz’ III., sowie ein Brief von Hugo von St. Pol im Mittelpunkt, ähnlich wie das Enkomion des Nikephoros Chrysoberges, schließlich die Werke des Minnesängers Raimbaut de Vaqueiras und die Gesta Innocentii.
Bei den Regesten des Papstes Innozenz handelt es sich um offiziöse briefliche Korrespondenzen. In unserem Falle sind dabei die Reg. VII/202, 352.11-354 für Dandolo von Bedeutung. Allerdings führt ihr offiziöser Charakter dazu, dass eher Erklärungen oder Rechtfertigungen des eigenen Verhaltens vor dem Hintergrund des zunehmenden Kontrollverlustes des Papstes über den Kreuzzug erscheinen. Der anonyme Verfasser der Gesta Innocentii, einer Art päpstlichen Biographie, die zwischen 1204 und 1209 entstand, überliefert auch Briefe, die in den Regesten nicht enthalten sind, doch liefert auch dieses Werk im Wesentlichen die offizielle Sichtweise der Kurie auf die Ereignisse zwischen 1198 und 1209. Der Verfasser folgt der Linie des Papstes, der hinter der Ablenkung des Kreuzzugs eine Intrige der Venezianer sah, die schon vielfach der päpstlichen Autorität zuwidergehandelt hätten.
Der Brief des Hugo von St. Pol, der von Konstantinopel in drei Fassungen in den Westen gelangte, wurde nach dem 18. Juli 1203 abgeschickt, also nach der ersten Einnahme Konstantinopels. Dabei ging eine Fassung an den Erzbischof von Köln, Adolf I., die in den Annales maximi Colonienses überliefert ist. Eine zweite, widersprüchliche Fassung ist nur in einer Edition des 18. Jahrhunderts erhalten geblieben, und kann kaum zur Rekonstruktion der Vorgänge um 1200 verwendet werden. Die dritte Fassung ging an einen Vasallen Hugos mit Namen „R. de Balues“. Rudolf Pokorny glaubt, das Namenskürzel „R“ mit Robin und damit mit Robin de Bailleul auflösen zu können. Sie ist von großem Detailreichtum und persönlichen Charakters. In dieser Fassung sind die Aussagen über die Motive der Hauptakteure des Kreuzzuges für die Zeit zwischen der Landung auf Korfu und der ersten Besetzung Konstantinopels von größter Bedeutung. Robert de Clari diente unter Pierre d’Amiens, der wiederum dem Gefolge Hugos de St. Pol zuzurechnen ist. Hugo berichtet, dass nach der Ankunft des Thronprätendenten auf Korfu nur wenig mehr als 20 Männer auf Durchführung des Planes drängten, nach Konstantinopel zu ziehen, darunter die Führer des Kreuzzugs. Hugo berichtet, dass „super hoc autem fuit inter nos maxima dissensio et ingens tumultus“. Doch das Drängen der Führer des Kreuzzugs und die Versprechen Alexios’ für Nahrung und für 10.000 Männer zur Befreiung Jerusalems zu sorgen, dazu jährlich 500 Mann und 200.000 Silbermark des Dogen, stimmten nach dieser „äußersten Meinungsverschiedenheit“ und einem „Tumult“ die Männer um, die schließlich kaum andere Möglichkeiten sahen, ins Heilige Land zu kommen.
Aus ähnlichem Blickwinkel wie Robert de Clari und der Verfasser des Briefes an R[obin] de Bailleul berichtet der gleichfalls unbekannte Verfasser der recht zeitnah verfassten Devastatio Constantinopolitana. Er verficht gleichfalls den Blickwinkel einfacher Leute, jedoch ist er sehr knapp. Der Verfasser stammt wahrscheinlich aus dem Rheinland und kritisiert vorrangig die Führer des Kreuzzugs. Dabei ist er den Venezianern gegenüber eher feindlich eingestellt, wie gegenüber allen Reichen, die die pauperes Christi (die Armen Christ) in seinen Augen verraten hatten. Nach ihm war der ganze Kreuzzug eine einzige Kette von Verrat. Dabei trieb die Raffgier der Venezianer die Lebensmittelpreise in die Höhe, sie waren es, die die Gelegenheit zur Unterwerfung ihrer adriatischen Nachbarn ausnutzten. Allein bei der Eroberung Zaras seien hundert Kreuzfahrer und Venezianer gestorben. Mehrere Tausend Kreuzfahrer hätten danach das Heer verlassen. Auch nach Alexios’ Eintreffen schworen die Armen, niemals gegen Griechenland zu ziehen. Bei der Verteilung der Beute erhielt am Ende noch ungerechterweise jeder Ritter 20 Mark, jeder Kleriker 10, jeder Fußsoldat 5 Mark.

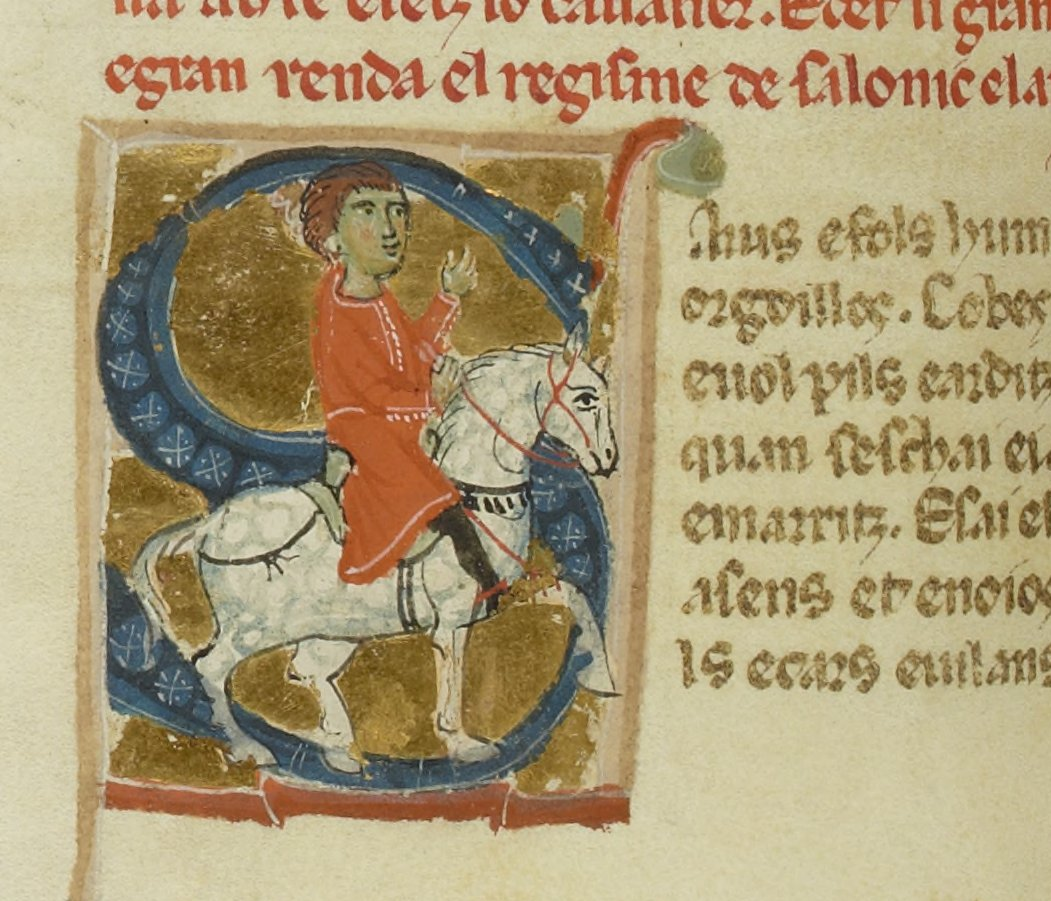
Raimbaut de Vaqueiras in einer Abschrift des 13. Jahrhunderts aus Italien, Pergament, Bibliothèque nationale de France, ms. 854, f. 75v

Kaum beachtet wurden die beiden Gedichte des Minnesängers Raimbaut de Vaqueiras, geboren in der südfranzösischen Grafschaft Orange. Er stammte aus dem Niederadel und begegnete Anfang der 1180er Jahre in Oberitalien Bonifaz von Montferrat, mit dem er sich anfreundete. Von 1193 bis zu Bonifaz’ Tod im Jahr 1207 begleitete ihn der Sänger ununterbrochen. Bonifaz schlug Raimbaut sogar zum Ritter, nachdem ihm dieser das Leben gerettet hatte. Im Juni oder Juli 1204 verfasste der Sänger sein okzitanisches Luyric Poem XX, das als einzige zeitgenössische Quelle über Plünderung und Zerstörung von Kirchen und Palästen berichtet. Durch diese Taten hätten die Kreuzfahrer nach Auffassung des Sängers Schuld auf sich geladen. In seinem zweiten Gedicht erhält man ungewöhnliche Einblicke in den Zwiespalt, in den der Kreuzzug den Verfasser und andere Kreuzzügler stürzte, die durch die Zerstörungen – Kleriker wie Laien gleichermaßen – zu großen Sündern geworden seien: „Q'el e nos em tuig pecchador / Dels mostiers ars e dels palais / On vei pecar los clers e’ls lais“.
Diese wenig beachteten Quellen erweisen, dass die frühe Überlieferung vor allem von der Frage dominiert war, ob es zu rechtfertigen sei, einen Kreuzzug gegen christliche Städte umzulenken. Dies beeinflusste, in Verbindung mit der hierin eindeutigen Auffassung des Papstes, die spätere Darstellung auf das stärkste, so dass Schuldzuweisungen und Legitimatierungsbedürfnisse in den Vordergrund traten, die zugleich die enormen sozialen Spannungen in den Hintergrund drängten, die schon vor Zara den Kreuzzug zu sprengen drohten. Dabei wurden entsprechend den wechselnden Zeitläuften und politischen Ausrichtungen verschiedene Rechtfertigungen gesucht. Im Augenblick des Geschehens dominierten gesellschaftliche Gegensätze mit ihrer Sprengkraft, die sich nach Auffassung der zeitgenössischen Autoren in völlig gegensätzlichen Vorstellungen von den Zielen des Krieges und der Rolle der Kreuzfahrer niederschlugen.
Dass die Sprengkraft, vor allem wenn sie durch die ablehnende Haltung des Papstes noch gesteigert wurde, den Kreuzzug nach Zara auch noch gegen Konstantinopel umzulenken, enorm war, erweist eine gleichfalls wenig beachtete Quelle. Sie geht auf den sogenannten Anonymus von Soissons zurück, dem wiederum unmittelbare Berichte eines der frühesten Kreuzzugsteilnehmer zur Verfügung standen, nämlich von Nivelon de Chérisy (* um 1176; † 13. September 1207), dem Bischof von Soissons. Bis 1992 lag der Bericht nur in einer schwer aufzufindenden Edition vor. Nivelon de Chérisy, der bereits an der Jahreswende 1199 auf 1200 das Kreuz genommen hatte, kehrte am 27. Juni 1205 mit bedeutenden Reliquien, wie dem Haupt des Täufers und Teilen des Kreuzes, an dem Jesus hingerichtet worden war, vom Kreuzzug zurück, um Verstärkung an den Bosporus zu bringen und danach mit diesen Männern Richtung Osten aufzubrechen. Doch er erreichte sein Ziel nicht, denn er kam in Apulien ums Leben. Die Quelle muss zwischen seiner Rückkehr und seinem erneuten Aufbruch 1207 abgefasst worden sein. Nivelon war dabei eine der zentralen Figuren des Kreuzzuges. Er heftete das Kreuz auf die Schulter von Bonifaz von Montferrat, er verband als Emissär das Kreuzfahrerheer vor Zara mit der Kurie. In Rom erhielt er mündliche Anweisung, den Kreuzzug auf keinen Fall erneut umzuleiten, eben gegen Konstantinopel. Doch Nivelon konspirierte mit den Kreuzzugsführern und verhinderte so, dass die übrigen Kreuzfahrer von der päpstlichen Ablehnung irgendetwas erfuhren. Am 11. April, als die Armee vor Konstantinopel stand, predigten er und andere Kleriker, es sei rechtmäßig, gegen die schismatischen und verräterischen Griechen zu kämpfen. Sein Schiff, die Paradis, war eines der beiden Schiffe, die als erste die Seemauern der Stadt erreichten. Nivelon zählte auch zu den zwölf lateinischen Kaiserwählern; er war der Verkünder des Wahlergebnisses. 1205 wurde er lateinischer Erzbischof von Thessaloniki.
Neben der Tatsache, dass der Anonymus das Verschweigen des päpstlichen Verbotes durch Dandolo und die anderen Kreuzzugsführer aufführt, weist der Titel des Werkes darauf hin, worum es dem Verfasser wirklich ging: Über das Land von Jerusalem und auf welche Weise aus der Stadt Konstantinopel in diese Kirche die Reliquien herbeigebracht wurden. In den Augen des Verfassers handelten die Pilger im Auftrag Gottes, taten Buße und errangen einen wenn auch unvollständigen Sieg für das Christentum. Dabei brachten sie nach Soissons, was Pilger suchten, nämlich Reliquien und die unmittelbare Verbindung zu den Heiligen.
Die lange Zeit weniger in die Betrachtung eingeflossenen Quellen sind von besonderem Wert für die historische Rekonstruktion, da sie unmittelbar aus dem zeitgenössischen Geschehen entstanden sind, und damit vor der Verfestigungsphase der venezianischen Staatsgeschichtsschreibung und außerhalb der besagten Legitimationsprozesse liegen. Sie lassen erkennen, dass es unterhalb der führenden Gruppen, deren Auffassungen und Streitigkeiten später die Überlieferung dominierten, völlig andere Vorstellungen gab. Deren Sprengkraft beruhte auf grundlegend anderen Auffassungen von den Aufgaben und Haltungen eines „Pilgers“. Sie zeigen aber auch, dass diese von den sozialen Spannungen zwischen den wenigen führenden Männern, allen voran Enrico Dandolo, sowie des gehobenen Adels insgesamt, und den einfachen Kreuzfahrern nicht zu trennen sind. Raimbaut de Vaqueiras, der Anonymus von Soissons oder Hugo von St. Pol erlangen damit als Augenzeugen erheblich höheres Gewicht, nachdem die Staatsgeschichtsschreibung seit dem 14. Jahrhundert und die chronikalische Überlieferung das Bild Enrico Dandolos fast ausschließlich bestimmt hatten.

## Quellen

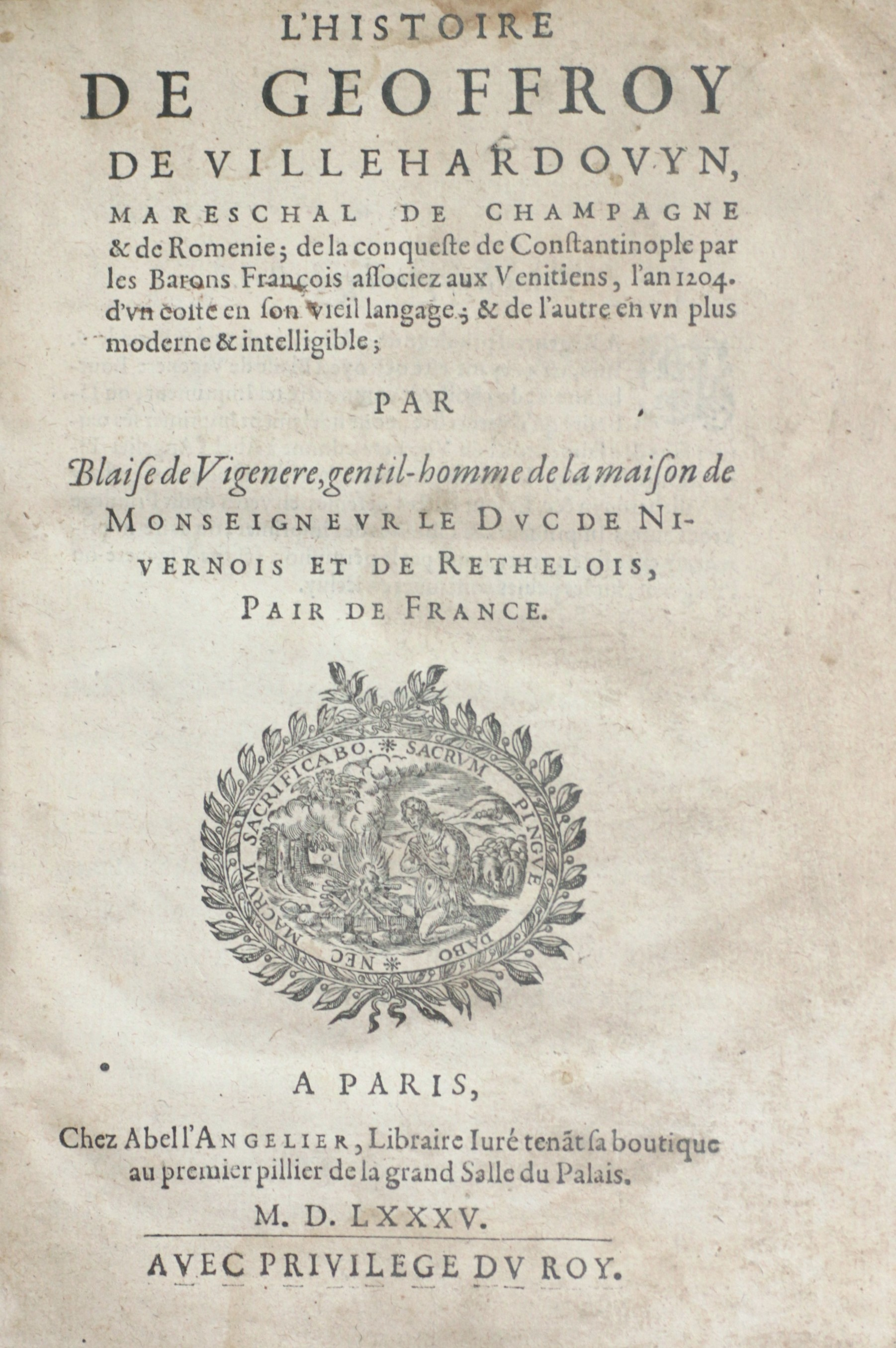
Französische Übersetzung als L'histoire de Geoffroy de Villehardovyn Marechal de Champagne von Blaise de Vigenère, Paris 1585

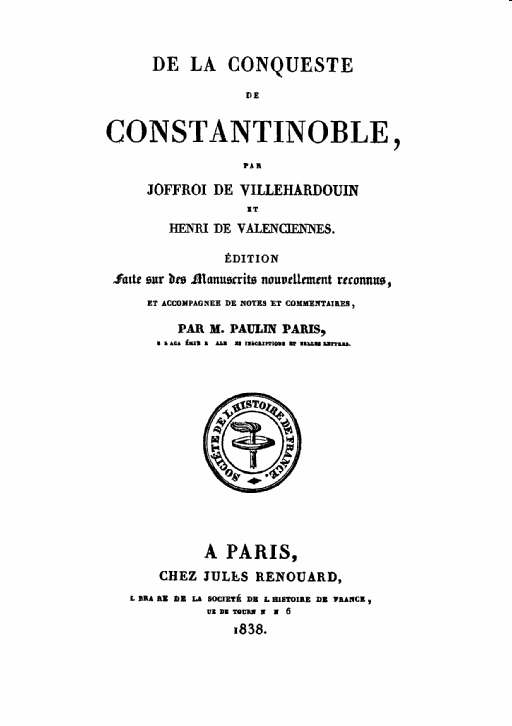
Joffroi de Villehardouin: De la conqueste de Constantinoble, Jules Renoir, Paris 1838, Titelblatt